# 2022年ロシアのウクライナ侵攻のタイムライン (2022年2月 - 4月)
2022年ロシアのウクライナ侵攻のタイムライン (2022年2月 - 4月)（2022ねんロシアのウクライナしんこうのタイムライン 2022年2月 - 4月）では、2022年2月24日に開始されたロシアのウクライナ侵攻の経過の2022年2月から4月について述べる。

## 2022年2月
日時は特記のない場合、ウクライナ時間（UTC+2）。日本標準時との時差は-7時間。

### 2月21日
- 午後10時35分（UTC+3）[2]、ロシア連邦大統領ウラジーミル・プーチンは、ロシアがウクライナ東部の親ロシア派の2つの分離地域の独立を承認すると発表した（ドネツク人民共和国とルガンスク人民共和国の独立承認に関するウラジーミル・プーチンの演説）[3]。これを受けて、翌日に北大西洋条約機構（NATO）諸国から第一弾の経済制裁が発動された。

- 発表に先立つテレビ演説で、プーチンは、ウラジーミル・レーニンがウクライナの「創作者および建築家」であるとの考えを示し、レーニンの記念碑を破壊したウクライナ人を「恩知らずの子孫」と呼び、「これは彼らが言う非共産化である。あなた方は非共産化を望むのか？いいだろう。それは我々にとてもよく合っている。しかし、彼らが言うように、途中で停止する必要はない。我々はウクライナにとって真の非共産化が何を意味するのかを示す用意がある」と語った[4][5]（この発言の背景については、レーニンが主導した「ロシア革命」とそれにより成立した「ソビエト連邦」、および「ソビエト連邦の崩壊」を参照）。

### 2月23日
- ウクライナの大統領ウォロディミル・ゼレンスキーは首都キーウで、ポーランドのアンジェイ・ドゥダ大統領、リトアニアのギタナス・ナウセダ大統領と会談した[6]。
- アメリカ合衆国国務長官アントニー・ブリンケンはNBCニュースのインタビューに答え、ロシアが24日夜明けまでにウクライナに侵攻するとの見方を示した[7]。
- ウクライナは、ドンバスの占領地を除く全国で非常事態を宣言すると発表[8]。
- 駐ウクライナロシア大使は大使館から避難し、掲げられたロシア国旗を降ろした[9]。
- 午後7時頃（モスクワ時間）：アメリカ合衆国国防総省の高官は、記者団に「ロシア軍の部隊は最大限の準備ができており、部隊のおよそ80％がいつでも出動できる準備を終えた」と述べ、異例とも言える機密情報開示を行った[10]。

### 2月24日

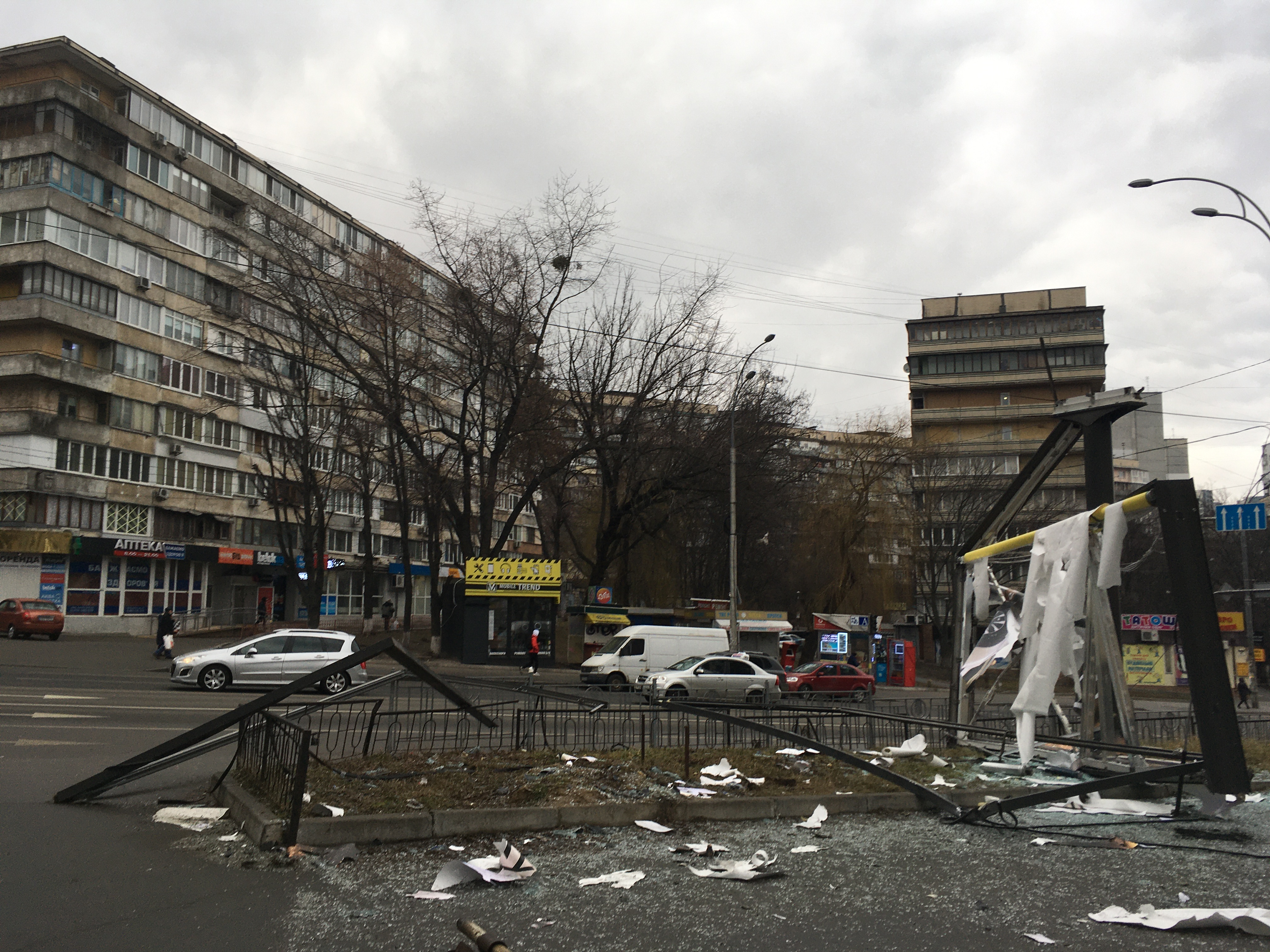
ミサイルの破片が直撃したキーウの建造物（2月24日）

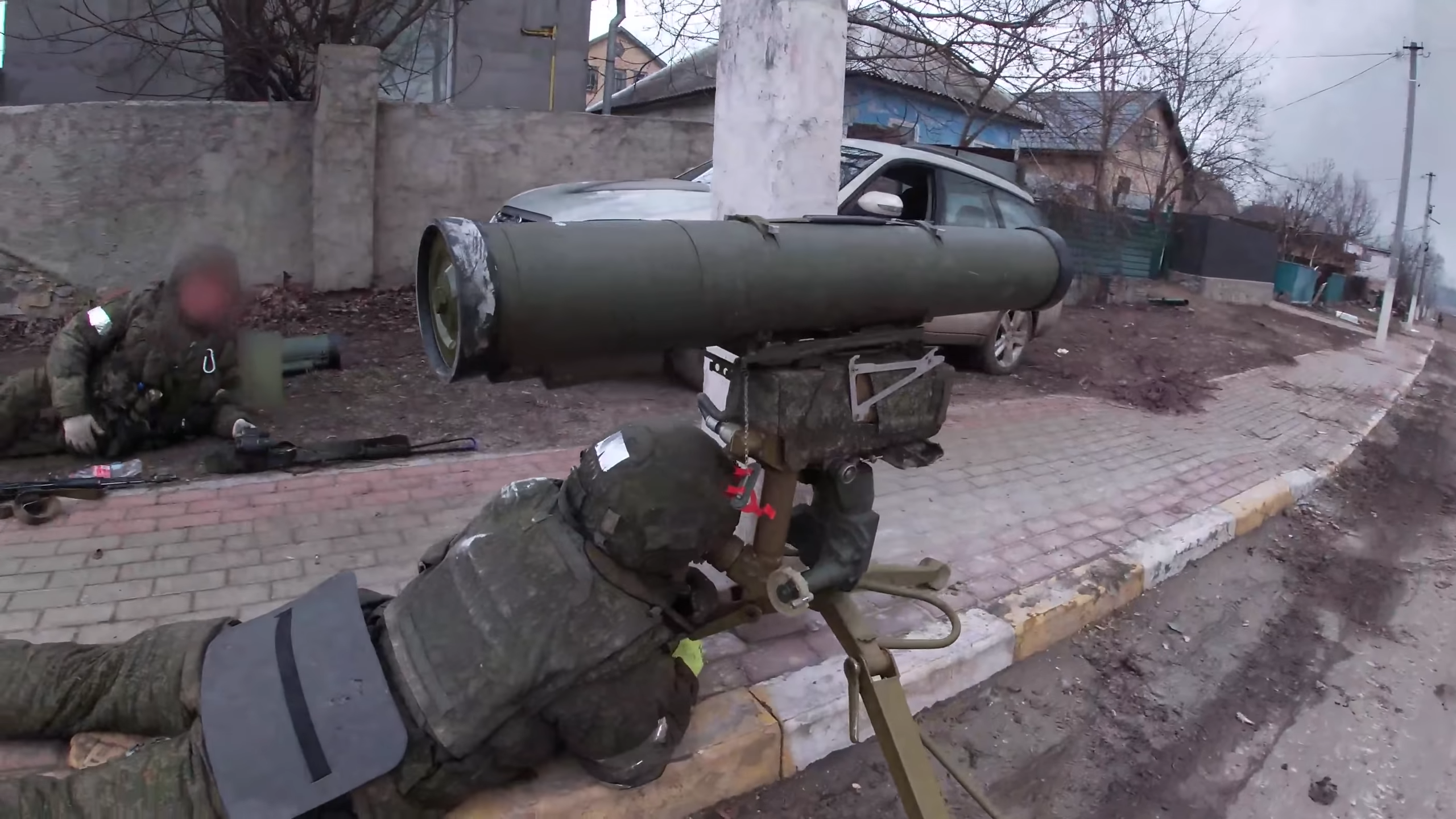
ホストーメリ空港付近で対戦車誘導ミサイル9M113を操作するロシアの対戦車部隊

- モスクワ時間2月24日午前6時0分（UTC+3）の少し前：プーチンは特別軍事作戦に関する演説の中で、ウクライナ東部で「特別軍事作戦」を開始することを決定したと発表した[11][12]。プーチン大統領は演説の中で、ウクライナの領土を占領する計画はなく、ウクライナの民族自決権を支持すると主張した[13]。プーチンはまた、ロシアはウクライナの「非軍事化と非ナチ化」を求めていると述べた[14][15]。そして「起こりうる流血に対する全責任は、すべてウクライナの領土を支配する政権の良心にある」と述べた[16]。ロシア国防省はウクライナの航空交通管制部隊に飛行を停止するよう要請し、ウクライナの空域は非民間の航空交通に制限され、欧州連合航空安全機関はウクライナ全域を活発な紛争地帯と見なした[17][18]。
- プーチンの発表から数分以内に、ウクライナ国内のキーウ、ハルキウ、オデッサ、ドンバスで爆発が報告された[19]。ウクライナ当局は、ロシア軍がマリウポリとオデッサに上陸し、キーウ、ハルキウ、ドニプロの飛行場、軍司令部、軍事基地に向けて巡航ミサイルと弾道ミサイルを発射したと発表した[20][21][22]。軍車両は、現地時間午前6時48分頃にウクライナがベラルーシ、ロシアと三国の国境が接する地点センキフカからウクライナに入った[23]。ロシアが併合したクリミア半島からウクライナに入るロシア軍の様子が撮影された[24][25]。
- クレムリン（ロシア政府）は、最初に大砲とミサイルで指揮統制センターを狙い、次に戦闘機と戦闘ヘリコプターを送って制空権を迅速に獲得することを計画した[26]。海軍分析センターは、ロシアがキーウを包囲するために翼包囲を作り、東部のウクライナ軍を包囲するだろうと述べ、戦略国際問題研究所は北のベラルーシからと、東のドネツクから、南のクリミアからという3つのロシアの侵攻軸を特定した[26]。米国は、ロシアがウクライナ政府を「排除」し、独自の政府を設置する意向があると考えていると述べ[27]、米国のインテリジェンス当局者は、現地の状況を考慮すればキーウは96時間以内に陥落すると考えていた[28]。
- 午前6時30分（UTC+2）過ぎ：元ウクライナ副大臣のアントン・ヘラシュチェンコ（現政府顧問）によると、ロシア軍はハルキウ市付近[29]に陸路侵入し、アゾフ海の港湾都市マリウポリでは大規模な水陸両用軍の上陸が報告されたという[30][31][32]。午前7時40分には、ベラルーシ領内からも軍隊が侵入した[33]。ウクライナ国境警備隊は、ルハンシク州、スームィ州、ハルキウ州、チェルニーヒウ州、ジトームィル州の拠点への攻撃とクリミア半島からの攻撃を報告した[34]。ウクライナ内務省は、ロシア軍がルハンシク州のホロディシュチェとミロベの村を占領したと報告した[30]。ウクライナ戦略通信センターは、ウクライナ軍がシュチャスティア（ルハンシク近郊）近くで攻撃を撃退して同町を奪還し、ロシア側は50人近くの死傷者が出たと報告した[35]。
- 午前7時0分（UTC+2）直前：ゼレンスキーはウクライナに戒厳令を導入すると発表した[36]。ゼレンスキーはまた、ロシアとの関係を即座に断絶すると発表した[37]。ロシアのミサイルは、キーウの東29キロメートルにあるウクライナ最大の空港であるボルィースピリ国際空港を含むウクライナのインフラを標的にした[38]。

- 午前10時0分（UTC+2）：ウクライナ大統領府のブリーフィングで、ロシア軍が北からウクライナに侵入したことが報告された（国境の南5キロメートルまで）。ロシア軍は、ハルキウ州、チェルニーヒウ州、およびスームィ近郊で活動中とされた[39]。ゼレンスキーの報道官はまた、ウクライナがヴォルィーニ州で攻撃を撃退したと報告した[40]。午前10時30分（UTC+2）、ウクライナ国防省はチェルニーヒウ州のロシア軍は阻止され、ハルキウ近郊で大規模な戦闘が進行中であり、ウクライナ軍がマリウポリとシュチャスティアを完全に奪還したと報告した[41]。
- 午前10時頃：ロシア空挺軍がキーウ近郊の空港へ降下したが、ウクライナ軍は反撃の末、奪還したと主張した[42]。

- 早朝にヘリコプターで輸送されたロシア空挺軍がキーウ郊外のホストメリにあるホストーメリ空港（アントノフ国際空港）を占領した。その日の午後に空港を奪還するためのウクライナの反撃が開始された[43][44]。ウクライナ国家親衛隊の即応対応旅団は、同飛行場で戦闘を行い、ロシアのヘリコプター34機のうち3機を撃墜したと表明した[45]。

- 午前11時0分（UTC+2）：ウクライナの国境警備隊は、ベラルーシがロシア軍が北からウクライナに侵入することを容認していたため、キーウ州ビルチャでロシア軍の国境侵犯を報告。ジトームィル州の国境警備隊はロシアのロケットランチャー（おそらくBM-21）から砲撃された[46]。伝えられるところによると、標識のないヘリコプターがベラルーシからスラヴィティチの国境警備隊を爆撃した[47]。午前11時30分（UTC+2）に、ロシアのミサイル爆撃の第2波がキーウ、オデッサ、ハルキウ、リヴィウの各都市を標的にした。ドネツィク州とルハンシク州で激しい地上戦が報告された[48]。
- 午後12時4分（UTC+2）までに、クリミア半島から進軍するロシア軍はヘルソン州のノバカホフカ市に向けて移動した[49]。その日遅くにロシア軍はヘルソン市に入り、北クリミア運河を支配した。これにより、クリミア半島への水の供給を再開することができるようになった[50]。
- 午後1時0分と午後1時19分（UTC+2）：ウクライナの国境警備隊と軍隊は、スームィ（「コノトプ方面」）とスタロビルスク（ルハンシク州）の近くで2つの新しい衝突を報告した[46]。13時32分（UTC+2）、Valerii Zaluzhnyiは、ベラルーシの領土から南西方向に4発の弾道ミサイルが発射されたと報告した[46]。キーウ地下鉄とハルキウ地下鉄のいくつかの駅は、地元住民の防空壕として使用された[46]。Vuhledar （ドネツク州）の地元の病院が爆撃を受け、4人の民間人が死亡、6人の医師を含む10人が負傷した[46]。
- 午後4時0分（UTC+2）：ゼレンスキーは、ゴーストタウンのチェルノブイリとプリピャチでロシア軍とウクライナ軍の間で戦闘が勃発したと述べた[51]。 午後6時20分（UTC+2）頃までに、チェルノブイリ原子力発電所はロシアの支配下に置かれ[52][53][54]、周辺地域も同様にロシアが支配していた[51][55][56]。
- 午後4時18分（UTC+2）：キーウ市長のビタリ・クリチコは、午後10時0分から午前7時0分までの夜間外出禁止令を宣言した[57]。
- 午後6時頃：チェルノブイリ原子力発電所とその周辺地域を第41諸兵科連合軍とみられるロシア軍が占領した[58]。
- 午後10時0分（UTC+2）：ウクライナ国家国境庁は、ロシア軍が黒海西部のズミイヌイ島に海と空から爆撃を行った後、同島を占領したと発表した[59]。ズミイヌイ島の13人の国境警備隊は全員、ロシアの軍艦への降伏を拒否した後に砲撃で殺害されたと推定された。降伏要求を拒否した警備兵の音声記録はSNSで話題になった。ゼレンスキー大統領は、死亡したと推定される国境警備隊に、ウクライナ最高の栄誉であるウクライナ英雄の称号を死後授与すると発表した[60][61]。ウクライナ南部の13人、マリウポリの3人[62]、ハリコフの1人と計17人の民間人の死亡が確認された[63]。ゼレンスキー大統領は、侵攻初日に137人のウクライナ人（兵士と民間人の両方）が死亡したと明らかにした[64]。なお、のちになって、全員無事であることを確認したとウクライナ海軍が発表した[65]。

- 午後10時頃：ウクライナ国防省はTwitterで「ロシアに占領されていたヘルソン近郊のドニエプル川にかかる橋の奪還に成功して防衛陣地を構築した」と発表した[66]。

- 午後11時0分（UTC+2）直後：ゼレンスキー大統領は18歳から60歳までの全てのウクライナ人男性の動員を命じた。同じ理由からその年齢層のウクライナ人男性はウクライナ出国を禁止された[67]。
- キーウ市長を務める元プロボクシング世界ヘビー級王者のビタリ・クリチコはイギリスのテレビ番組『グッド・モーニング・ブリテン』に出演し、「武器を手に取り戦う」と徹底抗戦を宣言した[68]。
- 元大統領ペトロ・ポロシェンコは「地獄を準備している」[69]「ウクライナは勝利する」[70]などとツイート。2019年ウクライナ大統領選挙でゼレンスキー大統領と争ったポロシェンコも、同盟国に武器供与を要請するなどウクライナ防衛に向けて協力を表明した[71]。

### 2月25日
- 午前1時頃：ゼレンスキー大統領はウクライナ軍の総動員令を発令し、18歳から60歳までの全てのウクライナ人男性が国を離れることを禁止することを発表した[72][73]。
- 午前1時39分：24日未明より始まったスームィ郊外での市街戦の結果、ロシア軍が同都市から撤退したと報じられた[74]。
- 午前3時頃：チェルニーヒウに展開していたロシア軍の一部が降伏した[75]。
- 午前4時0分（UTC+2）頃：キーウでは巡航ミサイルと弾道ミサイルによる2回の爆発が起きた[76]。ウクライナ政府は、キーウ上空で敵機を撃墜し、撃墜機体は住宅に墜落して炎上したと発表した[77]。その後、同機がウクライナのSu-27であることが確認された[78][要説明]。
- 午前4時25分：南部ザポロジエ州の国境検問所がミサイル攻撃を受けたとウクライナ国境警備当局は発表した[79]。
- 午前6時47分頃：ウクライナ軍がキーウ近郊のイヴァンキフ（ウクライナ語版）にかかる橋を爆破し、ロシア軍戦車部隊の進軍を停止させた[80]。また、80台のロシア軍車両がキーウ州のデマル村へ移動している[80]。
- 10時半頃、ロシア軍はメリトポリに侵入。同地は激しく砲撃され、市街地戦が続いた。メリトポリの指導部は同日午後に降伏し、都市はロシアの占領下に置かれた[81][82]と、ロシア国防省は翌26日に発表した[83]。メリトポリ市の近くには港湾都市マリウポリがある[83]。
- イギリスのベン・ウォーレス国防大臣は、これまでにキーウで450人のロシア人兵士が殺害されたと推定した[84]。
- ロシア地上軍がキーウに侵攻したとウクライナ軍が発表した[85]。また、それによるキーウの陥落が示唆されている。ベラルーシから侵入したロシア軍は、首都キーウに迫っており、数時間以内にキーウが陥落する恐れがあるという情報が出ていた。アメリカ合衆国政府は、ロシア軍がチェルノブイリ原発の職員を人質にとっているという情報を発表した。ロシア軍からのミサイルは住宅などの民間施設にも命中し、一般市民にも被害が出ている[86]。当初はロシア軍の総攻撃で数時間でキーウが陥落するとの見方もあったが、ウクライナ側の予想外の善戦より失陥は免れている。これに関しては市民を含むウクライナ側とロシア軍の士気の差、およびロシア軍の新兵の練度の低さが要因と見られており、米国防総省高官からはロシア軍の士気の低さが指摘されている[87]。
- 独立系軍事アナリストは、北部のロシア軍がウクライナ軍と激しく交戦しているように見えると指摘した。ロシアの部隊はキーウを包囲し、ハルキウに進軍しようとしたが、激しい戦闘で行き詰まり、SNSに投稿された画像では一部のロシア軍の装甲車列が待ち伏せされたことが示唆されている。対照的に、東部と南部でのロシアの作戦はより効果的であり、訓練と装備が最も充実していたロシアの部隊は南東部のドンバス郊外に配置され、準備されていた防御塹壕を回避し、ウクライナの防御陣地の後方を攻撃したとみられる。一方、クリミアから進軍するロシア軍は2つの隊列に分かれており、ロシア軍はドンバスでウクライナ軍を包囲し陥れ、準備した防御を放棄させて野外で戦わせようとしていたのではないかとの分析がなされている[88]。
- 朝、ゼレンスキーはロシアが民間施設を標的にしていると非難した[89]。ウクライナ内務省の代表バディム・デニセンコは、過去24時間に33の民間施設が攻撃されたと明らかにした[90]。
- ウクライナ国防省は、ロシア軍がキーウのオボロン地区に侵入し、ヴェルホーヴナ・ラーダ（ウクライナ最高議会）議事堂から約9キロメートル地点にいたと発表した[60]。一部のロシア軍はキーウ北部に侵入したが、それ以上は進まなかった[91]。ロシアの特殊部隊スペツナズが、政府関係者を「狩る」目的で都市に潜入した[92]。キーウ北部で、標識のない装甲車両が道路を横切って一般車両を押し潰す様子が撮影された。ロシア軍の戦車によるものとして大々的に報じられたが、専門家は、誰がこの軍用車両を操作し、なぜ事件が発生したのかは不明であると示唆した。車を運転していた民間人の老人は一命をとりとめ、地元の人々に救助された[93][94][95]。

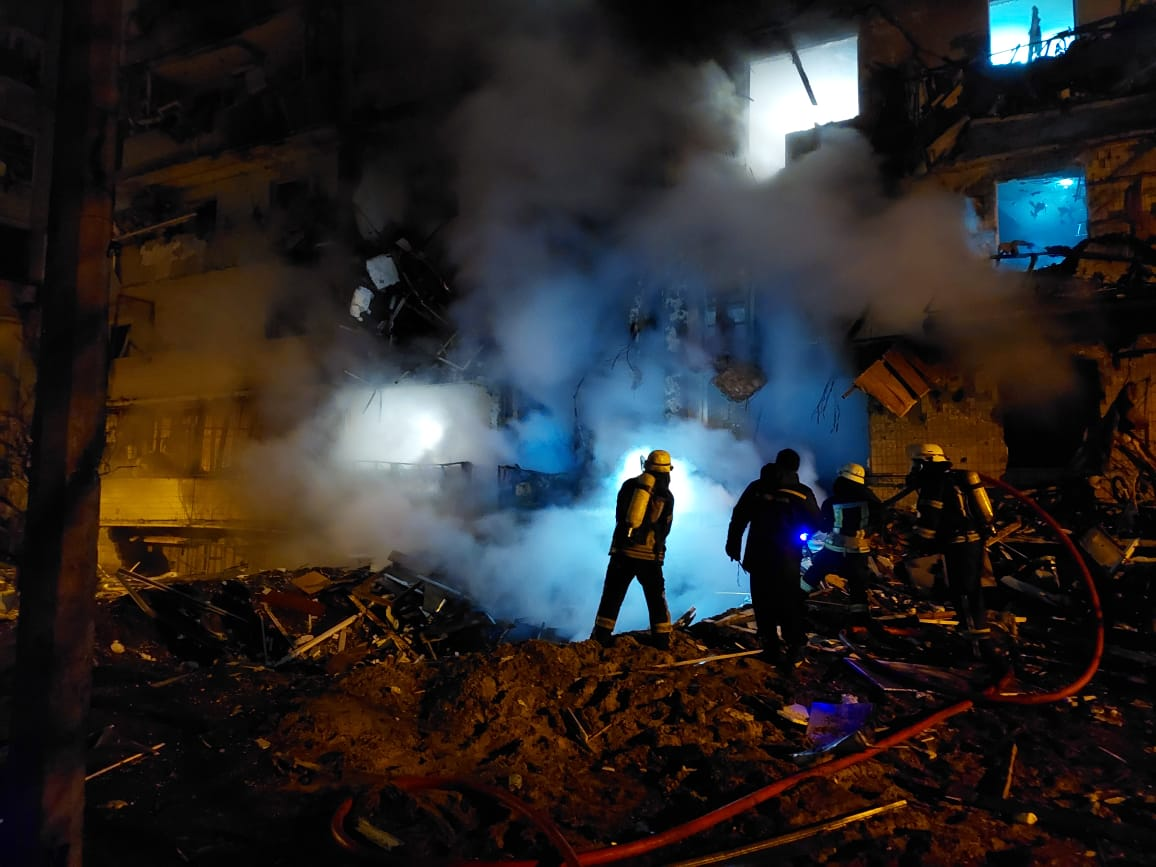
砲撃後のキーウ（Oleksandr Koshyts通り）のアパート（2月25日）

- ロシアが支援する「ドネツク人民共和国」のゴルロフカの市長は、ウクライナ軍が発砲した弾薬が地元の校舎に直撃し、教師2人が死亡したと発表した[96]。
- ロシア軍がキーウに近づくと、ゼレンスキーは敵を「無力化」するために住民に火炎瓶を準備するように求めた。一方、プーチンはウクライナ軍に政府を転覆するよう求めた[97][98]。ウクライナは戦う意思を示したキーウの住民に1万8000丁の銃を配布し、キーウ防衛のためにウクライナ軍の予備部隊である領土防衛軍を配備した[99]。国防省はまた、全てのウクライナ市民は年齢に関係なく兵役に志願する資格があると発表した[20]。
- 夕方までに、米国防総省はロシアがウクライナ領空の制空権を確保していないと述べた。米国のアナリストは、戦闘が始まった後すぐにロシアが制空権を確保すると予測していたが、実際はウクライナの防空能力はロシアの攻撃によって低下するも機能し続けており、両国の軍用機はウクライナ上空を飛行し続けた[100]。国防総省はまた、ロシア軍は米国の諜報機関やロシア政府が考えているほど速く前進しておらず、ロシアは人口密集地を占領しておらず、ウクライナの指揮統制は依然として無傷であると述べた。米国防総省は、ロシアがウクライナに送ったのは国境に集まった15万〜19万人の軍隊の30パーセントに過ぎないと警告した[101]。
- ウクライナにいるロシア軍への航空支援に使用されるのを防ぐために、ロシアのミルレロヴォ空軍基地に対してウクライナがミサイル攻撃を行ったとの報道がなされた[102]。

- ゼレンスキーは、ウクライナ政府は「中立的な地位について話すことを恐れていない」ことを明らかにした[103]。同日、プーチン大統領は、中国の最高指導者である習近平・中国共産党中央委員会総書記に対し、「ロシアはウクライナとのハイレベルな交渉を行う意思がある」と述べた[104]。
- 国際人権団体のヒューマン・ライツ・ウォッチは、ロシア軍が24日にドネツク州の病院付近にクラスター弾を搭載したOTR-21 トーチカ戦術弾道ミサイルによる攻撃を行ったとする調査結果を公表した[105]。
- 愛媛県が所有するパナマ船籍の船がロシア軍のミサイルに攻撃された。この攻撃でフィリピン人に負傷者がでた。ロシアによるウクライナ侵略以後、3隻以上の民間船が被害を受けている[106]。

### 2月26日
- 午前0時0分（UTC）：キーウの南、ヴァスィリキーウ市と同市の空軍基地付近で激しい戦闘が報告された[107]。ウクライナ軍参謀本部は、ウクライナのSu-27戦闘機が同市付近で空挺部隊を乗せたロシアのIl-76輸送機を撃墜したと主張した[108]。ヴァスィリキーウ市長のナタリア・バラシノヴィッチ（ウクライナ語版）は、ウクライナ軍は同市の防衛に成功しており、戦闘は終結しつつあると語った[109]。
- 未明：ゼレンスキー大統領がfacebookに動画を投稿。動画内で「今夜は非常に難しい夜になる」と話し、ロシア軍のキーウへ近く予想される攻撃に対して警戒を呼びかけ、「今夜、敵はあらゆる力を使って我々の抵抗を破ろうとするだろう。彼らは今夜、攻撃をしてくる。我々は耐えなければならない。ウクライナの運命はいま、決まろうとしている」「私たちは皆、ここ（キーウ）で国の独立を守っている」と語り、自身が国外逃亡しておらず首都にとどまっていることを伝え、また高齢者など市民には危険があればシェルターに入るよう呼びかけた[110]。在英ウクライナ大使館によれば、ゼレンスキーはアメリカ政府からの脱出の申し出に対し「自分が必要なのは、乗り物ではなく砲弾です」と断った[83]。
- 午前3時0分頃：キーウ周辺で30分間で48回以上の爆発があり、ウクライナ軍が北部地区TroieshchynaのCHP-6発電所付近で戦闘を行っていると報告された[111]。 BBCニュースは、攻撃は都市への電力を遮断する試みである可能性があると報じた。キーウ動物園とシュリアフカ地区付近で激しい戦闘が報告された。 2月26日未明、ウクライナ軍はキーウの主要道路であるペレモヒアベニューにある陸軍基地へのロシアの攻撃を撃退したと発表し[112]、また、黒海に面するムィコラーイウ市へのロシアの攻撃も撃退したと主張した[113]。米当局は、ロシアのIl-76輸送機がキーウの南約80キロメートルのビーラ・ツェールクヴァ付近でウクライナ軍によって撃墜されたと明らかにした[114][115][116]。キーウに残っているゼレンスキー大統領は米国の退避の申し出を拒否し、代わりにウクライナ軍への弾薬の追加を要求した[117]。
- キーウでの夜間の戦闘で数百人の死傷者が報告され、砲撃によりアパートの建物、橋、学校が破壊された[114]。午前11時0分、ウクライナの参謀本部は、同軍の航空機が過去24時間に34回の出撃を行ったと報告し、ロシアが予想外に制空権を獲得できない状態が続いていることを示していた[118]。
- 午後までに、ウクライナ周辺に集結していたロシア軍のほとんどは、ウクライナ国内で戦っていた。キーウのビタリ・クリチコ市長は土曜日の午後5時から月曜日の午前8時まで夜間外出禁止令を出し、その間に外に出た者は敵の破壊工作や偵察グループと見なされることを警告した[119]。ウクライナの一部、特に南部と東部でインターネット接続が途絶えた[120]。ウクライナの副首相であるミハイロ・フェドロフからのスターリンクのステーション提供要請を受け、イーロン・マスクは「ウクライナでスターリンクのサービスを利用できるようになった。追加の端末を配送中」とツイートした[121][122][123]。
- 午後2時33分（ウクライナ時間）：イギリス国防省の確認した情報[124]によると、1.ロシア軍はキーウ中心まで30kmの地点にいる。2.ロシア軍は依然ウクライナ上空の制空権を確保しておらず、ロシア空軍の有効性は低下している。3.ウクライナの武装勢力(おそらく軍のこと)は依然ウクライナ中で抵抗している。4.ロシア軍の死傷者数はクレムリンの想定を上回っていると考えられる。
- 午後3時20分： ロシア国防省はウクライナ南東部ザポリージャ州の都市メリトポリをロシア軍が占領したと発表した[125][126]。
- 午後3時30分：ロシア軍は、ウクライナ軍の軍事インフラを合計821箇所破壊したと発表した。破壊したのは軍事飛行場が14箇所、無線通信所を48箇所などとしている[127]。
- 北大西洋条約機構（NATO）はウクライナに侵攻中のロシア軍に対応し即応部隊の一部を東欧加盟国に派遣を決定した[128]。
- ウクライナ軍はFacebookで、これまでの侵攻でロシア兵3,500人以上が死亡、約200人が捕虜になり、ロシア軍軍用機14機、軍用ヘリ8機、戦車102台を失ったと報告した[83]。
- ゼレンスキー大統領は、ロシア側の当初の計画では25日夜から26日にかけてゼレンスキー大統領を拘束する計画であったが、ウクライナ軍が阻止したと述べ、「ここへ来てこの国を守ろうと思う人は誰でも、来てください。武器は提供します」と徹底抗戦の構えを見せた[83]。
- ゼレンスキー大統領は国連事務総長アントニオ・グテーレスと電話会談し、国連安全保障理事会でのロシアの投票権を剥奪し、ロシアの行為をウクライナ人に対する「ジェノサイド（集団殺害）」と認定するよう求めた[129]。
- 停戦協議の開催地をめぐって、ロシアはベラルーシを、ウクライナはポーランドを提案[130]。
- ウクライナ内務省の代表であるバディム・デニセンコは、ロシア軍がエネルホダルとザポリージャ原子力発電所に向かってさらに前進したと述べた。デニセンコはロシア軍が現地にグラッドミサイルを配備していると述べ、同軍が原発を攻撃するかもしれないと警告した[131]。ザポリージャ州管理局は、エネルホダルに向けて進軍していたロシア軍は、同日に同市から30キロメートル離れたBolshaya Belozerka村に戻ったと発表した[132]。

- 20人の乗組員を乗せていた日本が所有する貨物船「ナムラ・クイーン」は、黒海でロシア軍の艦艇から砲撃を受けた。モルドバ船籍のケミカル船「ミレニアル・スピリット」もロシア軍の艦艇に砲撃され、乗員のロシア人2人が重傷を負った[133][134]。
- ロシアの共和国の一つ、チェチェンの首長ラムザン・カディロフは、チェチェン共和国に忠実な部隊であるカディロフツィがウクライナにも配備されたことを認めた[135]。ウクライナ国家安全保障・国防会議長官のオレクシー・ダニーロフは、ロシア連邦保安庁（FSB）職員が、カディロフツィがキーウに潜入し、ゼレンスキー大統領を暗殺しようとしていることをウクライナに密告していたと述べた。ダニロフは、カディロフツィが2つのグループに分かれ、1つはウクライナ軍によって破壊されたと述べた[136]。
- キーウのOkhmatdyt小児病院が砲撃され、6歳の少年が死亡、他の複数の少年が負傷した[137]。ウクライナ軍は、チェルニーヒウ州でロシア軍向けのディーゼル燃料を積んだタンカー56台の車列を爆破したと主張した[138]。
- この日の終わりまでに、ロシア軍は、機械化攻撃と空挺攻撃にもかかわらず、キーウを包囲し孤立させる試みに失敗した[139]。ウクライナ軍参謀本部は、ウクライナ軍がキーウ北部に向かう14個の大隊戦術群（BTG）の前進を阻止した後、ロシアが17個のBTGから成る北部作戦予備隊を投入したと報告した[118]。ロシアは、ウクライナの断固とした抵抗によって攻撃が撃退された後、チェルニーヒウとハリコフを占領する試みを一時的に放棄し、これらの都市を迂回してキーウに向かって進んだ[139]。南部では、ロシアがベルジャンシクを占領し、マリウポリを取り囲むと脅迫した。 [118]
- 米国のシンクタンク戦争研究所（ISW）は、計画と実行の不備が、ウクライナ北部のロシア軍の士気と兵站の問題につながっていると述べた[139]。米英の当局者は、ロシア軍がガソリンとディーゼル燃料の不足に直面し、戦車と装甲車両が失速して進軍が遅れていると報告した[140]。道端に立ち往生するロシアの戦車や装甲兵員輸送車（APC）の映像もネット上に公開された[141]。ロシアは全兵器を使っておらず、 ISWはこれは大量の民間人犠牲者が出ることによる外交・広報上の影響を回避するためと、自軍の前進を妨げる瓦礫を生み出すことを避けるためである可能性が高いと述べた[118]。

### 2月27日

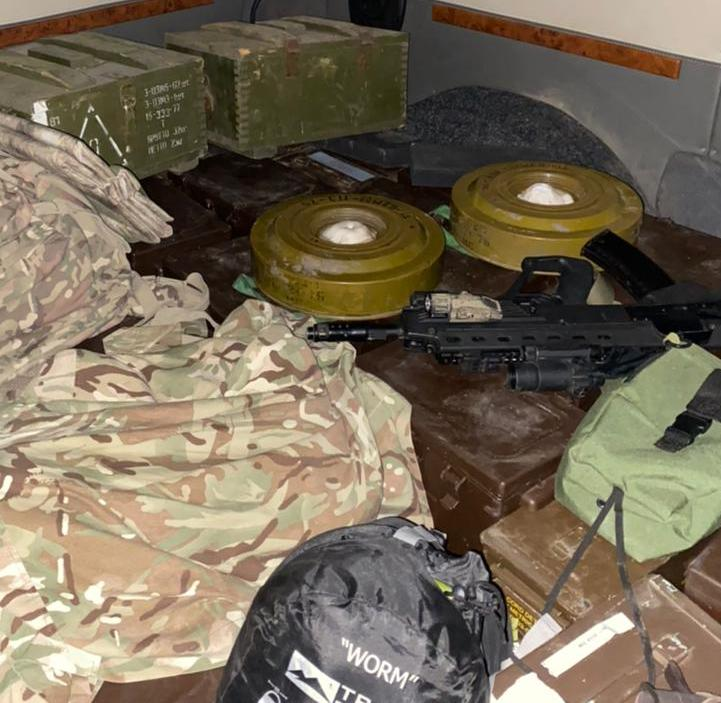
オデッサ州で鹵獲されたロシアの破壊工作・偵察グループの装備

- 前夜にハルキウ郊外のガスパイプラインがロシアの攻撃によって爆破されたと報告され[142]、ヴァスィリキーウ近くのクリアチキー村の石油貯蔵所がミサイル攻撃を受けて発火した[143]。ヴァスィリキーウ空軍基地付近での激しい戦闘により、消防士がこの火災に対処できなかった[144]。また、夜には、ウクライナのロマ（ジプシー）のグループが、ヘルソン州のカホフカに近いリウビミフカでロシアの戦車を奪取したと報じられた[145][146]。さらに、大統領府は、ジュリャーヌィ空港も爆撃されたと発表した[147]。ルハンシク州のロシアの支援を受けた分離主義者は、ロベンキーの石油ターミナルがウクライナのミサイル攻撃を受けたと発表した[148]。ハリコフの9階建ての住宅ビルにロシアの砲撃が命中し、建物に甚大な被害を受けた。ウクライナの国家緊急サービスは同ビルから80人が救出したが、女性一人が死亡した[149]。
- ノバ・カホフカのVladimir Kovalenko市長は、同市がロシア軍に制圧されたことを認め、 KozatskeとVeseleの集落を破壊したとしてロシア軍を非難した[150]。ロシア軍もハルキウにも進攻し、市中心部を含む街中で戦闘が行われた[151]。同時に、ロシアの戦車はスームィに押し寄せ始めた[152]。一方、ロシア国防省は、ロシア軍がヘルソンとベルジャンシクを完全に包囲し、加えてヘニチェスクとチェルノバエフカのヘルソン国際空港を制圧したと発表した[153][154]。昼過ぎにハルキウ州知事のオレ・シニェフボフは、ウクライナ軍がハルキウの完全な支配権を取り戻したと述べ[155]、ウクライナ当局は、市内で数十人のロシア兵が降伏したと発表した[156]。クピャンスク市長のHennadiy Matsegoraはその後、ロシア軍に同市の支配権をロシア軍に引き渡すことに同意した[157]。
- プーチン大統領は国防相（セルゲイ・ショイグ）と参謀総長（ワレリー・ゲラシモフ）と会議を行い、NATOの主要加盟国が「ロシアに対して攻撃的な発言をしている」と述べ[16]、核戦力を念頭に「ロシア軍の抑止力を特別警戒態勢に引き上げる」よう国防相らに命じた[72][158]。プーチンが使用した言葉、すなわち「特別警戒態勢」は、オープンソースに基づくと不明であった[159]。命令の意図するものは脅威と解釈され、NATO、欧州連合（EU）および国連からの批判に直面した。 NATO事務総長イェンス・ストルテンベルグは、プーチンの命令は「危険で無責任」だと批判し、国連当局者のステファン・デュジャリックは核戦争の考えは「あり得ない」と述べた[72][160][161]。
- 情報分析会社のRochan Consultingは、ロシアはマリウポリとベルジャンシクを包囲することにより、クリミアと親露派勢力が保有するウクライナ東部の地域を結ぶことに成功したと発表[162]。ゼレンスキー大統領の顧問であるオレクシー・アレストビッチは、ベルジャンシクがロシア軍に制圧されたと述べた[163]。クリミアからのロシア軍の主力はザポリージャに向かって北上し、ドニプロ川の東岸にいるロシア軍はムィコラーイウを脅かしていた[164]。
- ロシア軍はキーウの北西にあるブチャとイルピンで押し戻された。英国の軍事情報によると、ロシアの機械化部隊は、チェルニーヒウを迂回しキーウへと移動した[165]。ルハンシク州知事SerhiyHaidaiは、ロシア軍がスタニツィア・ルハンスカとシュチャスティアを制圧前に破壊したと非難し、ドネツク州知事パブロ・キリレンコもヴォルノヴァーハの破壊を非難した[166]。
- ISWは、ウクライナ北部のロシア軍は、追加兵力と物資を配備するために、前日から「作戦休止」を行った可能性が高いとし、以前は侵攻軍の一部ではなかったロシアの軍事資源は、当初の予想よりも困難な紛争を見越してウクライナに向けて移動していると述べた[164]。
- 午前1時半頃：ロシア軍が北東部にあるハリコフのパイプラインを爆破したことをウクライナのメディアとロイター通信が伝えた[167][168]。
- また、北東部のハルキウ（ハリコフ）にはロシア軍が入った[169]。
- 夕方、キーウの戦闘は前夜よりは強度が低いと英国国防総省が伝えた[170]。
- ヴェルホーヴナ・ラーダ（ウクライナ最高議会）は、ウクライナ軍がキーウ近郊のホストーメリ空港周辺においてカディロフツィの一部隊を殲滅、ロシア国境軍第141連隊司令官マゴメド・トゥシャエフを殺害したとTelegramの公式アカウントにおいて発表した[171]。
- 激戦が続いていたハリコフにおいて、ウクライナ軍が市街戦の末、街に進撃したロシア軍を駆逐したとウクライナ当局が発表した[172]。

- ゼレンスキー大統領は、ウクライナが国際司法裁判所（ICJ）にロシアを提訴したとTwitter上で表明した。提訴の具体的な根拠は明らかになっていない[173]。
- プーチン大統領は「北大西洋条約機構（NATO）側から攻撃的な発言が行われている」として、核戦力を含む核抑止部隊の高度警戒態勢を取るよう軍司令部に命じた[174][175]。
- ゼレンスキー大統領は朝、動画を公開し、ロシアによる侵攻にベラルーシが加担しているとして、ベラルーシ南東部の都市ホメリでの停戦交渉を拒否すると述べた。そして代わりとなる場所として、ポーランド、スロバキア、ハンガリー、トルコ、アゼルバイジャンの都市の名前を挙げた[176]。
- ゼレンスキー大統領は「ベラルーシのアレクサンドル・ルカシェンコ大統領と対談した結果、ウクライナの代表団が、ロシア側とベラルーシ国境のプリピャチ川地域で前提条件なしに会談することで合意した」と、自身のFacebookで明らかにした[177][178][179]。ロシア側は、交渉はベラルーシ南東部ホメリ州で行うと述べた[180][181]。

### 2月28日
- マリウポリ周辺では夜通し戦闘が行われた[182]。 2月28日朝、英国防省はほとんどのロシア陸軍はキーウの北30キロメートルに留まっており、ホストーメリ空港でのウクライナの抵抗によって進軍が鈍っていると述べた。また、チェルニーヒウとハリコフの近くで戦闘が行われており、両都市は依然としてウクライナの支配下にあることを明らかにした[183]。Maxar Technologiesは、戦車や自走砲を含むロシアの車列がイヴァンキフ付近のキーウに向かって移動していることを示す衛星画像を公開した[184]。同社は当初、車列の長さは約27キロと説明していたが、同日、車列が実際には64キロを超えていることを明らかにした[184]。
- 『タイムズ』紙は、ロシア系軍事会社ワグナー・グループがアフリカからキーウに再配置され、ロシア侵攻の最初の数日間にゼレンスキーを暗殺するよう命じられたと報じた[185]。
- ウクライナの顧問オレクシー・アレストビッチは、14:00EETまでにイルピンとジトーミル間の高速道路で200台以上のロシアの軍用車両が破壊または損傷したと主張した[186]。ハリコフ市長のIhorTerekhovは、日中のロシアの砲撃により9人の民間人が死亡し、37人が負傷したと述べた[187]。駐米ウクライナ大使オクサナ・マルカロワは、ロシアが燃料気化爆弾を使用したと非難した[188]。
- ベラルーシのホメリでのウクライナとロシアの代表者間の会談では進展がなかった[189][190]。侵攻を終わらせるための条件として、プーチンはウクライナの「中立化」「非ナチ化」「非軍事化」そしてクリミアをロシアの領土として認めることを要求した[191]。
- ロシアは、ウクライナ空軍を機能停止にするためと西側諸国からの補給を妨害するために、特に西部でウクライナの飛行場と兵站センターへの攻撃を増やした。北部では、ISWは、ハリコフで重砲を使用するという決定を「危険な変化」と呼んだ。ベラルーシ南部の追加のロシア軍と兵站部隊は、キーウの攻撃を支援するために機動しているように見えた[192]。英国王立防衛安全保障研究所のアナリストは、ウクライナの正規軍はもはや編隊を組んで機能するのではなく、ほぼ固定された防衛力を持ち、領土防衛隊や義勇兵との統合が進んでいると述べた[193]。
- ロシア空軍がマリウポリ近くのウクライナ系ギリシャ人が過半数を占めるブハスとサルタナの2つの集落を攻撃し、12人のギリシャ人を殺害し、ギリシャとロシアの関係に外交危機が生じた[194]。ギリシャは強く抗議し、ロシア大使を召喚した。フランス大統領エマニュエル・マクロンとアメリカ合衆国国務長官アントニー・ブリンケン[195]は、ドイツ[196]やその他の国々とともに、ギリシャに哀悼の意を表した。ロシア当局はこの攻撃の責任を否定したが、ギリシャ当局はロシアの関与の証拠があると述べた[197]。これに対し、ギリシャのキリアコス・ミツタキス首相は、自国がウクライナを支援するために防衛軍事装備と人道援助を送ると発表した[198][199]。
- スカイニュースの取材班がキーウに戻ろうとしているときに、何者かに（ウクライナはロシアの破壊工作・偵察部隊であると主張）銃撃を受けた。取材班の一人であるスチュアート・ラムゼイは腰を負傷した[200][201][202]。
- ロシア軍中央軍管区第41諸兵科連合軍副司令官のアンドレイ・スホベツキー陸軍少将がウクライナ国内で殺害された（殺害時の状況不明）[203][204][205]。
- ロシア国防省は、セルゲイ・ショイグ国防相がプーチン大統領に対し、戦略核部隊、太平洋艦隊などが「特別態勢」に入ったと報告したと発表した[206][207][208]。これについてアメリカ合衆国大統領ジョー・バイデンはアメリカ国民は核戦争を心配すべきかという質問に対し否定した。また、アメリカ国防総省の高官は28日（日本時間）、記者団に対し「ロシア側を監視しているが、プーチン大統領の命令を受けた具体的な動きはまだ確認されていない」と指摘した[209]。
- 国際刑事裁判所（ICC）のカリム・カーン主任検察官は、ロシアによる侵攻を含む近年のウクライナ情勢を巡り、戦争犯罪と人道に対する罪の疑いで近く捜査を開始する方針だと明らかにした[210]。

- 午前11時頃：ベラルーシのホメリで、侵攻後初めてのロシアとウクライナの停戦交渉が開始[211]。ウクライナ側は即時停戦とロシア軍の撤退を求めたとしているが、ロシア側の交渉目標は明らかになっていない。1回目の交渉では合意に至らず、双方が結果を持ち帰って協議した後、2回目の交渉を行う見通しとなった[212]。ロシア代表団高官によると、次回の交渉はポーランドとベラルーシの国境付近で行われる見通しだとした[213]。
- 午前10時（米国東部時間）：国連総会緊急特別会合の開催が決定。ロシアの安保理での拒否権発動を契機として開かれるもので、安保理の求めによって緊急特別会合開催が開かれるのは40年ぶり[214]。緊急会合の開催はウクライナが要請し、日米欧や韓国のほか、対ロ制裁に参加していないブラジルを含む29か国が賛成した。ロシア、中国、キューバ、ベネズエラ、エリトリアの5か国が反対し、インドなど13か国は棄権した[215]。3月3日に決議が採られ、193か国中141か国の賛成で可決された[216]。非難決議の圧倒的多数の賛成は、法的拘束力がなくとも国際社会でのロシアの孤立を浮き彫りにしたとされるが[216]、敵対的行為自体にのみ反対表明しているUAEやサウジアラビア、ブラジルといった中立国も賛成を投じている点に留意。

- プーチン大統領は、フランスのマクロン大統領との電話会談で、ウクライナが「非軍事化、非ナチ化」されることで中立化し[注 1]、クリミアのロシア支配が完全に承認された場合のみに和平となると述べた[222]。

## 2022年3月

### 3月1日

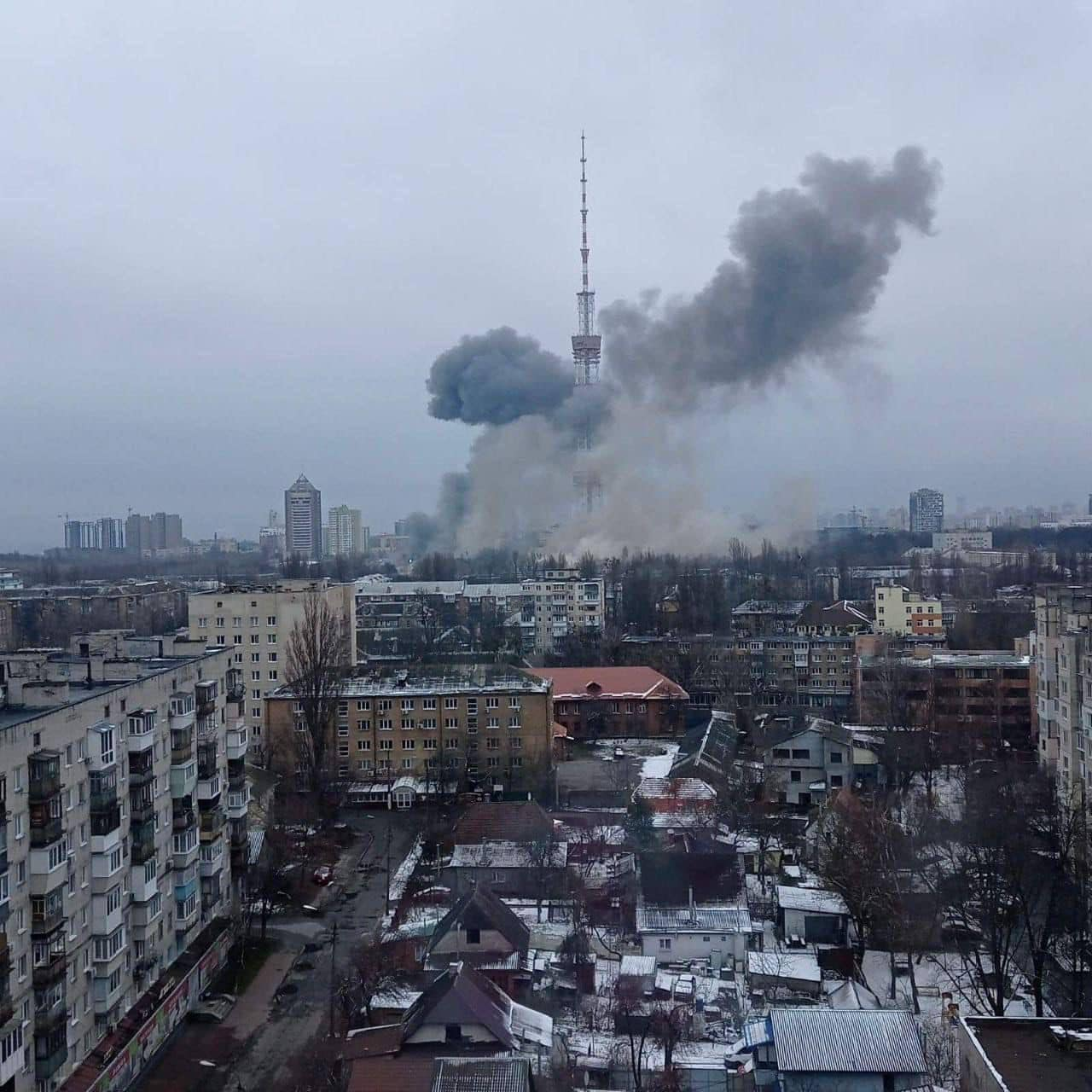
ロシア軍によるキーウのテレビ塔へのミサイル攻撃の瞬間（3月1日）

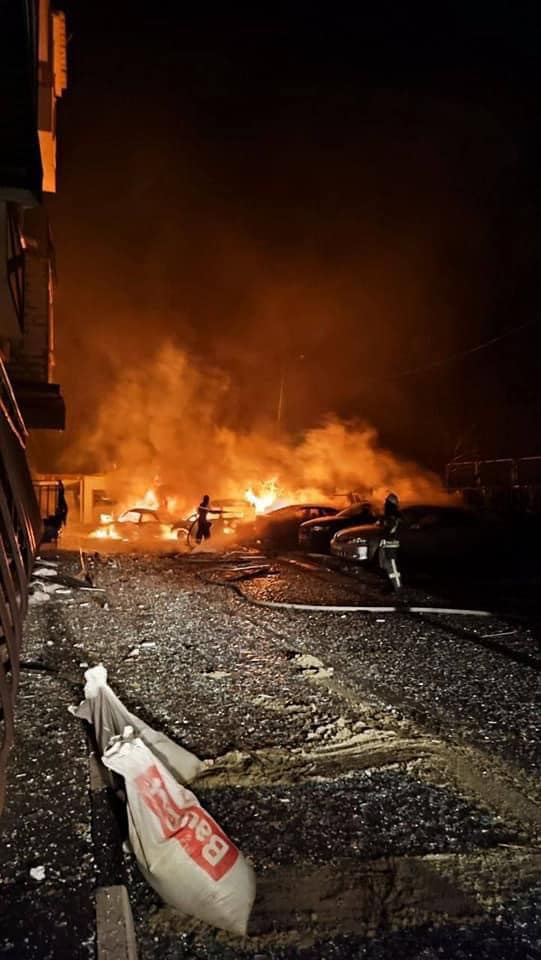
爆撃により炎上するハルキウ郊外（3月1日）

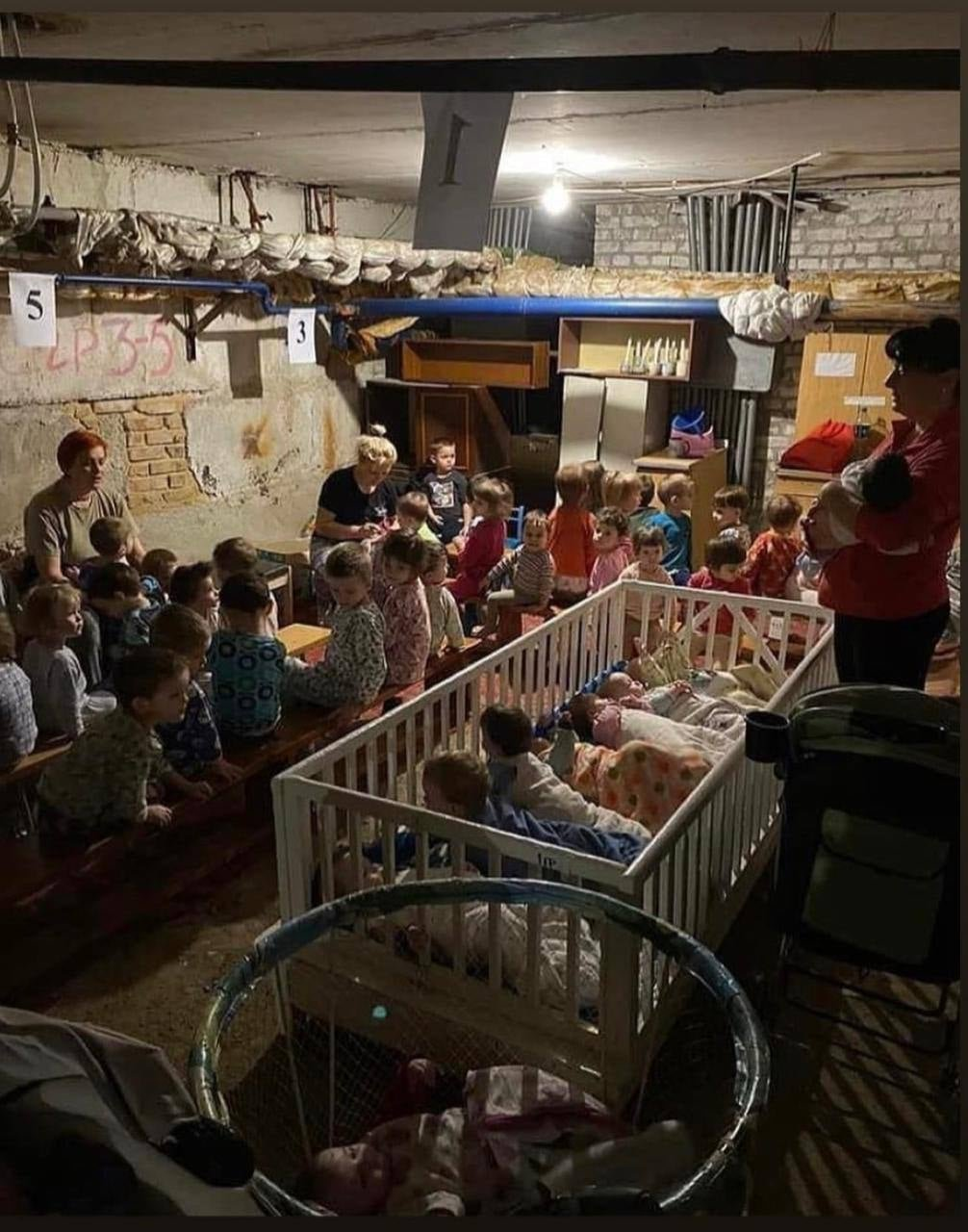
キーウにて地下に避難する子どもたち（3月1日）

- スームィ州知事のDmytro Zhyvytskyiによると、ロシアによるオクティルカ軍事基地への砲撃で70人以上のウクライナ兵が死亡した[223]。その後、ハリコフへの砲撃中にロシアのミサイルがフリーダムスクエアの地方行政庁舎に命中し、少なくとも10人の民間人が死亡し、35人が負傷した[224][225]。ウクライナ南部では、ヘルソン市がロシア軍の攻撃を受けていると報告されている[226]。ウクライナ政府は、ウクライナ軍の資金調達のために戦時国債を販売すると発表した[227]。
- ウクライナ議会は、ベラルーシ共和国軍がロシアの侵略に加わり、首都の北東にあるチェルニーヒウ州にいたと述べた。 ウクライナ独立通信社は、33台の軍用車両の隊列が同地域に入ったと報じたが、米国は、ベラルーシが侵攻した「兆候はない」として、これらの主張に同意していない[228]。その数時間前、ベラルーシのルカシェンコ大統領は、ベラルーシは戦争に参加しないと述べた[229]。
- ロシア国防省が「ロシアへの情報攻撃」を抑えるためにキーウの技術インフラを攻撃すると宣言した後、キーウテレビ塔がロシア軍によるものとみられるロケット攻撃を受け、塔は倒壊を免れたが一部の国営放送が停止した[230][231][73]。ウクライナ当局は、この攻撃により5人が死亡し、近くのバビ・ヤール・ホロコースト・メモリアル・センター（独ソ戦でナチス・ドイツが行なったウクライナでのホロコーストの追悼施設）が被害を受けたと発表した[73][232][233][234]。
- アメリカ国防総省の関係者は、ロシア軍がベルジャーンシクとメリトポリを占領したと述べた[235]。
- 午後8時43分頃：ゼレンスキー大統領を殺害するためにプーチンによって送り込まれた、チェチェン共和国の独裁者ラムザン・カディロフの精鋭暗殺部隊がウクライナ国内から排除されたことが報じられた[236][237]。
- 駐日ロシア連邦大使館は「非ナチ化」の根拠の一つとして、ネオナチ思想を持つグループが母体となったウクライナ国家親衛隊のアゾフ連隊を挙げた[238]。

### 3月2日
- ウクライナ軍は、ハルキウ北西部でロシアの空挺部隊による襲撃があり、現地では軍病院が攻撃を受けていると報告した[239]。Zhyvytskyiは、ロシア軍が午前1時3分にTrostianets市に侵入した後、同市を制圧したと発表した[240]。
- ウクライナの顧問オレクシー・アレストビッチは、ウクライナ軍が戦争中で初の攻勢に転じ、ゴルロフカに向かって前進したと述べた[241]。ロシア軍も前進し、ヘルソン市を占領した[242]。
- ウクライナ軍の最高司令官ヴァレリー・ザルジニーは、ウクライナ軍がマカリウを奪還したと発表した[243]。マリウポリ市長のヴァディム・ボイチェンコは、市内の住宅地がロシア軍に「執拗に」砲撃されており、民間人の間で「多数の」死傷者が出ていると報告した[244]。
- 17時25分、ムィコラーイウ州のオルビア港に停泊していたバングラデシュのばら積み貨物船「バングラー・サムリッディ」にミサイルが着弾して火災が発生し、乗船していたエンジニア1人が死亡した[245][246][247]。
- ウクライナ・プラウダは、ウクライナの情報筋の話として、マイダン革命で追放された親露派のヴィクトル・ヤヌコビッチ元大統領がベラルーシの首都ミンスクに滞在しており、それはロシア軍がキーウを制圧した場合、ヤヌコビッチを大統領に据える意向だと報じた[248][249]。一方で、一部のアナリストは、ウクライナが降伏した場合、プーチンが親露派のヴィクトル・メドヴェドチュクを大統領に据える可能性があると考えている[250]。
- ロシアのセルゲイ・ラブロフ外務大臣は、NATOとEUが核戦争を起こそうとしていると非難し、「第三次世界大戦は核（戦争）となり、破壊的なものになる」と警告した[251][252]。
- ロシア国防省は、ロシア軍がヘルソン中心部を完全に掌握したと発表した[253]。
- 12時（米国東部時間）：国連総会の緊急特別会合で、ロシアを非難し軍の即時撤退などを求める決議案が賛成141、反対5（ロシア、ベラルーシ、シリア、北朝鮮、エリトリア）、棄権35（中華人民共和国、インド、キューバなど）の賛成多数で採択された[254][255]。
- ウクライナ政府関係者は、今回の侵攻以来初めてウクライナ軍が攻勢に転じ、ドネツク州ホルリフカへ進軍を開始したと発表した。同地域は、侵攻以前よりドネツク人民共和国による実効支配下にある[256]。

- 国際刑事裁判所（ICC）は、ウクライナ情勢に伴う戦争犯罪、人道に対する犯罪について、検察官による捜査開始の申立てを受け、日本の赤根智子判事を含む3名の裁判官による検討の段階に入った[257]。

### 3月3日
- 2回目の停戦協議で、ロシアとウクライナは民間人の避難のために人道回廊を開くことに合意した[258]。エストニアの貨物船「ヘルト」がオデッサ近くで爆発した後に沈没したが、6人の乗組員全員が生き残った[259][260]。
- ドイツ連邦経済省は、ウクライナに地対空ミサイル（SAM）2700発の供給を承認した[261]。ヴェルホーヴナ・ラーダ（ウクライナ最高議会）は、ロシア政府または国民が所有する資産の差し押さえを許可する法律を可決した[262]。
- ロシア国防省は、バラクレヤを占領したと主張した[263]。一方、ゼレンスキーは、ロシアのプーチン大統領と直接会談するよう求め、「この戦争を止める唯一の方法」だと述べた[264]。米国は、侵攻開始前にウクライナ周辺に集まっていたロシア軍の約90％がウクライナに入ったと明らかにした[265]。
- ロシア軍のロケット攻撃により、イジュームで8人の民間人が死亡し、町の中央病院が重大な被害を受けた[266]。

- ゼレンスキー大統領は、ロシア軍と戦うために国際義勇兵の最初の一団がウクライナに到着したことを発表。また、ウクライナは西側諸国から定期的に武器を受け取っていたと述べた[267]。

- ウクライナとロシアが行った2回目の停戦対話について、交渉にあたったウクライナ大統領府のポドリャク顧問は、期待した結果は得られなかったが、「人道回廊」を巡る協議が行われたほか、対話を継続することで合意したと発表した[268]。人道回廊についてはロシアによる都市攻撃の正当化に利用される可能性が危惧されている[269]。さらに、人道回廊を通って避難している避難民がロシア軍に攻撃されている。
- プーチン大統領は安全保障会議で「我々はまさにネオナチと戦っている」と述べ、ロシア軍はウクライナの非武装化と非ナチ化のために戦っていると主張した[270]。
- ゼレンスキー大統領は「民間人によるロシア兵殺害」を合法化する法案にサインを行った。施行は翌4日からとなる[271]。

### 3月4日

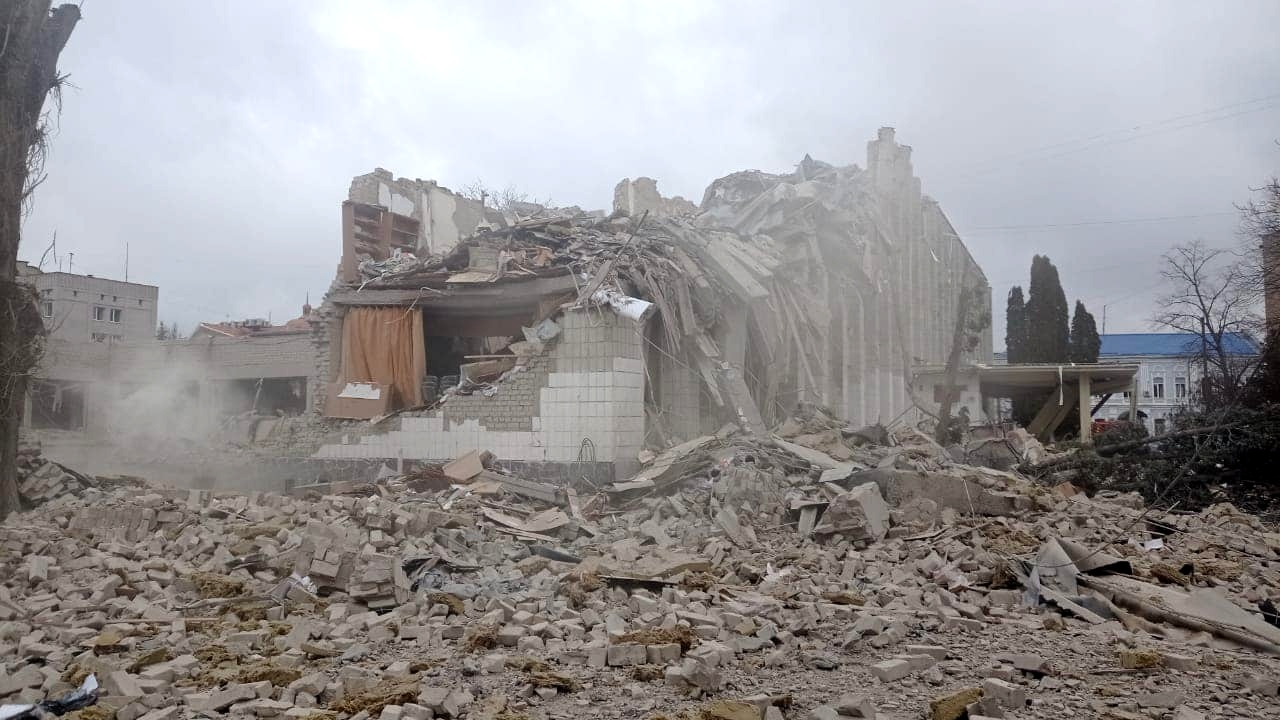
空爆後のジトーミルの学校（3月4日）

- ザポリージャ原子力発電所では、発射体が敷地内の建物（原子炉の一部ではない）に当たり、局地的な火災が発生した[272][273][274]。ウクライナの国家原子力規制検査官は放射線量に変化はなかったと述べ、当局は数時間後に火災が鎮火したと報告した。6号機の変圧器も損傷していた[275]。ウクライナ兵3人が死亡した戦闘の後、ロシア軍は発電所を占領した[276]。ロシア国防省の担当者であるイゴール・コナシェンコフは、発電所への攻撃はウクライナの破壊工作集団による挑発の試みであると発表した[277]。ウクライナ国家安全保障・国防会議のオレクシー・ダニーロフ長官は、発電所の砲撃はロシア側が行ったと述べた[278]。国際原子力機関|（IAEA）は周辺の放射線量に「変化はない」としつつ、原子炉に当たれば「重大な危険」を招くと警告、ロシア軍に攻撃をやめるよう求めた。ウクライナのドミトロ・クレバ外相は「(最悪の場合)チェルノブイリの10倍の被害になる。ロシア軍は直ちに攻撃をやめよ。」と抗議した[279]。しかし、ロシアのワシリー・ネベンジャ国連大使は砲撃について「ウクライナ政府が人工的なヒステリーを起こそうとしている」とロシア軍による原発攻撃の可能性を否定し、「ウクライナの民族主義者やテロリストが核による挑発行為を行わないようにするためロシア軍の管理下に置いた」と原発占拠の正当性を主張した[280]。稼働中の原発への攻撃は明確な国際法違反[281]であり、人類史上初の出来事であった[282]。
- 朝、上記ザポリージャ原子力発電所がロシア軍に占領されたとウクライナ原子力規制当局が発表した[283]。

- NATO事務総長のイェンス・ストルテンベルグは、ウクライナに飛行禁止区域設置を求める同国の要求について、ロシアとの本格的な戦争につながると述べて拒否した[284]。米国防総省は、ロシアがウクライナで500発以上のミサイルを発射し、キーウから15マイルで大規模な車列を前進させていることを明らかにした[285]。
- 英紙『タイムズ』は、ウクライナ当局者の話として、ゼレンスキー大統領が過去1週間の間に少なくとも3回、暗殺を仕掛けられていたと報じた。暗殺を試みようとしたのはロシアの民間軍事会社「ワグナー・グループ」の傭兵部隊とされる[286]。

### 3月5日
- ロシア軍は、水と電気が不足しているマリウポリから約20万人が避難できるように人道回廊を整備する停戦を発表した[287]。しかし、直後に停戦は崩壊し、その原因を作ったとロシアとウクライナ双方が相手を非難した[288][289]。一方、アレストビッチは、ロシア軍が日中にブチャとホストメリを制圧したと明らかにした[290]。
- ウクライナのドミトロ・クレーバ外相はブリンケン米国務長官との会談後、NATOにウクライナ領空を飛行禁止区域にするよう求めた[291]。ロシアは、NATOが飛行禁止区域を設定すれば「武力紛争への参加」とみなし[291]、「欧州のみならず世界全体に甚大かつ破滅的な結果」をもたらすと警告した[292]。
- プーチン大統領は、欧米の対ロシア制裁は宣戦布告に等しいと述べた。また、ウクライナに飛行禁止区域を設ける試みは、世界に破滅的な結果をもたらすと警告した[293]。
- AFP通信は今後のシナリオとして以下を報じた[294]。
  - 西側の支援や制裁による膠着[294]。
  - ロシア国内の変化によるプーチン政権倒壊。ただし、その可能性は低い[294]。
  - ロシアの軍事的勝利。ただし、キングス・カレッジ・ロンドン戦争学部名誉教授のローレンス・フリードマンは「侵攻と占領は別物だ」と指摘しており、ウクライナ制圧後の占領は難しいとされる[294]。
  - バルト三国、NATO、モルドバなどへの戦火拡大。プーチンはNATO加盟国のバルト三国のロシア系住民の保護についても語っており、NATO対ロシア戦争に発展するリスクもある[294]。
  - ほか、核兵器の実戦使用について欧州外交評議会グスタフ・グレッセル研究員はロシアは核兵器を情報戦として使っており、実際に使用しないと予測する[294]。

### 3月6日

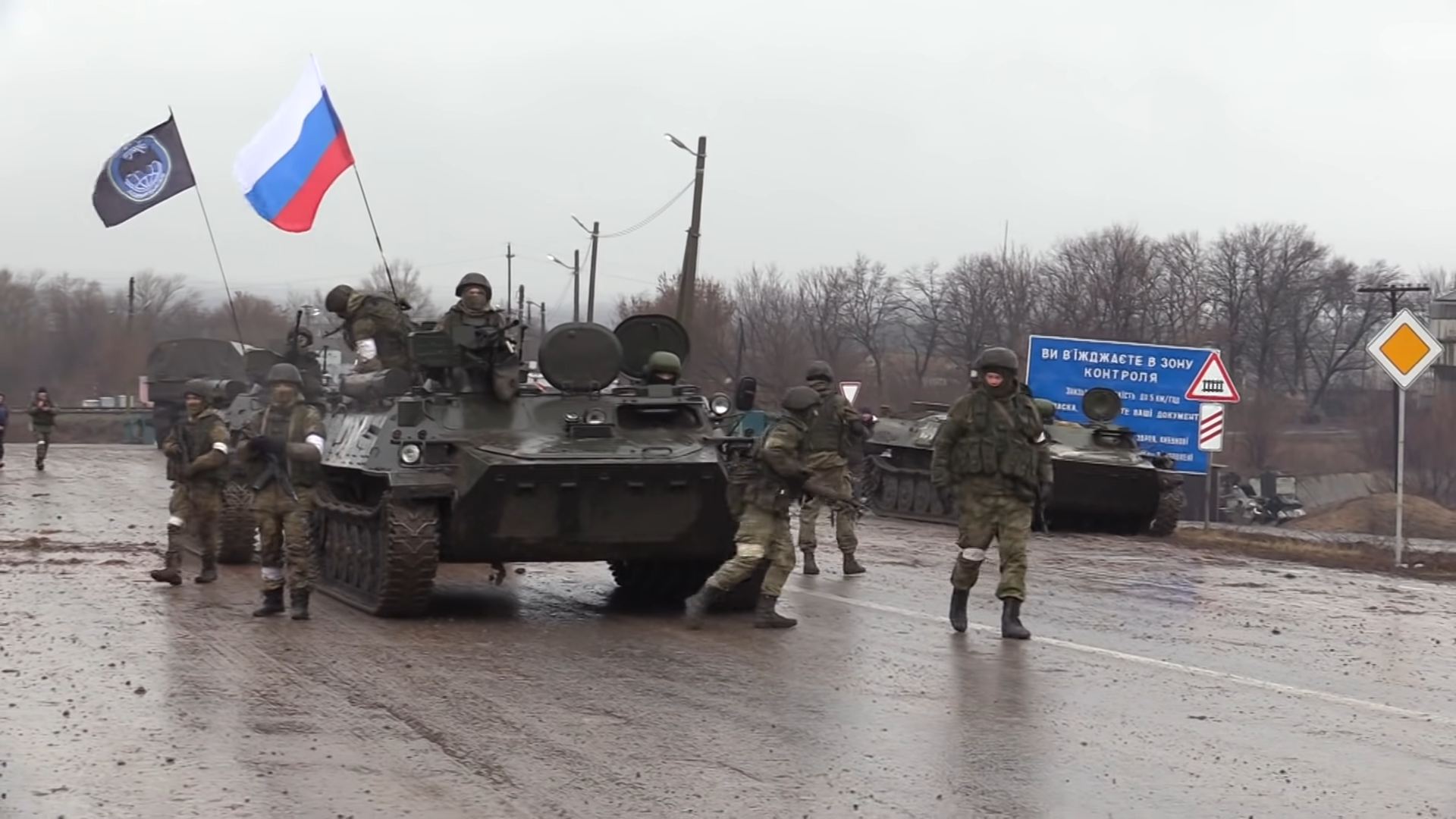
ノボアイダールのロシア軍（3月6日）

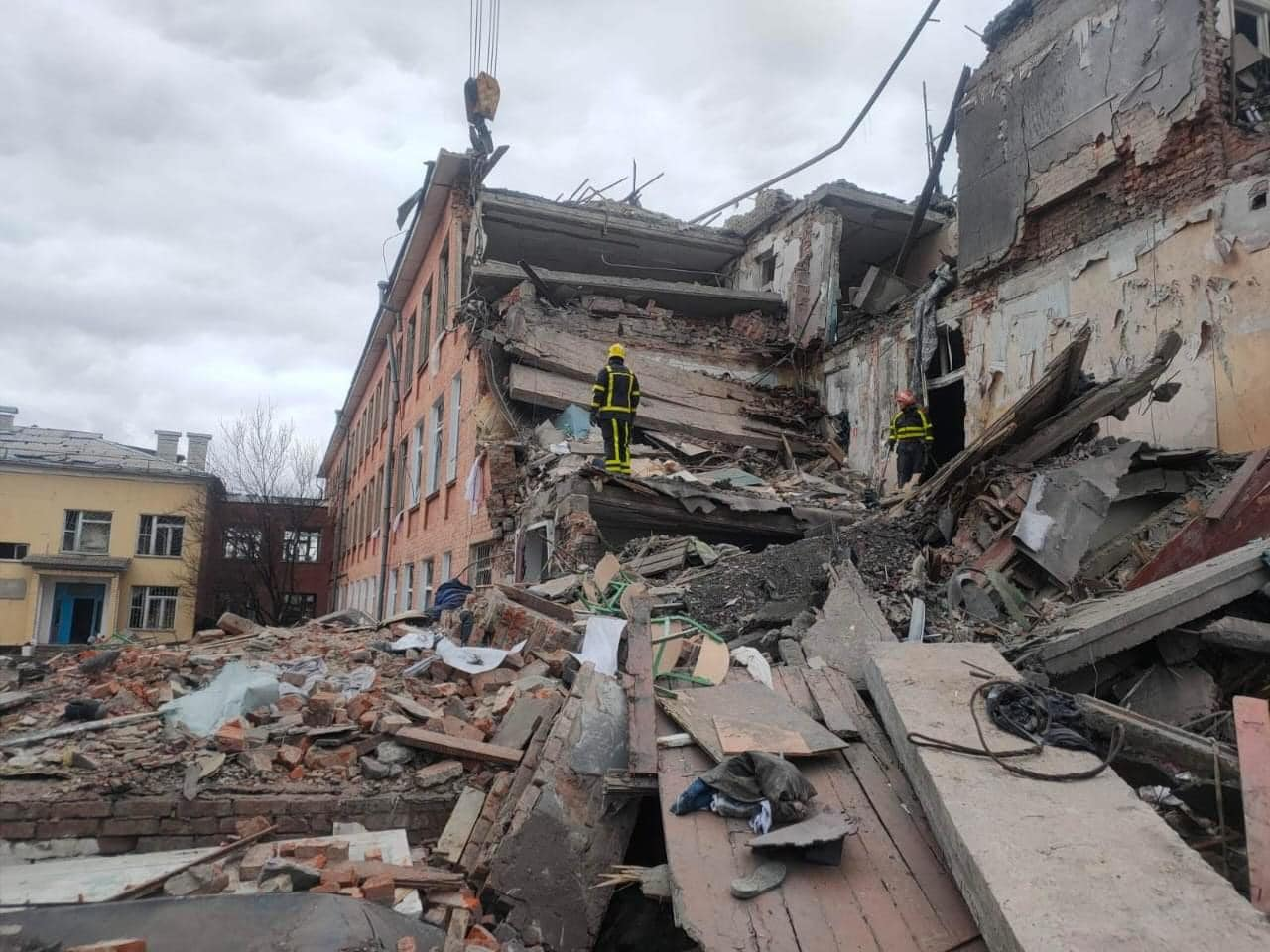
チェルニーヒウにて生存者の捜索作業（3月6日）

- ヴィーンヌィツャ国際空港は、日中にロシアのミサイル攻撃を受け、破壊された[295]。ジトーミル兵器工場もロシアの空爆で破壊された[296]。一方、マリウポリから民間人を避難させるための2回目の試みは頓挫した[297]。後に米国の防衛当局者は、戦争開始前にロシアがウクライナ周辺に駐留させていたロシア軍の約95％がウクライナ国内にいると明らかにした[298]。
- プーチン大統領は、ウクライナが抵抗をやめてロシア側の要求を満たした場合のみ、軍事作戦を停止すると述べた[299]。
- ウクライナ原子力規制監督局は、ハルキウ（ハリコフ）で小型研究用原子炉がある「物理技術研究所」がロシア軍の砲撃を受け、複数の施設が損壊したと発表した[300]。

### 3月7日
- ホストメリ市議会は、同市のユーリイ・プリリプコ市長がロシア軍に殺害されたと発表した[301]。一方、イルピン市長のオレクサンドル・マルクシンが拘束されたと報じられた[302]。
- ウクライナ軍は、ロシア軍がヴァシリフカ、トクマク、ポロヒを占領したと発表した[303]（いずれも南部のザポリージャ州）。ムィコラーイウ州知事のヴィタリー・キムは、ウクライナ軍がムィコラーイウ国際空港を奪還したと述べた[304]。一方、ウクライナ軍は、夜間の反撃でチュヒウを奪還し、さらにロシアの司令官2人を殺害したと主張した[305]。ウクライナ空軍はまた、ロシアが支配するヘルソン国際空港の軍用飛行場を爆撃した[306]。
- ロシア国防省は、6つの人道回廊を開くと表明した。ウクライナ政府は、そのうち2つだけが他のウクライナの領土につながり、他の人道回路はロシアまたはベラルーシ行きのため、この発表を批判した[307]。
- 米国の防衛当局者は、ロシアが侵攻前にウクライナ周辺に集結させていた軍隊のほぼ100％を投入し、625発以上のミサイルを発射したと発表した[308]。
- ウクライナ国防省は日中、ハリコフ近郊でロシア軍のヴィタリー・ゲラシモフ少将を殺害したと発表した[309]。一方、ロシアのミサイル2発が夜にジトーミルとチェルニーヒウの石油貯蔵所に直撃し、炎上させた[310]。
- ロシア政府は制裁に対する対抗措置として「非友好的な国家・地域」にウクライナ、アメリカ合衆国、カナダ、イギリス、欧州連合諸国、日本、オーストラリア、ニュージーランド、台湾、韓国、アイスランド、スイス、ノルウェー、リヒテンシュタイン、モナコ、サンマリノ、シンガポール、モンテネグロの各国を認定した[311][312]。
- ロシアとウクライナは、3回目の停戦交渉をベラルーシで行った。ロシア側代表のメジンスキー大統領補佐官は交渉後、「（停戦に向けての）大きな進展はなかった」と説明した[313]。
- ロシアとの第1回停戦協議に参加したウクライナの情報機関の男性職員1名がロシアの二重スパイと判明し、反逆罪の容疑で身柄を拘束されそうになったところ、逃走を試みたために射殺されたことが報道された[314]。一方、ロシア側もウクライナのスパイだと主張し、情報戦となっている[315]。
- ゼレンスキー大統領はこの日の夜に放映された米ABCのインタビューで、通訳を介し、NATO加盟を断念する意向を示した[316]。

### 3月8日
- マリウポリから民間人を避難させる別の試みはまたしても頓挫し、ウクライナ政府はロシア軍が避難回廊を標的にしたと非難した[317]。その一方で、人道回廊に関するウクライナとロシア間の合意の一部としての最初の民間人退避がスームィで実現した[318]。
- コーカサス地方のNGOであるOC Media（英語版）は、ウクライナ側の義勇兵としてチェチェン・イチケリア共和国勢力が参戦していることを報道した[319]。

- ゼレンスキー大統領の妻のオレーナ・ゼレンシカは各国メディア宛てに公開書簡を送信。書簡の中で「ロシアの報道機関は侵攻を『特別軍事作戦』と呼び、市民の安全を保証しているが、実際にはウクライナ市民の大量殺人だ」と非難した。メディアはウクライナ大統領府にオレーナ夫人がキーウにいるか問い合わせたが、回答は得られていない[320]。

### 3月9日
- ポーランドは、保有する23機のMiG-29戦闘機全てを米国に無償譲渡し、戦闘機をドイツのラムシュタイン空軍基地に輸送し、その後に米国がウクライナに輸送することを提案した。米国はこの提案を拒否し、米国防総省はポーランドの提案を「支持できない」と宣言した[321][322][323]。ロシアとの会談でウクライナの交渉担当者であるDavyd Arakhamiaは、日中に各都市から4万人以上の民間人が避難したと述べた[324]。
- ロシアの軍系テレビ局の報道に基づき、英国防省はロシアがウクライナでTOS-1Aから燃料気化爆弾を発射したことを認めたと発表した[325]。

- ロシア国防省はロシア軍の徴集兵がウクライナ侵攻に関与していたことを認め、後方支援任務を遂行する部隊の一つが破壊工作員の襲撃を受けた際に一部が拘束されたことを明らかにした。この前日、プーチン大統領が国際女性デーに合わせて兵士の母や妻を前に行った「皆さんが最愛の人を心配していることは理解している。徴集兵は衝突に参加しておらず、今後も参加しないと強調する」「予備役の追加招集もない」「侵攻に関わっているのは職業軍人のみ」という演説とはまったく異なる内容となる。なお、現在は戦闘区域への徴集兵の動員防止や、拘束された要員の解放を目指して「包括的な措置」が取られているという[326]。

### 3月10日
- トルコは、同国のアンタルヤで三か国の外相会談を主催した。ウクライナのクレーバ外相は、ラブロフとの会談は何の結果も得られず、困難なものであったと述べた[327]。一方、ロシア国防省は、ロシア軍が毎日10:00からロシアへの人道回廊を開放すると表明した[328]。
- 米国防総省の高官は、キーウ西部では、ロシア軍がホストーメリ空港付近のキーウ中心部に約5キロメートル接近し、一方で東から進軍している隊列はキーウから40キロメートル離れていることを明らかにした。さらに、同高官はチェルニーヒウが現在「孤立」していると主張した[329][330]。一方、ウクライナ軍はブロバリーラヨンでロシア軍の隊列に待ち伏せ攻撃を行い、戦車数台を破壊し、戦車長を殺害した後、ロシア軍の部隊は撤退を余儀なくさせた[331][332]。
- マクサー・テクノロジーズによれば、北からキーウに接近するロシア軍の車列の一部は、その間、大部分が分散して再配置されたという。英国防省は、ロシアがキーウ攻撃のために再編成している可能性が高いと述べた[333]。
- クロアチアの首都ザグレブでロシアのドローンが墜落した[334]。
- ウクライナのドミトロ・クレーバ外相とロシアのセルゲイ・ラブロフ外相はトルコ南部のアンタルヤで会談した。会談にはトルコのメヴリュット・チャヴシュオール外相が仲介役として参加したが、停戦合意に関する進展はなかった[335]。ラブロフは会談で「ウクライナを攻撃していない」と述べた[336]。
- ロシア国防省は「（米国の支援を受けた）ウクライナの研究所が、コウモリのコロナウイルスのサンプルを使った実験をしていた」と主張し、自国によるウクライナ侵攻を正当化する発言を行った[337]（ロシアの主張については、「生物兵器」参照）。
- EUはパリ郊外ベルサイユで非公式首脳会議を開き、ウクライナの加盟について協議したがフランスやオランダが難色を示し見送りとなることが濃厚になった。オランダのマルク・ルッテ首相は「EU加盟は長期的プロセス」と述べ、特例で早期加盟を認めることに否定的な立場を表明。フランスのエマニュエル・マクロン大統領も「交戦中の国と加盟交渉できるとは思えない」と述べている[338]。
- プーチン大統領は閣僚会議で、ウクライナ侵攻を受けてロシアから撤退する外国企業の資産を国有化するとの政府方針を了承した[339]。

### 3月11日
- ロシア軍は、ウクライナ西部に攻勢を拡大し、イヴァーノ＝フランキーウシクとルーツィクを標的にした。ルーツィク空軍基地へのロケット攻撃でウクライナ兵4人が死亡し、6人が負傷した[340][341]。 また、ボイラープラント2基が停止し[342]、空軍基地は破壊された[343]。ミサイルはドニプルにも直撃し、民間人1人が死亡したが、ロシア国防省はイヴァーノ＝フランキーウシク国際空港の軍用飛行場を使用不能にしたと主張した[341]。
- ロシアの司令官アンドレイ・コレスニコフ少将が戦死したと、ウクライナ当局から報告された。西側の当局者は、約20人のロシアの主要な将軍が、士気が低いロシア軍を鼓舞するために侵略に個人的に参加していたと考えている[344]。
- キーウの北東と東で日中戦闘が激化[345]。ウクライナ空軍は後に、ロシアがベラルーシとウクライナの国境近くのコパニ村でウクライナ領空から砲撃することにより、ベラルーシ軍を戦争に参加させるために偽旗作戦を実施したと主張した[346]。また、他の2つのベラルーシの集落も攻撃を受けたと主張した。しかし、ベラルーシ国防省は、そのような攻撃は発生していないと発表した[347]。
- プーチン大統領は、日中に中東から最大1万6000人の義勇兵をウクライナに派遣することを承認し、ワグナーグループは既に4000人以上のシリア人を採用したと報告されている[348]。中央アフリカ共和国からの戦闘員もウクライナでロシアのために戦う準備を進めていると主張した[349]
- ロシアの戦車がクレミンナの介護施設を砲撃し、入居者56人が死亡したとされた[350]。
- ロシア国営ノーボスチ通信はロシアと同盟関係にあるベラルーシのルカシェンコ大統領がモスクワ入りした、とSNSで速報した。タス通信によると、ルカシェンコ大統領はロシアのプーチン大統領と会談し、両国関係や、ウクライナ侵攻に伴って世界各国が科している制裁措置などについて協議するとみられる[351]。ベラルーシ国営ベルタ通信は、「この会談でプーチン氏はベラルーシに近く最新の軍事装備を供与すると表明した」と報道した。一方、ウクライナ内務省のデニセンコ顧問は同日、「ベラルーシ軍は少数で実戦経験がない上、ルカシェンコ氏は侵攻で国民の支持を失うことを恐れている」と指摘。同国軍参戦の可能性は現時点でそれほど高くないとする見方を示した[352]。
- ウクライナの戦略コミュニケーション・情報セキュリティーセンターはプーチンとルカシェンコの会談の結果、ベラルーシがウクライナへの攻撃に踏み切る恐れがあるとし、「暫定データによると、ベラルーシ軍は11日GMT（グリニッジ標準時）19:00に紛争に巻き込まれる可能性がある」と述べた。ウクライナ国家安全保障・国防会議のダニロフ書記は、ウクライナはこれまでベラルーシに対し抑制的な姿勢を示しているものの、「兵士1人がウクライナの国境を越えれば、反撃する」と言明した[353]。
- イェニン内務次官はウクライナでの紛争にベラルーシを引きずり込むためにロシアがあらゆる手段を講じているとテレビのインタビューで述べた。同時に「ベラルーシ政府が紛争への関与を避けるためにあらゆる手段を講じていることも理解している」と語った[353]。
- ウクライナ国営通信は、ロシア軍の爆撃機がベラルーシ領内の複数の集落を空爆したと報じた。ウクライナ軍や内務省は、ロシアが同盟国のベラルーシに派兵を迫るため、ウクライナによる攻撃と見せかける偽装工作を行ったと指摘したが、ベラルーシ国防省はこれを否定。米国防総省高官はベラルーシ軍の動向に関し、「ウクライナ領内に入ったとの情報はない」と説明し、ロシア軍がベラルーシの集落を爆撃したとの情報については、「確認できない」と述べた[354]。
- ロシア国防省は、ウクライナ東南部ドネツィク州ヴォルノヴァーハ市を制圧したと発表した[352]。

- ウクライナ南東部のメリトポリで、イワン・フェドロフ市長が同市の危機管理センターで物資供給問題に対処中、10人のロシア兵に拉致された[355]。拘束されたフェドロフ市長はルガンスク地方の分離勢力および親ロシア派の検察によってテロ罪で起訴され、市役所前で数百人のデモ隊がこれに抗議した[356][357]。
- 「アメリカがウクライナと生物兵器を開発している」と主張するロシアの要請により国連安全保障理事会の緊急会合が開かれ、ロシアと擁護の姿勢を見せる中国の調査要請に対し、国連及びアメリカ、イギリス、フランス、アルバニアなどがロシアの主張を一蹴し、非難した[358]。ロシア側から決定的な証拠が示されていないので陰謀論に過ぎないが、"良質な研究"をする平凡な研究所しかないはずにもかかわらず、米議会上院外交委員会の公聴会での、ウクライナが生物兵器を保持しているかとの質問に対し、ビクトリア・ヌーランド国務次官は「ウクライナには生物学研究施設があり、ロシア軍が掌握しようと試みるのではないかと深く懸念している」と語った[359]。また、侵攻直後の2月26日、在ウクライナ米国大使館が公式サイトから、米国防総省がウクライナの生物研究所を支援していることに関する全ての文書を削除したことなどがナラティブを確立させたために、話題がくすぶった[360][361]。
- プーチン大統領は安全保障会議の場でウクライナ軍との戦いに加わりたい志願兵の参加を認めるべきとの見解を示した。また、ウクライナから奪った西側のミサイルシステムを親ロシア派武装勢力に提供することを承認した[362]。

### 3月12日
- ウクライナ当局は、衝突とロシアの空爆が民間人避難の脅威となっていると述べている間、キーウの北部と他の包囲された都市周辺で激しい戦闘が日中に起こった。ロシア軍はヴァスィリキーウ空軍基地を破壊したが、ロシア国防省はまた、ブロバルイのウクライナ軍の無線および電子情報の主要な中心地を破壊したと主張した[363][364][365]。
- ドミトロ・クレーバ外相は、ロシア政府が親露派の政府が統治する「ヘルソン人民共和国」を創設するためにヘルソンで住民投票を行うことを計画していると非難した[366]。その間、ドネツク人民共和国（DPR）の軍隊がヴォルノヴァーハを占領した[367]。
- ウクライナ軍参謀本部は、ロシアの前進が鈍化し、多くの場所で阻止されたと述べた。一方、ウクライナの副首相イリーナ・ヴェレシチュークは、日中に約1万3000人の民間人が避難したと述べた[368]。
- ウクライナ当局は、3月12日遅くにポパスナを攻撃しているときにロシアがリン爆弾を使用したと非難した。一方、生神女就寝スヴャトヒルシク大修道院は、22時頃のロシアの爆撃で被害を受けた[369][370][371]。

### 3月13日
- リヴィウ州知事のマクシム・コジツキーによると、ロシア軍は、ウクライナ軍がNATO諸国との訓練の大半を行う軍事基地であるヤーヴォリウ国際平和維持・安全保障センターを30発以上のミサイルで爆撃した。彼は後に35人が殺され、134人が負傷したと述べたが、ロシア国防省は最大180人の外国人傭兵が殺され、他国からウクライナに供給された多くの武器が破壊されたと主張した。これは、戦争が始まって以来、ロシアが行った最西端の攻撃であった[368][372]。また、イバノフランコフスク市長が市の空港が再び攻撃されたと述べている間、スタリチの別のウクライナの軍事施設が攻撃されたと主張した[368]。
- 日中、激しい戦闘が複数の戦線で報告された[368]。ウクライナはハルキウ州とムィコラーイウ周辺で反撃していると主張し、英国国防省は、ロシア軍がウクライナ東部でウクライナ軍を孤立させようとしており、ロシア海軍はウクライナの黒海沿岸を事実上封鎖して国際海上貿易を止めていると発表した[368]。
- ゼレンスキー大統領は、人道回廊協定の下で12万5000人近くの民間人が避難したと述べ、ロシアとウクライナの交渉担当者は和平交渉の進展を報告した[368]。キーウ警察によると、アメリカのジャーナリスト、ブレント・ルノーは、イルピンでロシア軍に射殺された[373]。
- 非武装のロシアのオルラン10偵察ドローンがルーマニアのTărpiu村で墜落した[374][375][376]
- ウクライナ軍当局がポーランド国境から約20キロメートルと近いリヴィウ北西にある演習場がロシア軍の攻撃を受けたと発表した[377]。30発以上のミサイルが発射され、35人が死亡、134人が負傷した[377]。ロシアがウクライナ西部の軍事拠点にも攻撃対象を広げていたこととなる[377]。
- ウォール・ストリート・ジャーナルは、「ロシアの検察当局が、同国事業の停止や撤退を発表した外国企業に対し、電話や書簡もしくは職員の訪問を通じて、ロシア政府を批判した関係者の逮捕・知的財産を含む資産の差し押さえなどを警告した」と報じた。これらの企業にはコカ・コーラ、マクドナルド、P&G、IBM、ケンタッキーフライドチキンとピザハットの経営企業であるヤム・ブランズが含まれるという。また対象企業のうち少なくとも1社は、従業員間の電子メールやテキストメッセージが傍受される恐れがあるとして、ロシア事業部門とそれ以外の部門との間の通信制限に乗り出した[378]。
- メリトポリで11日にロシア兵により拉致・拘束されたイヴァン・フェドロフ市長に代わり、元市議会議員のガリーナ・ダニルチェンコが「市長」に就任としたと主張した。ダニルチェンコは、Telegramによるテレビ演説で、自身の主な任務は「市を正常に戻すために必要なすべての措置を取ること」だと述べ、さらに市内には今も状況を不安定化させ、悪い行動をあおる人々がいると主張。市民に「冷静さを保ち、挑発に乗らないでほしい」と呼び掛け、議員らには「市民に選ばれたのだから、市民の幸せを考えることが皆さんの務めだ」と強調した。そのうえで、ロシアのテレビを放送するよう指示。メリトポリの「重大問題」の解決に向け、市議会の解散とそれに代わる「市民の選択」委員会の設立を提案した。一方、ウクライナ検察は、ダニルチェンコに対する反逆罪の捜査に着手した[357][379]。
- ウクライナ・プラウダはザポリージャ州ドニプロルドネ（ウクライナ語版）市のエフゲニー・マトベーエフ市長が「ロシアの侵略者」に拘束されたと報じた。州政府幹部がSNSで13日、マトベーエフの拘束を明らかにした。この幹部は「戦争犯罪は体系的になりつつある」とロシア側を非難したという[380]。
- ギリシア正教の研究機関であるボロス神学研究アカデミーは「『ロシア世界』(ルースキー・ミール)教説に関する宣言」を発表。正教の教義と教会間の対立を悪用して「大ロシア主義」を掲げ宗教的にもウクライナ侵攻を正当化するロシア政府とモスクワ総主教庁、ならびにキリル総主教に対し、聖書や1872年のコンスタンティノープル公会議等を引用して「正教の教えではないとして非難拒絶する」と強い言葉で糾弾した[381]。

### 3月14日
- DPRのトップ、デニス・プシーリンは朝にドネツク市上空でウクライナ軍のOTR-21 トーチカミサイルを撃墜したが、市内中心部にミサイルの破片に襲われたと発表した。ロシア国防省は民間人23人が死亡したと述べた。しかし、ウクライナ軍は、この攻撃の背後にロシア軍がいると主張した[382]。報復として、ロシア国防省は、ウクライナの防衛産業組織を破壊するための措置を講じることを約束した[383]。また、ロシアは全ての「ウクライナにいる外国傭兵」の場所を把握しており、ロシア軍は彼らを今後も正確に攻撃し続けると述べた[384]。
- リウネ州知事のビタリー・コバルによると、ロシアのミサイル攻撃が同州のアントピ村の送電塔に直撃した[385]。リヴネ地域軍事局長のビタリー・コバは後に、民間人21人が死亡、9人が負傷したと明らかにした[386]。ドニプロ州知事のバレンティン・レズニチェンコは、夜間にドニプロ国際空港へのロシアの砲撃が滑走路を破壊し、ターミナルを破損させたと述べた[387]。民間人は初めて日中にマリウポリから避難することができた[388]。一方、米国防総省の高官は、ロシアの進撃はほぼすべて全ての戦線で停滞しているが、ロシア軍が攻撃を止めることはなさそうだと語った[389]。
- シリア人権監視団は、4万人以上のシリア人がウクライナでロシア側として戦うために登録したと報告した。また、同監視団は過去にシリア政府とイスラム国グループの間の仲介役を務めていたアルカテルジの民兵に求人通知が送られたと付け加えた[390]。
- チェチェン共和国のカディロフ首長はTelegramを通じ、ロシア軍と共にウクライナ入りしたと明らかにした。キーウ近郊ホストメリの飛行場にいるというが、裏づけはとれていない[391]。一方でウクライナ・プラウダはアプリを利用してカディロフの入国が虚偽であることを即日確認した[392]。

### 3月15日
- ロシア国防省は3月15日、ロシア軍がヘルソン州を完全に支配し、過去24時間に6機のバイラクタル TB2ドローンを撃墜したと主張した[393]。その間、ロシア海軍の揚陸艦がオデッサの海岸に接近していた[394]。ヘラシェンコは後にロシアのオレグ・ミチャーエフ少将がマリウポリで死亡したと主張した[395]。その間、ウクライナ空軍はヘルソン国際空港の軍用飛行場を再び攻撃し（ヘルソン空港攻撃）、複数のロシアのヘリコプターを破壊した[306]。
- ゼレンスキー大統領は、ウクライナはすぐにNATOに加盟することはないと述べた[396][397]。
- ロシア外務省は、アメリカなどによる制裁の報復として、同国のバイデン大統領、アントニー・ブリンケン国務長官、ロイド・オースティン国防長官、ヒラリー・クリントン元国務長官などアメリカ政府高官と関係者13人、さらにカナダのジャスティン・トルドー首相などを入国禁止としたことを発表した[398][399]。

これに対し、ホワイトハウスのジェン・サキ報道官は、「まず大統領の名前は、ジョー・バイデン・ジュニアなので、大統領のお父様が制裁対象になった可能性がある。お父様、どうぞ安らかにお眠りください。」「それから皆さん誰も驚かれないと思うが、私たちの誰1人、ロシアへの観光旅行を計画していない。凍結されて使えない銀行口座も特にないので、今まで通りだ」と、既に他界しているジョー・バイデン・シニアを引き合いにしたジョーク交じりの返答で対応した。
- 在英NGOのシリア人権監視団は、11日の義勇兵受け入れの表明に伴い、ロシア政府がシリア国内の体制支配地域で志願兵の登録事務所を開設、シリア軍や政権側民兵組織と調整し志願兵約4万人分のリストを作成したと伝えた。このほか、シリアの政権与党バース党を通じて、別に1万8000人が志願兵として登録されており、ロシアの民間軍事会社ワグナー・グループ（Wagner Group）が審査する運び。ただし、これまでシリアから志願兵が出発したとの情報は確認されていないという[401]。
- アメリカ政府は、欧州とアジアの同盟国に対し「中国政府はロシアからの軍事面並びに財政面での支援要請にある程度前向きな姿勢を示したとみられる」「支援が提供されたかについては明言できない」「軍事支援に関しては、中国は支援の提供を否定する公算が大きい」と外交公電を通じて伝えた。同時に、西側の当局者と米外交官はCNNの取材に対して「中国がロシアに支援を提供するつもりなのかどうかはまだ判然としない」と述べた。また米国政府高官のひとりによれば、ローマで開かれた会合で、バイデン米大統領の最側近の1人は中国側に向け、「ロシアへの支援に踏み切ろうとするならそれに対する結果や影響が生じる可能性がある」と警告したという。

なお、ロシアが要請した支援の中には戦闘糧食が含まれており、「兵器供給と異なり西側から挑発的な動きととられる恐れがないため、中国側が糧食の支援要請に応じる可能性が高い」と情報筋の一人は示唆した。さらに2人の当局者は「中国共産党指導部はロシアからの支援要請にどう応じるかについて合意しておらず、中国側に経済的な影響を避けたいとの願望から、ロシアへの支援は限定的なものになる可能性がある」と述べた。
また、武装ドローンの提供をロシアが中国に要請したことをアメリカは同盟国に警告したと米メディアのBloombergが報じた。
- ポーランドのマテウシュ・モラヴィエツキ首相、チェコのペトル・フィアラ首相、スロベニアのヤネス・ヤンシャ首相はキーウを訪問し、ゼレンスキー大統領と会談した。ロシアのウクライナ侵攻が始まってから、外国の首脳がキーウを訪れるのは初めて。3首脳は列車で現地入りした。また、ポーランドのヤロスワフ・カチンスキ副首相も同行した[405][406][407]。
- ロシア政府は欧州評議会に対して脱退を通告したことを欧州評議会報道官が明かした[408]。これに伴い欧州人権条約からも離脱するため、ロシア国民は欧州人権裁判所に救済を申し立てられなくなる。脱退通告を受けて翌16日、欧州評議会はロシアの除名を決定した[409]。タス通信によると、ロシア外務省は声明で「NATOと欧州連合の国々は、平等な対話を拒否し、この機関を反ロシアの道具に変えようとしている」と主張している[410]。
- ロシア軍がマリウポリ市内に所在する重症患者の集中治療を行っている病院を占拠。患者や医療スタッフを含め、400名を人質にとり、さらに病院の建物の中から攻撃を行っていると当局者が発表。これによりマリウポリ市民の避難ルートが危険にさらされているとして、赤十字国際委員会がロシア側と交渉している[411]。

### 3月16日
- 在キーウ米国大使館は、ロシア軍がチェルニーヒウでパンを求めて列を作っていた10人を射殺したと主張したが、証拠を示さなかった。その後、別の人物が事件後と見られる動画をSNSに投稿した[412]。ウクライナは後に、その軍隊がキーウに接近するロシア軍を撃退するための反撃を開始し、ブチャ、ホストメル、およびイルピンで戦ったと発表した。さらに、ウクライナ軍もムィコラーイウ近郊でヘルソンに向けて攻撃を開始した [413]。
- ラブロフとゼレンスキーは交渉が進んでいると述べ、ラブロフはウクライナの中立化が現在議論されていると述べた。プーチン大統領の報道官であるドミトリー・ペスコフは、独自の軍隊を持つオーストリアやスウェーデンの路線に沿った非軍事化モデルを検討していると述べたが、ゼレンスキーの事務所はその後まもなくこれを拒否した[414]。ウクライナの交渉担当者の1人であるミハイル・ポドリャクによると、提案された和平計画の下で、ウクライナは中立を維持し、ロシア語話者の権利を祀り、紛争地域の問題を無視すると述べた。その見返りに、それは軍隊を維持し、再侵略された場合には同盟国が介入する[415]。軍隊を保有する中立国モデルについては「武装中立」を参照。
- ウクライナ大統領府長官のアンドリー・イェルマクは、ロシア軍がメリトポリ市長のイヴァン・フェドロフを釈放したと発表した[416]。マリウポリにある約1,000人の民間人を保護する地域の演劇劇場は、後に日中に爆撃された[417]。
- オランダのハーグにある国際司法裁判所は、提訴したウクライナの求め通り、ロシアに侵攻を即時停止させる仮保全措置を命じた[418]。
- ロシア軍に拉致・拘束されていたイバン・フェドロフ市長が解放された。キリロ・ティモシェンコ大統領府副長官はTelegramでフェドロフ市長を救出する特別作戦に成功したと述べた。市長は無事で、ゼレンスキー大統領や大統領府長官を交えて話もしたという。近くメリトポリ市長の職務に復帰するとしている[419][420]。
- プーチン大統領は、米国およびその同盟国と密かに協力していると自身が見なしている自国民をロシアから一掃すると警告した。RIAノーボスチ通信が動画サイト「Rutube」に配信した動画で、プーチンは次のように述べた。「どのような人であっても、特にロシアの人々は、くずどもと裏切り者（подонков и предателей）を愛国者と常に見分けることができ、誤って口の中に飛び込んだ小虫のように吐き出すことができる」[421][422][423]

また、「ウクライナでの軍事作戦は全て予定通り成功裏に進んでいる」と強調、以前よりウクライナがドンバス地方などを攻撃する計画だったとして侵攻の正当性を改めて訴えた。停戦交渉については、「ロシア側は真剣に臨んでいるものの、好戦的なウクライナ側のせいで進展していない」という認識を示した。
- 停戦協議におけるウクライナ代表団のポドリャク大統領府顧問はアメリカメディアのインタビューのなかで、「ロシアが立場を大きく軟化させた」「数日のうちに停戦が実現すると確信している」と述べ、両国の大統領が署名する文書のとりまとめを進めていると答えた。協議の内容について、『フィナンシャルタイムズ』はウクライナがNATOに加盟しないことなどを条件にロシア軍が撤退する案が検討されていると伝えている。この中でウクライナ側は再び侵攻された場合にアメリカやイギリスなどが安全保障を担う法的枠組みを設けることを提案していると報道した[425]。
- ゼレンスキー大統領は、包囲されているマリウポリで数百人が避難している劇場がロシア軍の攻撃を受け、破壊されたと述べた。犠牲者の数は明らかになっていない[425]。
- ウクライナのデニス・シュミハリ首相は、ロシアの侵略によるウクライナの直接的損失は推定5650億ドル（約67兆円）に上ると、ポーランドとチェコ、スロベニアの首相との会談で述べた[426]。
- アメリカ合衆国上院はウクライナ侵攻を進めたロシアのプーチン大統領を非難する決議を全会一致で採択した。決議はウクライナ支援も表明している[426]。
- アゾフ連隊によりオレグ・ミチャーエフ少将が殺害された[427]。
- ウクライナ・プラウダは13日にTelegramに投稿されたチェチェン共和国のラムザン・カディロフ首長のウクライナ入国に際し、ソーシャルな電話追跡サービスを利用したトラップを用いた結果、即日にして彼の入国が虚偽だと発覚したことを報道した。

ウクライナ保安庁によれば、カディロフは2つの携帯電話を所有しているが、ウクライナの携帯電話会社によると、過去7日間、どちらの電話もウクライナ国内の通信システムへは接続されていなかった。ウクライナ・プラウダはカディロフの現在位置を確認すべく、「RIAノーボスチのジャーナリスト」を詐称した、電話追跡サービスへのリンク付きメッセージを13日当日にTelegramメッセンジャーでカディロフに送信したところ、ロシア連邦グロズヌイ市の座標にいることが確認された。3月15日、カディロフは「すでにチェチェンに戻っている」という内容の動画をTelegramに投稿した。

### 3月17日
- 日中、ウクライナ東部のルビージュネ市がロシアに占領された[428]。同じくウクライナ東部にあるイジューム市が占領されたと報じられたが[429]、同市での戦闘は続いていた[430]。
- 前日に発生したマリウポリの劇場の空爆について、ウクライナメディアは劇場跡からこれまでに130人の生存者を救出したと報じた。国際人権団体によると、劇場には子どもを含む500人近くが避難していたという。引き続き救出活動が行われているものの、ロシア軍の攻撃も継続していることから死傷者の数を確認できる状況にはないとみられている。

これに対し、ロシア外務省のマリア・ザハロワ報道官は空爆について「それは嘘だ」と強調し、「ウクライナ政府側が我々のせいにしている」「ロシア軍は市街地を攻撃しない」と強く否定した。
- ロシア大統領府は、前日に国際司法裁判所から出されたウクライナ侵攻即時停止の仮保全措置を拒否した[432]。
- 英国防省の情報当局は、ウクライナに侵攻中のロシア軍の動きがここ数日、陸・海・空の全てでほぼ止まっているとの見解を示した。ロシア軍は甚大な損失を被り続けているという。同省は、ウクライナ側の抵抗は依然激しく、よく連携が取れていると分析。全ての主要都市を含め、ウクライナの領土の大半は引き続きウクライナの統治下にあると指摘した[433]。
- ウクライナ・プラウダは、モスクワのヴヌーコボ空港から政府専用機7機がロシア東部の都市複数へ向かったことを報じた。目的地域はオムスク、ノボシビルスク、ウファ、チュメニおよびシベリア方面で、いくつかの機体は着陸せず再びモスクワに帰還したり、上空でトランスポンダーをカットしたりしたという[434]。
- ロシア地方国営テレビ「GTRKコストロマ[435]」は軍事行政機関の話として、「ウクライナでの特殊作戦中、第98親衛空挺師団第331親衛パラシュート降下連隊の隊員がロシアの安全保障のために命を落とした。連隊指揮官セルゲイ・スハレフ大佐、セルゲイ・レベデフ上級軍曹、アレクサンダー・リモノフ軍曹、ユーリ・デクティアレフ伍長、アレクセイ・ニキティン大尉の5人の隊員の戦死が確認されている」と報じた[436]。

### 3月18日
- 約200人の兵士が駐屯していたムィコラーイウのウクライナ軍兵舎にロシア軍が砲撃し、就寝中の兵士50人以上が死亡した[437]。
- ウクライナ軍はキーウへの主要2ルートを封鎖したと述べ、首都防衛に関し楽観的な見方を示した。

ウクライナ軍幹部のオレクサンドル・フルゼビッチ准将によると、ロシア軍は首都キーウの包囲制圧を目指しているとみられるが、同市を南北に流れるドニエプル川の両側で足止めされている。18日の時点で右岸側のロシア軍はキーウから約70キロメートルの位置にとどまっており、対地ロケット弾以外での攻撃は不可能な状況にある。左岸でも進軍は停止、主な攻撃手段を無効化されている。加えてロシア軍はキーウ北東郊のブロヴァルィー周辺と南東郊のボリースピリでの攻勢行動を断念。2つの防衛線を構築したウクライナ軍はさらに遠方で3つ目の防衛線の強化を進めているという。
一方、巡航ミサイルについてはキーウ周辺の防空システムが依然健在ながら、やはり脅威であることを認めた。先んじてキーウ市議会は午前に発生した市内上空でのミサイル撃墜の際1名が死亡したと発表していた。また、西部域のリヴィウでは同日午前、黒海上空の軍用機から発射された巡航ミサイルのうち2発が防空システムによって撃破されたものの、4発が航空機部品工場に着弾した。フルゼビッチ准将は黒海とベラルーシからのミサイルへの対応が難しい事を認めつつも、迎撃のために有効なシステムが開発されたと説明。現在は民間人への被害を最小限に抑えるシステムを開発中だとしている。
同じく、リヴィウのアンドレイ・サドビー市長はTelegramを通じて巡航ミサイルが空港近郊に着弾したことを速報。ウクライナ独立通信社はKh-555と見られる巡航ミサイル6発が黒海方面から発射され、うち4発が操業停止中のリヴィウ州立航空機修理工場に着弾、一人が重傷を負ったものの命に別状はないと報じた。
- ウクライナ独立通信社は、ロシアはミサイルと弾薬を損耗しており、特に3M-54 「カリブル」とBM-30「スメーチ」の生産工場の操業を24時間体制に切り替えていると報じた[440]。
- プーチン大統領はこの日行われたモスクワ・ルジニキ・スタジアムで行われたロシアのクリミアの併合から8周年を記念するコンサート「クリミアの春」とハンティ・マンシースクで開幕した独自のパラリンピック代替大会の開会式に相次いで出席して演説を行い、ウクライナ侵攻を「人々を苦しみと集団虐殺から救うことが我々の特別軍事作戦の主な原因であり、動機だ」と正当化する主張を行った[441][442]。
- プーチン大統領は、フランスのマクロン大統領との電話会談で、例として「ドンバス地方の都市への大規模なロケット弾攻撃や砲撃」を挙げ、「ウクライナ軍が日々行っている戦争犯罪が注目されている」と非難した。一方、ロシアはウクライナの民間人を守るために「あらゆる手を尽くしている」と主張した。さらに「（ロシア軍は）平和を愛する市民の命を守るためにあらゆる手を尽くし、無事に避難できるよう人道回廊の設置なども進めてきた」とも主張したという[443]。
- ベラルーシのルカシェンコ大統領はJNNの単独インタビューに応じ、「ロシアはこの戦争に負けません。条約がまとまるまでは、ロシアが軍事作戦を停止することはない」「ウクライナがロシアの提案に応じなければ、“降伏文書”に署名するしかない。このチャンスを逃してはいけない」などと述べ、「降伏文書」という脅しとも取れる強い言葉でウクライナ側をけん制した。

また、ルカシェンコ大統領はチェルノブイリ原発にベラルーシが電源を供給した件について「プーチン大統領から『使用済み核燃料を冷却できないとヨーロッパが危機に晒される』と電話で要請された」などと述べた。

### 3月19日
- ロシア軍は、400人が避難していたマリウポリの美術学校を爆撃したとされる[445][446]（マリウポリの芸術学校への爆撃）。
- NHKは、「ロシア軍は、東部の要衝マリウポリで都市を孤立させたうえで激しい市街戦を行っているとみられるなど、東部や黒海沿岸周辺の南部で攻勢を一層強めている」と報じた。

情勢の分析を続けるイギリスの国防情報当局のトップは、地元メディアに対して「ロシア軍は、ウクライナ軍の激しい抵抗などで、当初の目標が達成できていない。無謀で無差別な攻撃を含む消耗戦に移行し始めた」と指摘するなど、市民の犠牲がさらに増えることが懸念されている。また、避難所となっていたマリウポリの劇場が破壊されたことについてゼレンスキー大統領が「これまでに130人以上が救助されたと聞くが、いまだに数百人ががれきの下にいる」と述べるなど、救助は依然難航しているとみられる。
ロシアのプーチン大統領と18日に電話会談を行ったフランスのマクロン大統領は、マリウポリの情勢について「非常に懸念している」と伝えるとともに軍による包囲を解除し、すぐに停戦するよう求めた。一方、首都キーウをめぐる戦況についてアメリカ国防総省は、ロシア軍の地上部隊に目立った前進はみられず、ウクライナ側の激しい抵抗にあっていると分析した。
- ロシア国防省報道官は極超音速空対地ミサイル「Kh-47M2 キンジャール」を18日に使用し、イヴァーノ＝フランキーウシク州デリヤティン（ウクライナ語版）に所在するウクライナ軍の大規模地下武器貯蔵施設を破壊したと発表した。イタルタス通信によると、ウクライナでの軍事作戦で極超音速ミサイルが使用されたのは初めてという[注 3]。米国や英国の国防当局が「ウクライナ軍の激しい抵抗によりロシア軍が想定外の苦戦を強いられている」と分析する中、最新鋭の極超音速兵器の投入を公表したのは軍事力を誇示する狙いではないかと時事通信は分析、これによりロシア軍が攻撃を一層激化させる懸念も高まっていると報じた。

キンジャールについては、ロシア軍は侵攻開始前の2月19日に発射演習を実施していた。
また、国防省報道官はオデッサ州にある軍の無線偵察施設を地対地ミサイル「バスチオン」で破壊したことも発表した。
- ウクライナのメディアは、マリウポリの鉄鋼会社が所有する欧州最大規模の工場がロシア軍により破壊されたと伝えた。ロシア国防省は18日、マリウポリの包囲強化と市中心部での戦闘を発表し、攻撃拡大を予告していた。一方でウクライナ軍はマリウポリが面するアゾフ海へのアクセスが一時的にできなくなったと明らかにした[449]。
- マリウポリの市議会は、「この1週間で数千人の市民が強制的にロシア領へ連れて行かれた」と発表した[450]。これに対し、ロシア側は「ロシアへ避難しているのは本人たちの希望だ」と主張している[451]。
- 戦争研究所（ISW）は、19日に公開した報告書「ロシアの攻撃戦評価」[452]で、ウクライナを掌握しようとするロシアの攻撃が「最上限に達した」と評価、米軍当局同様、膠着状態が数週から数カ月続く可能性があると分析し、「特に長引く場合、戦況は非常に暴力的で血みどろになる可能性が高い」と見通した。またISWはこの動的膠着状態はロシア・ウクライナ両国が状況の転回なく戦闘を展開する条件になると指摘、「ロシアはウクライナの戦闘継続の意志をくじくためにウクライナの民間人に対する爆撃を拡大するだろう」と見通した。

これに関し、英国王立防衛安全保障研究所のジャック・ワトリングは「今後2週間が非常に決定的になるだろう」「ロシアは攻撃を強化するシグナルを示している」と述べたと、『ワシントン・ポスト』が報じた。
ベン・ホッジス元アメリカ欧州陸軍司令もまた「西側はベルリン空輸作戦のような規模と緊迫感を持ってウクライナに対する支援を早急に拡大しなければならない」と述べたとニューヨーク・タイムズが報じた。
- ウクライナ軍はロシア南部軍管区の第8諸兵科連合軍司令官であるアンドレイ・モルドビチェフ中将を殺害したと明らかにした。ロシア側の確認はない。これでウクライナで死亡したとされるロシア軍の将軍は5人目となる[454]。

### 3月20日
- ロシア海軍黒海艦隊副司令官アンドレイ・パリーがウクライナ軍に射殺されたことが確認された[455]。
- ロシア国防省が19日発表した極超音速空対地ミサイル「キンジャール」使用に関する発表について、同省がTwitterなどソーシャルメディアで公開した動画を米メディアなどがGoogle Earthを通じて検証したところ、着弾地点はイヴァーノ＝フランキーウシク州デリヤティンというロシア側の主張とは異なり、ウクライナ東部の農業地帯とみられることが明らかになった。毎日新聞も同じ手法で追試を行っている。

また、米メディアや専門家はロシアが公開した動画について、「ミサイル貯蔵施設が破壊されたのであれば爆発規模が小さい」など疑義を指摘しており、キンジャールを使用した可能性はあるもののミサイル施設が破壊されたかは定かではないとしている。
- ロシア国防省はクリミア上空からキンジャールを発射し、ミコライウに所在するウクライナ軍の燃料貯蔵施設を破壊したと発表した[456]。
- ウクライナ国防省は、数少ない信頼する人物の一人にプーチン大統領が新たな攻撃命令を出し、ゼレンスキー大統領やシュミハリ首相らウクライナ首脳陣の殺害を目的に新たな傭兵が投入されたと明らかにした。ウクライナ国防省はこれまでの同様の試みは全て失敗してきたと指摘したうえで「ウクライナ当局はロシア側の計画を把握しており、いかなるテロ攻撃も成功しない」とロシア側を牽制している[457]。
- マリウポリ市当局はTelegramで「昨日（19日）、ロシア軍に美術学校が爆撃された」と公表。学校には女性や子ども、高齢者約400人が避難していたが、「今もがれきの下敷きになっている」と訴えた。ゼレンスキー大統領は20日に公開した動画で、数百人が避難していた学校への爆撃は「テロ」だと非難。戦争を終わらせる唯一の方法として、プーチン大統領との直接会談の開催を改めて呼び掛けた。

また市当局は、住民の一部がロシアに強制連行され、ウクライナのパスポートを没収されたとしている。マリウポリが属するドネツク州の行政担当者は、これまでに1,000人以上がロシア軍に強制連行されて収容所に送られ、パスポートなどの書類を没収されたほか、携帯電話も検査されているとして、国際社会の介入を呼び掛けた。
- 壊滅的な被害を受けているマリウポリについて、ロシア国防省は21日午前5時までに降伏するよう最後通牒を送ったと、ロシア国営メディアが報道した。降伏すれば、避難ルートを開くとしている。

これに対し、ウクライナのイリーナ・ベレシュチュク副首相は「降伏は選択肢にない」と現地メディアの取材に答えた。また、子どもらがロシアに連れ去られていることに憤慨し、避難ルートの即時開放を求めた。

### 3月21日
- ウクライナのスームィにあるスームィキンプロム化学工場からアンモニア漏れが発生した[460][461]。
- ウクライナ国防省は、ウクライナがアゾフ海北岸へのアクセスを失い、ロシア軍がウクライナ東部の親露派支配地域とクリミア半島をつなぐ回廊を一時的に確保したと発表した[462]。
- ロシア外務省は、日本による制裁を受けて北方領土問題を含む日本との平和条約締結交渉を中断すると発表した。北方領土への旧島民の墓参などを目的とした日本とのビザなし交流の停止や、北方領土での日本側との共同経済活動から撤退する意向を表明した[463]。
- ヘルソンで住民が行っていた抗議デモに対し、ロシア軍が発砲。BBCの記者は、発砲の模様を撮影した動画とともにこれを報じた[464][465]。クレーバ外相は銃撃で負傷した男性をとらえた動画をTwitterに投稿し、「平和的に抗議していた非武装の人々に発砲した」と訴えた[466]。
- ウクライナ内務省によるとロシア兵1人がウクライナ軍に投降したと発表した。ロシア兵は戦車を持参して投降した為、戦後に賞金の1万ドルと市民権が与えられるという[467]。
- ウクライナ外務省は、東部ドネツク、ルガンスクの2州から19日に、子供2389人がロシア軍によりロシア領に連れ去られたとの情報を得たと発表した[468]。
- CNNは、「ロシア軍が作戦を統括する司令官を任命しないままウクライナ侵攻に踏み切った可能性がある」との見方を報じた。米当局は司令官任命を確認できていないという。当局者らは、ロシアのプーチン大統領が侵攻作戦の全容を政府中枢だけにしか知らせず秘密主義を取っていたと指摘。結果、現場に展開する多くの軍司令官は侵攻直前まで任務を知らず、各軍が連携して準備できなかったと分析。現地やウクライナ周辺においても全体を統括する司令官がいないため、ロシア各地から動員された各部隊は補給物資を奪い合うなど、連携せずに独自に行動しているもようで、統率が取れず侵攻停滞の主要因になっていると指摘している。加えて、ロシア軍は通信手段も確保できておらず、前線の兵士と各部隊の司令官が携帯電話など機密性のない手段を使っているため、通信を傍受されて反撃を招いているという[469]。

### 3月22日
- ウクライナ軍は3月22日朝の定例作戦報告において、北東部スムイ州のオクティルカ地区で「不服従」により、約300人のロシア軍の兵士が命令の遂行を拒否したと発表した。

東部のルガンスク州では、一時占領地域でロシア軍が市民を徴用したものの、人口の大部分が占領者の政策を支持していないため、武器を取ることを望まず軍から隠れているという。加えて、動員される人々はほとんどが軍務についたことがなく、軍事的専門性も持っていない。
- ウクライナ軍はFacebookへの投稿で、「数日間にわたる戦闘を経て、首都キーウの約48キロ西部に位置するマカリウを奪還した」と発表した。なお、CNNはウクライナ軍の主張について独自に確認できていないとしている[471]。
- 米国防総省高官は、ウクライナに侵攻したロシア軍が投入した戦力の1割以上を失った可能性があるとの分析を明らかにした。ロシア軍が補給の計画を怠り、食料や燃料の不足に悩まされ続けていると強調。防寒具も足りず、兵士が凍傷にかかって戦線離脱した部隊もあると指摘した。

ロシア軍の生物・化学兵器使用に関しては「差し迫った兆候はない」とし、状況を注視していると語った。ロシア軍は生物・化学兵器を扱う部隊を保有しており、ウクライナでの活動について情報収集しているという。

### 3月23日
- アメリカ国防省の高官はウクライナに侵攻したロシア軍がウクライナ側の激しい反撃を受け、首都キーウ周辺から後退したとの分析を明らかにした[473]。
- ロシアの独立系メディア「アギェンツトォバ」はセルゲイ・ショイグ国防相が3月11日に国営テレビに出演したのを最後に表舞台から姿を消し、ロシア軍のウクライナ侵攻を統括指揮する立場にありながら、この2週間近く公式の場に姿を現していないことを指摘した[474]。これに対しロシア大統領府は多忙のためだと説明した。ドミトリー・ペスコフ大統領報道官は報道陣に対し、「国防相には現在、対応を要することが多々ある。特別軍事作戦が進行中だ」「今はメディア活動の時ではない」と説明した[475]。また同日に、アントン・シルアノフ財務大臣と国防調達に関する財政支援と、ロシア軍に対する財政支援について話し合ったとの報道がされた[476]。
- ロイターは、ロシアのウクライナ侵攻への抗議行動として、ロシア大統領特使アナトリー・チュバイスが辞任して出国したと報道した。ロシアに戻るつもりはないという。ロイターはチュバイス特使にコメントを求めたが拒否された。大統領府のペスコフ報道官も、チュバイス特使の辞任を確認した[477]。
- ウクライナ政府は、欧州連合の資金拠出を受け、廃棄物サンプルや廃棄物処理に使われるパッケージングの現場分析などを行っていたチェルノブイリ原子力発電所近くの研究施設をロシア軍が破壊、放射性核種のサンプルが同研究所から持ち出されたと伝えた。これに関しウクライナ政府は、ロシアが同サンプルを使って「文明世界ではなく自らを害する」ことを望むと述べている[478]。

### 3月24日
- ウクライナ海軍は、ベルジャーンシク港に停泊していたロシア軍のアリゲーター型戦車揚陸艦「オルスク」を撃沈したことを公表し、動画と写真を公開した[479]。
- ロシア軍の空爆により、マリウポリにあったドミトリー・チェレパノフ（Dmitry Cherepanov.）運営の個人博物館「Club-8bit[480]」が焼失したことがTwitterやFacebook等のSNSを通じて報告された。これにより、同博物館が所蔵していた500を超えるレトロPCやゲーム専用機なども失われた。所蔵品にはApple IIc、Atari 400、Commodore 64といった西側の名機のみならず、ソビエトで生産された極めて希少な機器も含まれていた。現在、チェレパノフはバーチャル博物館も含め、博物館再構築を望んでいるという[481][482]。

### 3月25日
- ウクライナ軍参謀本部は昨日のベルジャーンシク港への攻撃戦果の情報を更新。撃沈したのはタピール級揚陸艦BDK-69「オルスク」ではなく同級揚陸艦BDK-65「サラトフ」であったと訂正、またロプーチャ級揚陸艦BDK-64「ツェーザリ・クニコフ（ロシア語版）」と同級揚陸艦BDK-46「ノヴォチェルカスク（ロシア語版）」にも損傷を与えたと発表した[483][484]。
- ロシアの国防省は作戦の重心について、ウクライナの東部にある親露派の支配地域を拡大する方針を明らかにした[485]。また、ロシア軍幹部は、当初立てていた戦略について、ウクライナの東部にある2つの州を制圧することを優先する姿勢を示した[486]。
- アメリカ国防総省の高官は、「2008年の侵攻以降、ロシア軍がジョージアに駐留させている部隊のうち、ある程度の数が移動している」と明かし、「ウクライナに援軍を送り込もうとする初めての兆候だ」と指摘した。ただし正確な数や日程は分からないと述べ、今後も状況を注視するとしている。一方、ベラルーシ軍の動きに変化はなく、侵攻に参戦する様子や兆候はみられないとも述べた[487]。

### 3月26日
- ロシア国防省は、ウクライナ軍使用の西部のリビウ一帯にある燃料施設に加え、修理の工場を高精度のミサイルで攻撃したことを3月27日に明らかにした[488][489]。リビウの当局によれば、この攻撃によって、7人がけがをしたという[489]。これについて、リビウのサドビー市長は記者会見の中で、「侵略者たちはきょうの攻撃で、ポーランドにいるバイデン（米）大統領にあいさつしたいのだろう」と述べた[488]。
- イギリスの国防省は分析として、「ロシア軍は、人口密集地を含むウクライナ全土の標的に対し、空軍の戦力とミサイルによる攻撃を続けている」と、ミサイルを用いた「遠距離からの攻撃」を強めていることを明らかにした[489]。
- ロシア軍はウクライナの北部にあるチェルノブイリ原発近くのスラブチッチという都市を制圧した。これについて、国際原子力機関のグロッシ事務局長は3月26日の声明の中で、「ウクライナ側から通知があった」ことをと明らかにした上で、チェルノブイリ原発では、1週間近くにわたって、原発の作業員の交代が行われていないと述べている[488]。
- テレグラフ紙のインタビューに応じたリズ・トラス英外相は、ロシアの個人と企業に科している資産凍結制裁について、「ロシアがウクライナから部隊を撤退させて侵攻の終結を約束すれば解除が可能になる」との認識を示した。また、「制裁は完全な停戦と撤退に加え、さらなる侵攻がないことをロシアが確約した場合にのみ解除すべきだ」と述べ、その上でロシアが制裁解除後に再び侵攻した場合は直ちに再制裁を科す可能性があるとも強調した。

なお、英政府がこれまでに凍結しているロシアの銀行の資産は5,000億ポンド（約6,550億ドル）相当、オリガルヒおよび家族の純資産は1500億ポンド（約1,965億ドル）超にのぼるという。
- ロシア連邦共産党のセルゲイ・サボスチャノフ（ロシア語版） モスクワ市議会議員は、ウクライナに続いてカザフスタンの「非ナチ化」と「非軍事化」を求めた。

サボスチャノフの提出したレポートには「ウクライナの非軍事化と非ナチ化は、ウクライナ、ロシア、そしてヨーロッパ全土の人々の持続可能な安全を確保することだろう。ロシア連邦の安全を確保するためのより完全なプロセスとして、ウクライナに加え、バルト諸国（リトアニア、ラトビア、エストニア）、ポーランド、モルドバ、カザフスタンを非ナチ化および非軍事化することが適切だと考える」と述べられている。このレポートをSNSで公開したヤブロコ党モスクワ支部副支部長キリル・ゴンチャロフ連邦局員はサボスチャノフの主張に対し「恥を知れ」とコメントしている。

### 3月27日
- ウクライナ国防省の情報総局トップは、「キーウ攻略作戦は失敗していて、もはやウクライナ政府を転覆させることは不可能だ」と述べた上で「すでにロシアの作戦の焦点はウクライナの南部と東部に移っている」とした[486][492]。さらに、ウクライナの国防省情報機関トップは「ロシアのプーチン大統領が制圧した地域との間に分断ラインを設置」した上で「ウクライナを韓国と北朝鮮のように二つに分割することを考えている可能性がある」とも発言している[486][492]。
- ゼレンスキー大統領はロシアのジャーナリストとのビデオインタビューで、ロシアとの和平合意の一環として、ウクライナの中立化と東部ドンバス地方を巡る譲歩を協議する用意があると述べた。大統領は「安全保障の確約と中立性、非核保有国の地位。われわれはこれに向かって進む用意がある」とロシア語で述べ、「和平合意は第三者が保証し、国民投票にかける必要がある」「停戦とロシア軍の撤退なしでは和平合意の実現は不可能だ」との考えも示した。これに対し、ロシア政府はこのインタビューをロシア国内で報道しないようメディアに警告したという。

一方、ウクライナ軍の情報機関トップは、「プーチン大統領がウクライナを二つに分断し、東部を掌握しようとしている」との見方を示し「ウクライナに南北朝鮮をつくろうとする試みだ」と述べた。
- トルコ大統領府は、同日レジェップ・タイイップ・エルドアン大統領がプーチン大統領と電話協議し、ウクライナとロシアの次回の和平交渉を今週イスタンブールで行うべく合意したと明らかにした。ウクライナとロシアの交渉担当者らも、協議が3月7日のベラルーシ以来の対面形式で行われる事を確認した[493][494]。
- ウクライナ東部の親ロシア派地域である「ルガンスク人民共和国」の現職首長レオニード・パセチニクは、ロシアへの編入の是非について「共和国で近い将来に住民投票が行われると思う」とした上で「住民は憲法上の権利を行使し、ロシア連邦への加入について意見を表明するだろう」と述べ、住民投票を行う可能性があると明らかにした[495]。
- ドネツィク州マリウポリで、ロシア軍が2000人以上の子どもを連れ去っているとゼレンスキー大統領は主張した[496]。

### 3月28日
- 米国務省高官は、プーチン大統領が現時点で戦争終結に向け「妥協する用意はないもよう」で、ゼレンスキー大統領がどのような決断をしなければならないかは不明という認識を示した。また、ロシア大統領府のペスコフ報道官は、停戦交渉がトルコで29日から始まる可能性があるとし、対面交渉の重要性を強調した[494]。
- イルピンのオレクサンドル・マルクシン市長は、Telegramに投稿した動画でウクライナ軍がイルピンを完全に奪還したと表明。「さらなる攻撃を受けるだろうが、勇気を持って防衛する」と述べた[497]。
- 英国防省は、民間軍事会社ワグネルの傭兵がウクライナ東部に展開していると発表した。ロシアは作戦の重心を東部に移す方針を表明しており、戦力強化のため正規軍とは別に投入されたと推察される。ロシアの傭兵がウクライナで公式に確認されたのは今回が初めてとなる。

ワグネルはプーチン政権に近く、シリアやアフリカなどの活動において民間人殺害への関与も指摘されている。英国防省は、ロシアが「重大な損害と侵攻の停滞」を受け、ワグネルを投入せざるを得なかった模様だと分析、幹部を含む1,000人以上が投入される見込みと述べた。
- ウクライナ軍参謀本部は、ジョージアの南オセチア自治州に駐留するロシア軍部隊150名がクリミア半島に到着したと発表した。この部隊も東部攻略に投入される可能性があるという[498]。
- 米国防総省高官は、ロシア軍がウクライナ東部で侵攻の動きを強めていると記者団に明らかにした。キーウ方面への侵攻は25日頃から停滞しているものの、依然長距離砲撃は継続されている事実についても言及した[498]。
- ウクライナ国営通信によると、マリウポリの市長は民間人の死者が約5,000人にのぼっていると公表した。このうち約210人が子どもであり、また依然として約16万人が市内から脱出できない状態にあるという[498]。
- スビリデンコ第一副首相兼経済相は、ロシアの軍事侵攻でこれまでに被ったウクライナの経済損失が約5,650億ドル（約70兆円）に上るとの試算をフェイスブックに投稿した。その上で、国内で凍結したロシア資産の接収などにより、一部を穴埋めする意向を示した。副首相は「ウクライナはあらゆる障害を乗り越え、侵略者に賠償金を要求することを目指す」と訴えた[499]。
- 『ウォールストリート・ジャーナル』（WSJ）は、関係者の話として、ロシア人富豪ロマン・アブラモビッチとウクライナの交渉代表団が、両国間の停戦交渉を妨害しようとするロシアの強硬派により毒を盛られた疑いがあると報じた。AFPが取材した関係筋も、同紙の報道を事実と認めた。ロシア政府同様に西側諸国の制裁を受けているアブラモビッチは各地で行われる両国間の交渉に参加していると報じられている。

関係者がWSJ紙に語ったところによると、キーウでの協議後、アブラモビッチと少なくとも2人のウクライナ代表者が、目の充血や痛み、涙目、顔や手の皮膚の剥離などの症状を訴えた。その後回復し、命に別条はないとされている。実行者の正体は不明だが、被害者達は停戦交渉を妨害しようとするロシアの強硬派による犯行を主張しているという。また、WSJ紙の取材に応じた英検証サイト「ベリングキャット」のクリスト・グロゼフ（Christo Grozev）研究員は「これは殺害の意図はなく、単なる警告」であるとの見方を示した（2020年、グロゼフ研究員はアレクセイ・ナワリヌイが神経剤による毒殺未遂に遭った事件について、ロシア政府の工作員が実行したとの調査結果を出している）。グロゼフ研究員はアブラモビッチの被害の様子を捉えた画像は見たものの、毒物検出のためのサンプル採取は間に合わなかったと述べている。また、グロゼフ研究員はツイッターへの投稿で、被害に遭った3人は「症状が出るまでの数時間、チョコレートと水しか口にしていなかった」とも説明している。
- ウクライナのドミトロ・クレーバ外相は翌29日からトルコで行われるロシアとの協議において、「ウクライナの最も野心的な目標は停戦に合意することだ」「（今週トルコで行われるロシアとの和平交渉について）最小限のプログラムは人道的問題だ。そして最大限のプログラムは停戦に関するもので、永続的な合意に達することだ」「大統領は我々の代表団に明確な指示を出した。我々は市民、土地、主権を取引しない。これは交渉の対象にはならない。我々の立場は、国際法とウクライナ軍、ロシアに対する国際的な制裁、侵略者を阻止するために我々に渡された兵器によって強化され、支えられている」とウクライナのテレビで表明した。また、アブラモビッチが和平交渉後に中毒が疑われる症状を発症していたとの報道に言及し、「ロシアとの交渉に向かう人は、何も食べたり飲んだりしないことを勧める。そして、できれば、何の表面にも触れないほうがいい。第2に、誰かがどこかで聞いた話、どこかの情報筋によると、といった話は沢山ある。誰もがニュースやセンセーションに飢えているからだ」と述べた。

同様に、アブラモビッチに関する報道についてウクライナ代表団のポドリャク大統領顧問は「多くの臆測、様々な陰謀論がある」と指摘し、否定的な見解を表明。他の交渉担当者も「信ぴょう性の低い情報」を信用しないよう呼び掛けた。

### 3月29日
- ロシアとウクライナは29日、トルコのイスタンブールで高官級の停戦交渉を対面形式で再開した。この協議でウクライナ側は関係国による安全保障と引き換えにNATO加盟を断念する「中立化」方針を伝えたと明らかにした。ウクライナは軍事同盟に加わらず軍事基地も提供しないこととなる。また、協議終了後にロシアのフォミン国防次官は停戦交渉を前進させるための信頼醸成措置として、首都キーウと北部チェルニヒウ方面での軍事作戦を大幅に縮小すると表明した[502]。
- ロシア大統領府のドミトリー・ペスコフ大統領報道官は、28日の「ロマン・アブラモビッチ氏がウクライナをめぐる停戦交渉参加中に毒を盛られた疑いがある」という報道に対し、「情報妨害の一環、情報戦の一環」であり、現実に即していないと一蹴した。ウクライナ代表団のミハイロ・ポドリャク大統領顧問はこの件に関する見解を示していない。

一方でペスコフ報道官は、ロシアの他のオリガルヒと共に制裁対象となっているアブラモビッチが、イスタンブールでの停戦交渉に参加している事実については認めた。ペスコフ報道官によると、アブラモビッチはロシア代表団の公式メンバーではないが、仲介役として「ロシア、ウクライナ間の接触を維持する」ことに関与。この役割には双方の承認が必要となるものの、「アブラモビッチ氏については承認が得られている」としている。
- ロシア国防省のフォミン次官は、イスタンブールで記者団に対して「キエフ周辺とチェルニヒウでの軍事作戦を大幅に縮小することを決めた」と述べた[504]。
- 米英独仏伊の首脳は電話会談によってロシアとウクライナの停戦協議を受けた対応などを協議した。ホワイトハウスによると、5か国首脳は約50分間の会談で対露制裁措置や対ウクライナの軍事支援の継続を確認、ウクライナ国内外の避難民への人道支援についても話し合ったという。バイデン大統領は会談後に記者会見し、ロシアがキーウ周辺などで軍事行動を大幅に縮小すると発表したことについて「ロシアの行動がどういうものか見るまでは（その意図を）読み取ることはしない。状況を注視し続ける」と、慎重な見方を示した。

また、英首相官邸によると、5か国首脳は会談でロシア産エネルギーの依存脱却に向けた協力についても議論、対露制裁に関しては「ウクライナでの恐怖が終わるまで、西側諸国の決意の緩和はあり得ない」との認識で一致したという。ボリス・ジョンソン首相はプーチン大統領について「言葉ではなく行動で判断しなければならない」と強調し、ロシア軍が完全撤退しない限り安易に妥協すべきでないとの立場を示した。
- ウクライナ軍参謀本部は、「ロシア軍が一部の部隊をキーウ周辺などから移動させる一方、チェルニヒウやハリコフなどの包囲を続けている」と発表した。キーウ周辺など約10カ所の地域に対しても攻撃の兆候が見られるとし、「敵はウクライナに全面的な武力攻撃を続けている」と結論づけた[506]。

### 3月30日
- ウクライナ当局と赤十字国際委員会は、マリウポリの赤十字の施設がロシア軍による攻撃を受けたと発表した。ウクライナ議会のリュドミラ・デニソワ（Lyudmyla Denisova）人権委員はSNSへの投稿で、公式な赤十字のマークが描かれていたにもかかわらず、赤十字国際委員会所有の建造物がロシア軍の空爆や砲撃を受けたと説明。爆撃が行われた日時には言及しておらず、死傷者数は不明としている。

赤十字国際委員会の広報担当者もAFPに対し、SNSに出回っている破壊された建物の画像がマリウポリにある赤十字の倉庫であることを認めた。倉庫に保管されていた援助物資は全て分配済みだったが、現地に職員がいないため被害状況は確認できていないという。
- 米国防総省のカービー報道官は記者会見で、キーウ周辺を離れた一部のロシア軍部隊がベラルーシ国内に入ったことを明らかにした。ただし、キーウ周辺を離れた部隊は現地に集結していた全体の「20%以下」に過ぎず、しかもロシア国内の駐屯地に帰投する部隊は確認されていないことから「撤退ではなく、部隊の再配置だ」との見方を強調。ドンバス地方などでのロシア軍の攻勢に警戒感を示した。また、キーウ周辺に派遣されている部隊の大部分は依然として現地にとどまり続けており、キーウは現在もロシア軍の砲撃や空爆を受け続けていると強調した[508]。
- ゼレンスキー大統領は、担当国にウクライナへの武器供与や対ロシア制裁を実施させるための働き掛けが不十分だったとして、モロッコ、ジョージア両国に駐在する各ウクライナ大使を解任すると発表した。大統領はビデオ演説で「ウクライナが自衛し、未来のために戦えるよう働く者もいれば、地位にしがみ付き時間を浪費する者もいる」として、後者を解任すると説明した。既に駐ジョージア大使は3月、ジョージアが対ロシア制裁に加わらなかったことを受けて、審議に出席するために呼び戻されていた。なお、ジョージアはウクライナへの義勇兵の渡航も禁止している。

大統領は「申し訳ないが、武器（供与）も（対ロシア）制裁もロシア事業への制限も実現できないのでは、他の仕事を見つけてもらいたい」と述べ、さらに「外交戦線は重要な場であり、全員が効率的に働かねばならない」として、「中南米や中東、東南アジアに駐在するわが国の外交官や武官が近日中に成果を出すことを期待する」と呼び掛けた。

### 3月31日
- イギリス政府通信本部のジェレミー・フレミング長官は、オーストラリア国立大学で行った講演で、ウクライナに侵攻したロシア軍が自軍の航空機を誤って撃墜したと明らかにした。一部のロシア兵が命令に背いたり、自分たちの装備を破壊したりしているとも述べた。いずれも証拠に基づくものだといい、ロシア軍の士気の低下や指揮命令系統の混乱が軍事活動に影響しているとの見方を示した。

フレミング長官は「プーチン大統領は状況を著しく見誤っている」と強調。ウクライナの抵抗や西側諸国の制裁の影響などを過小評価する一方、自軍の実力を過大評価していると指摘した。「プーチン大統領の顧問らが真実を伝えることを恐れている」ことが背景にあると付け加えた。
- エネルゴアトム社は、チェルノブイリ原発について、ロシア軍が完全撤退し、かつ同日付の文書によりウクライナ側に正式に移管されて管理を取り戻したと発表、国際原子力機関も近日中の支援団派遣に向けウクライナ当局と調整していると明らかにした[511]。

また、エネルゴアトムは1986年のチェルノブイリ原発事故による放射性物質の汚染が深刻な地域で、ロシア兵らが塹壕を掘っていたと指摘。「被ばくで健康被害の兆候が出たことに驚き、慌てて退却したとしてもおかしくない」との臆測も示した。国際原子力機関も駐留していたロシア軍部隊がベラルーシ方面に向かったとの報告をウクライナ側から受けたものの、ロシア兵らの被ばくの程度は確認できていないという。
- プーチン大統領は徴兵（兵役期間1年、18～27歳の男性が対象）に関する大統領令に署名した。4月1日から7月15日の間に新たに13万4500人を招集する。ロシアメディアによると、規模は例年並み。ショイグ国防相は29日に「対象者が『ホットスポット』に送られることはない」と述べており、徴兵もウクライナでの「軍事作戦」には関係ないとしているが、ロイター通信は、「数カ月の訓練後、前線に送られる可能性を指摘する見方もある」と報じている[513]。
- ロシアはマリウポリからウクライナ側へ市民を退避させるため人道回廊を4月1日に設けると発表した[514]。
- ベレシュチュク副首相は、人道回廊を通じてメリトポリを出発したバスがロシア軍に止められ、搬送していた赤十字の人道支援物資ごと「持ちさられた」と明らかにした。12台のバスには14トンの食糧や医薬品が積まれていたという。副首相は「国際赤十字の仕切りが悪く、ロシア軍の没収を招いた」とも批判した。また、「バスを取り戻せるよう4月1日にもロシア側と交渉する」と述べた。現地では翌1日以降、人道回廊を通じて多くの市民が街を脱出する予定で、ウクライナ政府もさらに支援するとしている[515]。
- ロシアのユーリー・ボリソフ（ロシア語版）副首相は、海外からのリース機をロシア籍に再登録することを認める法律が成立したことから、対ロシア制裁によりリース契約を解除されロシア国内で保管されている航空機400機余り（市場価格約100億ドル）を返還せず国内にとどめると発表した。

既にこれらのリース機の登録先の大半を占める英領バミューダとアイルランドが各機の耐空証明を停止していることから、通常は運航停止が義務となる。また、ロシアの各航空会社も提携企業との関係悪化を憂慮して新法の活用を躊躇しているが、ボリソフ副首相は全てのリース機の再登録が完了したと強調した。

## 2022年4月

### 4月1日
- ロシアのベルゴロド州知事は朝、ウクライナ国境に近いベルゴロド市の燃料貯蔵施設で火災が発生したと報告した。同氏は「ロシア連邦領内に低空飛行で進入したウクライナ軍ヘリコプター2機の空爆で、燃料貯蔵施設に火災が起きた」と述べた。火災で施設の従業員2人が負傷したが命に別条はないという。付近の住民には退避措置がとられた。ウクライナのドミトロ・クレーバ外務大臣は情報不足でコメントを避け、国防省と参謀本部はコメントの要請に応じなかった[517]。
- タイムズは、ロシア軍がジョージアの国内で親ロシア派が支配する2地域からの派遣された援軍（南オセチアからの約1200人と、アブハジアからの約800人）のうち約300人が持ち場を離れ脱走#軍隊における脱走し、ヒッチハイクをするなどして原隊駐留地である南オセチアに戻ったと報道。今回の侵攻での「初の大規模な反乱」とみられると伝えた[518]。
- クラスノダールでロシア国家親衛隊員12人がウクライナへの出動命令を拒否して免職され、不当解雇訴訟を起こしたことが『フィナンシャル・タイムズ』によって報じられた。この訴訟における親衛隊員らの弁護士ミハイル・ベニヤシは、これまで弁護チームには約1,000人から連絡があったと語り、「戦いに行きたくない兵士は多い」とコメントした[519]。
- ロシア与党「統一ロシア」に所属するロシア連邦国家院議員マリア・ブティナ（英語版）[520]はBBCの番組『ハードトーク』に出演し、ウクライナでの「特別軍事作戦」は完全に計画通りに進んでいると述べた。ただしその後に、「作戦の内容は国会に共有されていない」とも語った。また、「ロシア側にそのつもりがあれば軍事作戦を一気に終わらせることもできるが、ロシア側は民間人に被害を出さないよう慎重に動いている」とも話した。これはウクライナ国内では3月29日時点で民間人1179人死亡・1860人負傷という国連人権高等弁務官事務所の発表とは大きく異なる[521]。
- キーウ北西近郊のブチャに入ったAFP通信の記者が、ロシア軍が後退した後の路上で少なくとも20人の遺体を発見。ロシア軍に殺害された約280人を埋葬した集団埋葬地があることも報じられた[522]。

- テレビサの取材班は、キーウに隣接するイルピンで無差別に殺害されたとみられる住民の遺体複数を発見した。リポーターはバラバラにされた遺体も何体かあったと証言。イルピンやホストメリ、ブチャなどでロシア軍が戦争犯罪に該当する残虐行為を働いたとして、訴追のための証拠を収集している[523]。

### 4月2日
- ウクライナのハンナ・マリャル国防次官は、キーウを含むキーウ州全域をロシア軍から解放したと発表[524]。
- 『ガーディアン』紙は、ブチャからロシア軍が撤退する際、子供を「人間の盾」として使用していたと報じた。さらに全国各地の前線でウクライナ軍を牽制するため、子供たちが多数人質にされたとの訴えが上がっている。ウクライナ最高会議のリュドミラ・デニソワ（英語版）人権担当調査官は「未成年者に対するこういった残忍な行動はウクライナ政府および国際機関によって文書化されている。（終戦後）これらすべての軍事犯罪と戦争犯罪のデータが国際刑事裁判所に提供され、正当な裁きを受けるでしょう」と語っている。

加えて、ブチャでの民間人に対する虐殺や戦争犯罪がオブザーバーに対しても多数報告されており、これに対してゼレンスキー大統領は「退却するロシア軍は、地雷を家屋や遺体に仕掛けてゆくことで"A complete disaster" を生み出している」と述べた。こうした戦術については「ブービートラップ」を参照。
- ローマ教皇フランシスコはキーウ訪問を検討していると述べ、「私たちは他の国々への侵略、野蛮な市街戦、そして核の脅威は遠い過去の悲惨な記憶だと思っていました」と、ウクライナへの侵略についてプーチン大統領を暗に批判した[525]。
- ウクライナの軍事諜報機関は、ウクライナ東部のイジュームの住民が、ロシア陸軍第3自動車化狙撃師団の兵士に毒入りパイを振る舞い、2名を殺害、28名を重態に至らしめたと報告した[525]。
- ウクライナ大統領顧問ミハイロ・ポドリャクは、クレムリンがウクライナを分断する作戦を再計画していると警告した。

「キーウとチェルニーヒウから撤退後のロシア軍の再配備と集中方向とを分析すると、まず東南方面に（ドネツク州とルハンシク州以外にも）新たな足掛かりとなる支配領域を確保する戦術に出ていることが明らかだ。そこから防空網内部に侵入、損耗を抑えようとしている」。
- 赤十字国際委員会は、人道回廊構築に失敗したマリウポリへ新規に救援チームを派遣していると発表した[525]。

### 4月3日
- ゼレンスキー大統領は、ブチャで数百人規模の非戦闘員の遺体が見つかったことを受け、アメリカのCBSニュースに対して「実のところ、これは虐殺だ」と述べた[526][527][528]。ロシア軍が大規模な殺害を行った可能性があり、ウクライナ当局が現地の被害状況の把握を急いでいる[526][527][528]。遺体は手を縛られたままのものや、体の一部が切断され、拷問されたとみられる跡があるものもあり、また地雷をしかけられている遺体もあった[526][527][528]。ロシア国防省はタス通信に対し、ブチャの状況に関し、関与を否定。ウクライナ側による「挑発」と主張した[526][527][528]。
- AP通信は、3月23日にロシア軍に誘拐されたキーフ近郊モティジン市のオルガ・スチェンコ市長が、ロシア側の要求を拒否したため夫と息子と共に射殺されていたと報じた。証言を行った住民によれば、ロシア軍はモティジン全域の地方公務員を標的にし、協力しない者を殺害した。市長とその家族は射殺された後、ロシア軍が占拠していた地域に掘られた穴の中に投げ込まれたという。この報道を受けたイリーナ・ベレシュチュク（英語版）副首相は、スチェンコ市長が殺害されたことを確認し、現在ウクライナ全土で11人の市長や地域のリーダーがロシアに拘束されていると述べた[529]。
- EU欧州理事会のシャルル・ミシェル議長は、ロシア軍による「残虐行為の恐ろしい映像にショックを受けた」とツイートし、EUのロシアに対するさらなる制裁措置が「進行している」と発表した[529]。

### 4月4日

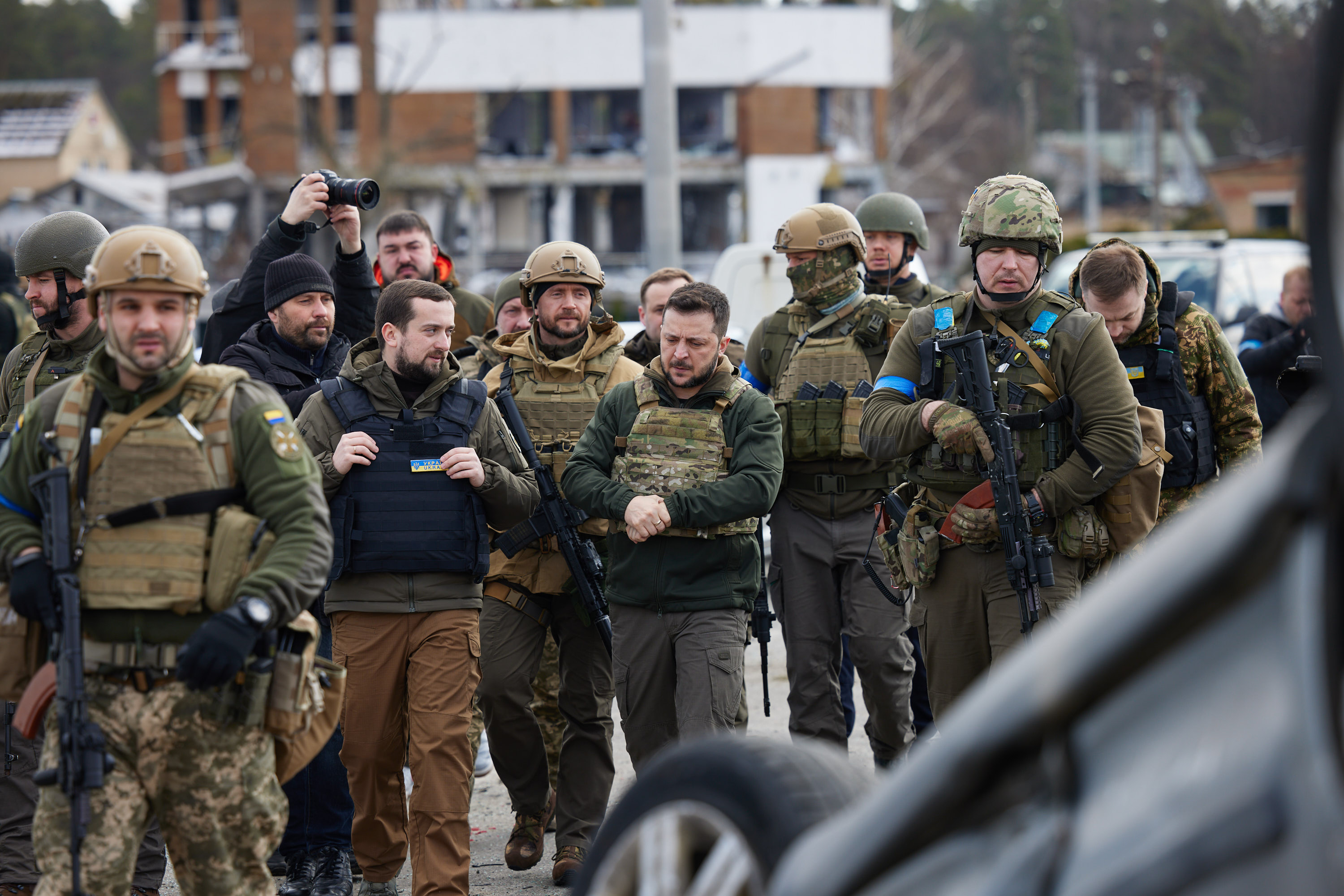
ブチャを訪れたゼレンスキー大統領（4月4日）

- ゼレンスキー大統領はブチャを訪問。記者に対し「残虐な行為に責任がある人を必ず見つける」と述べ、大量虐殺が行われたとの認識を示した[530]。また、「ウクライナのNATO加盟の是非を決めた主要国の要人」についても言及し、「彼らはここに来て、こうしたゲームがどのような結果に終わるのかを目の当たりにすべきだと思う」などと述べた[531]。
- 『ジェーンズ・ディフェンス・ウィークリー』は、画像分析を基にハルキウ州イジューム近郊にロシア航空宇宙軍のSu-35が墜落したと報じた。これはSu-35が戦闘で損失された初の事例となる。ウクライナ軍は撃墜と認定して動画を公開した。パイロットは射出座席を利用して脱出したが、すぐに拘束されたとされる。また、ウクライナ内外の複数のメディアによれば、ウクライナ内務省のアントン・ヘラシチェンコ顧問がウクライナ軍によるSu-35撃墜の事実を確認したという。

一方、Su-57についてはいまだウクライナ戦線への投入が確認されていない。
- アメリカ合衆国財務省は、ロシアによるドル建て国債の償還や利払いについて、JPモルガン・チェースを中継銀行として支払うことを即日禁じた。同日に支払期限を迎えた5億5,000万ドルの国債（8400万ドルの利払いを含む）も禁止対象に含まれるとみられる。4月4日は米欧を中心としたロシアへの経済制裁発動後、5回目の国債支払期限だった。既に制裁による口座凍結で、ロシア中央銀行は約6400億ドルの外貨準備の半分程度を活用できなくなっている[533][534]。
- 『ニューヨーク・タイムズ』はマクサー・テクノロジーズによるブチャの衛星写真とウクライナ側から提供されたビデオとを専門チームを編成して検証、4月1日にビデオに映された11体の遺体が既に3月9日～11日にかけて路上に放置されていたことを確認するとともに、4月3日付のロシア国防省からの虐殺否定声明について虚偽であると結論付けた[535]。
- ロシア軍が包囲を続けるウクライナ東部マリウポリで、市街地に放置されていた遺体がロシア側が支援する部隊によって収容される様子が撮影された。地元住民やウクライナ兵とみられる遺体が街頭や建物から運ばれ、車に乗せられていく様子をロイターの記者が目撃した。遺体は安置所に運ばれるという[536]。
- ウクライナのオレクシー・アレストビッチ大統領府顧問は、キーウ州で判明した民間人殺害などの犯罪行為について、カディロフツィを含む十余りのロシア部隊が関与したとの分析を公表した。

4月4日時点でラムザン・カディロフはマリウポリを拠点に指揮しているとみられ、ウクライナから「町を解放している」と主張。ウクライナメディアは、ロシア軍が多数の正規兵を失うことを懸念し、犠牲が多くなりがちな市街戦にカディロフツィを参加させ、「汚れ役」を引き受けさせているとの見方を示している。
- イリーナ・ベネディクトワ検事総長は、「キーウ郊外のボロディアンカからブチャを上回る民間人虐殺が報告されている」と述べた。同様の虐殺は、スクイやチェルニヒウでも起こっていたとみられている[538][539]。

### 4月5日
- アメリカ合衆国国務長官アントニー・ブリンケンは、ブチャの虐殺に対して「意図的な作戦」と述べ、露軍が組織的・計画的に実行したとの認識を示した[540]。
- キーウ郊外でロシア軍の撤収後に多数の民間人とみられる遺体が見つかった問題を受け、イリーナ・ベネディクトワ（英語版）検事総長は、約5,000件について捜査していると発表。米欧とも連携し、責任を追及する構えを強めている。同日5日にブチャを訪れたウクライナ最高会議のリュドミラ・デニソワ人権担当調査官は、長さ約14メートルの巨大な集団墓地に「150～300体の遺体が埋められていた」と述べ、「全ての犠牲者の死の状況を明らかにする」と強調した。

また、デニソワ調査官は、キーウ州の児童療養施設の地下から後ろ手に縛られた男性5人の遺体が見つかったことや、スームィ州で民間人3人が拷問によって殺害されたことも明らかにした。ウクライナのメディアによると、ザポロジエの州当局者も5日、ロシア軍が撤収した複数の村で最大20人の遺体が見つかったと述べたと報道している。
- ウクライナ国防省の情報機関は、ブチャでの民間人殺害への関与が疑われるロシア軍部隊が、近く東部の激戦地に配備されるとの分析を公表した[540][542]。危険地に送り込み、犯罪の実態を隠す「口封じ」の意図もあるとしている[540][542]。
- リビウのラデキフ地区で深夜に複数の爆発があり、翌6日にリビウのウクライナ軍当局責任者はTelegramへの投稿で、国防軍がラデキフ上空で巡航ミサイル2発を迎撃、これを撃墜したと発表。リビウ郊外に残骸が落下し、使用されていない民間施設で爆発が起きたと述べた。爆発後に発生した火災は緊急当局がただちに消火し、死傷者の報告はなかったという。

同じく翌6日、ウクライナ空軍西部司令部は「ベラルーシから飛来した戦闘機がリビウの民間施設を狙ったとみられるミサイルを射出したが、ウクライナ空軍が対空ミサイルで迎撃、標的への攻撃を阻止した」と表明を行った。
- ゼレンスキー大統領は、国連安全保障理事会の緊急会合でオンライン演説し、ロシア軍によるブチャなどでの民間人殺害について「第二次世界大戦終結以降、最もひどい戦争犯罪だ」「安保理が保障すべき安全保障はどこにあるのか。平和の保障を担うべき国連が、効果的に機能していないことは明らかだ」と述べ、安保理改革と国連加盟国とによる行動を求めるとともに、「ロシアを侵略者、戦争の元凶として排除するか、改革を通じて平和のために機能できると示すか、いずれもできない場合の選択肢は（国連）を完全に解散することになるだろう」と国連変革を訴えた。

ゼレンスキー大統領が安保理で演説するのはウクライナ侵攻が始まって以来初めてで、大統領は「ブチャでの大虐殺は、残念ながら過去41日間、われわれの土地で占領者が行ってきたことの氷山の一角にすぎない」とも指摘、「世界中の潜在的な戦争犯罪者たちに、最大の戦争犯罪がどのように罰されるのか示すべきだ」と強調した。また、国際刑事裁判所（ICC）による調査を含めて「真実を明かし、説明責任を果たすことに国連の全加盟国が関心を持つべきだ」と訴えた。
リンダ・トマス＝グリーンフィールド米国連大使は「米国、はロシア軍がウクライナで戦争犯罪をしたと評価している」と明言したうえで「ロシアの国連人権理事会への参加は国連全体を弱体化させる」と述べ、国連総会での採決を通じてロシアの資格を停止するよう求めた。
アントニオ・グテーレス国連事務総長もウクライナにおけるロシアの戦争犯罪の可能性に触れ「国際人道法の重大かつ深刻な違反がある」と糾弾し、独立した調査を呼びかけた。「安保理が分裂し行動できずにいるのは大変残念だ」とも語り、加盟国にも行動を求めた。マーティン・グリフィス国連事務次長（人道問題担当）兼緊急援助調整官は民間人の避難と救命物資の輸送の安全性確保に向けた具体策をめぐりロシアと協議したと説明し「非常に長い道のりだが、歩き続ける」と表明した。
- 日本ハリストス正教会は3月13日に発表されたボロス神学研究アカデミーの「『ロシア世界』(ルースキー・ミール)教説に関する宣言」に対し日本語訳を提供した[545]。

### 4月6日
- ゼレンスキー大統領は、アイルランドの議会でビデオ演説を行い、「ロシアはウクライナで全ての港湾と、輸出食料を積載する船舶を遮断し（人々を）兵糧攻めにしている」と非難した。大統領は燃料貯蔵所が攻撃を受けるとともに食料貯蔵庫も標的となり、ロシアがウクライナ人の暮らしを破壊していると指摘。「故意に食料危機を引き起こそうとしている」と訴えた。マリウポリではロシアが人道支援を妨害しており、遺体は庭や集合住宅に埋葬され、道路に野ざらしになっているケースもあると強調した[546]。
- ウクライナ国防情報局は、「プーチン大統領とセルゲイ・ショイグ国防相が17〜18歳の未成年者をロシア・ウクライナ戦争に巻き込む準備をしている」と報告した。これらの未成年者はユナルミヤから選ばれる予定である。国防情報局は、彼らの戦線投入は戦闘要員の大幅な不足が原因であると分析している。

また、3月15日、ショイグ国防相は「ウクライナ領土での特別作戦を開始するために、軍事・愛国市民運動ユナルミヤのメンバーを参加させることについて」という命令書に署名しており、ロシア軍軍事・政治総局長ゲンナジー・ジドコがこの命令を実行する形となる。既にロシア軍は先行して17歳から21歳の士官・将校候補生を第6独立戦車旅団に派遣しており、イジューム近郊では戦車の残骸から記章を含む士官候補生の私物が発見されている。
- ロシア大統領府は、プーチン大統領がハンガリーのオルバーン・ヴィクトル首相と電話会談し「ブチャにおけるウクライナの政権の粗雑で恥知らずな挑発」について話し合ったと発表した[548]。
- マリウポリの市議会は、「ロシア軍が移動式の火葬施設を運用している」とSNSに投稿し、ロシア側が市民の遺体を焼却して証拠の隠滅を図っていると訴えた[549]。
- ハカス共和国駐留のロシア国家親衛隊緊急対応特殊課スペツナズ隊員少なくとも11人が、プーチン大統領のウクライナ侵攻作戦に参加する意思がないことを上官に告げたことが、ハカス共和国の地元メディアであるニューフォーカスにより報じられた。

その後、隊員たちはウクライナ国境付近の野営地から連れ出され、ハカス共和国の原隊へ送り返された。軍幹部は「任務に不適任」と、この兵士たちを免職しようとした。11人の隊員は、「指揮官から、負傷者やウクライナでの日々の作戦について沈黙を守るよう命じられた」「家族にも詳細を話さないように指示された」「軍司令部がウクライナにおけるロシア軍の実際の損失をモスクワの中央政府から隠している」として、この決定に異議を唱える用意があるとしている。2022年4月6日時点で、『ニューズウィーク』誌は情報確認を行っているという。
- ウクライナ最高会議のリュドミラ・デニソワ人権担当調査官は、1日の捕虜交換で解放されたウクライナ軍兵士86人の中に含まれていた女性兵士15人が拘束中、「拷問や虐待を受けていた」と明らかにした。

ロシア軍による拘束後、彼女らはまずベラルーシに移送された後、ブリャンスクの公判前収容施設に連行されて男性の前で裸にされたり、スクワットや髪を切ることを強制されたり、尋問を受けたりした。ロシアのプロパガンダ動画撮影への協力を強要された人もいるという。デニソワ調査官はこれらの行動は、捕虜の人道的待遇を定めたジュネーブ条約第13条違反に当たると指摘した。また、これに先立ちデニソワは4日、ウクライナ人捕虜が拘束中に殴打や飢餓の強制、凍傷、脅迫を受けたと明らかにしていた。

### 4月7日
- ウクライナ最高議会のオリガ議員は、自身の選挙区であるボロディアンカの被害について調査し、「ボロディアンカは人道的危機に陥っています。ほぼすべての建物が破壊され、街に人の姿は全くありません」「侵攻が始まる前、ボロディアンカとその周辺の村には合わせると約1万8000人が住んでいた」「現在も5000人ほどが残っている模様だが、無数の地雷が埋められており、殺された人たちの遺体を見て回ることができないため、何人が生存しているかは誰にも分からない」「爆撃による死者は3,000人以上になると考えている」と、住民の6人に1人が犠牲となった可能性を指摘した。また、「ロシア軍は、ボロディアンカの住民に“ニセの避難計画”を伝えました。そして、ウクライナ国内へ避難できると思っていた住民をベラルーシやロシアの収容所へ強制的に連れて行ったのです。連れて行かれた人の数は、1000人以上だと考えています。その人たちをロシア軍がどうしたか、我々はまだ把握できていません」と述べた[552]。
- ヒューマン・ライツ・ウォッチの笠井哲平は、2月27日から3月14日の間でチェルニヒウ・ハルキウ・ブチャにいる民間人に対してロシア軍による銃殺での即決処刑、性暴力、食料や生活必需品の強奪が遠隔調査や聞き取りにより明らかになっている事実を告げ、「まだ現地調査員が入ることができていない地域も多数あるため、被害は今後、さらに明らかになる可能性がある」「マリウポリのようにまだウクライナ軍が奪還できていない地域で、かつ戦闘がより激しい所は、ブチャよりもひどい状況になっている可能性が高い」との危惧を伝えた[552]。
- ウクライナのオレクシー・ダニーロフ国家安全保障国防会議（NSDC）書記はテレビ番組出演中、「以前、ロシア人がウクライナ軍や私たちの複数の町に対する化学攻撃の準備をしている可能性があるという話があった。関連する作業が行われ、医療関係者の訓練が行われた。今日、解毒剤は病院にも防衛部隊にも十分にある」と発言した[553]。
- ドイツの『デア・シュピーゲル』は、同国の連邦情報局（BND）が、キーウ近郊においてロシア兵が民間人を殺害したことを語る無線通信を傍受していたと報じた。同誌によると、BNDが傍受した会話では、ある兵士が他の兵士に「自転車に乗った人を撃ったところだ」と話しているという。なお、ブチャでは自転車に乗った体勢のまま倒れた遺体の映像が報じられている。他の傍受された通信も分析が続いており、個別の事例と照合するのは難しいものの、ブチャ以外でも同様な殺害が起きていることを示す音声もあるという[554]。
- ベラルーシのルカシェンコ大統領は、ベラルーシがウクライナ国内で「特別作戦」を実施したと明らかにした。国営ベルタ通信が報じたもので、「ベラルーシ国民が捕らえられ解放するため特別作戦を行った」などと述べていた。特別作戦を行ったのがベラルーシ軍かどうかなど、詳細は明らかにしていない[555]。
- ロシアのウクライナ侵攻を巡る緊急特別会合で、国連総会（193カ国）はアメリカからの決議案を受け、ロシアの国連人権理事会のメンバー資格停止について投票を行い、賛成93票、反対24票、棄権58ヵ国、無投票18カ国で有効投票数の2/3以上が賛成だったことから決議を採択、ロシアに追放処分を下した。人権理の理事国は総会選挙で選出され、ロシアは3年任期の2年目だった。過去に人権理理事国の資格が停止されたのは反体制派への弾圧を続けた2011年のリビアだけのみであり、安全保障理事会常任理事国が国連機関から追放されるのは史上初となる。ロシアのゲンナジー・クズミン次席国連大使は採決前に「アメリカは自国の支配力を強めるため、人権理事会を植民地的に運用しようとしている」と反発する一方で「棄権および無投票も我が国に友好的ではない行動だと認識しており、（反対以外は）今後の二国間関係に影響を与えるだろう」と書いたメモを大使間に回し、不特定多数の国に対して圧力を及ぼしていた。中国の張軍国連大使も採決前に「人権問題を政治問題化することに固く反対する」「国連総会でのこのような早急な採択は、各国に所属を選択させることで加盟国間の分裂を悪化させ、対立を激化させるだろう。それは火に油を注ぐようなものだ」と述べた。

採択後、ウクライナのセルギー・キスリツァ国連大使は「人権理の浄化であり、結果にとても満足している」と強調。アメリカのリンダ・トマス＝グリーンフィールド国連大使は米メディアに「性急だったわけではない。そうであれば勝てなかった」と述べた。ロシアのクズミン次席国連大使は追放処分が正式に下される前に国連人権理事会の理事を辞任すると主張したうえで「今回の決議は違法かつ政治的な動機によるものだ」と述べ、賛成した国々をけん制した。
バイデン米大統領はこの決議採択を受け、「プーチンの戦争が、いかにロシアを国際的なはぐれ者にしたかを示す意義のある一歩だ」と歓迎する声明を発表した。更にバイデン大統領は「ロシア軍は戦争犯罪を行っている」と明言。ロシアの資格停止により「人権理事会の調査委員会がロシアの人権侵害を調査する際に、作業に参加することも偽情報を流すこともできなくなる」と意義を強調、（ロシア軍の撤退に伴い）「人々がレイプされ、拷問され、処刑され、場合によっては遺体が冒とくされている姿は、普遍的な人間性に対する暴挙だ」と非難。「（戦争犯罪を否定する）ロシアの嘘は、証拠にはかなわない」と指摘した。同様にアントニー・ブリンケン米国務長官も採択を歓迎し、「人権への大規模かつシステマティックな犯罪を行っている国家は人権保護を担う国連理理事会に座すべきではない」と記者団に語った。また、ウクライナのドミトロ・クレーバ外相は「戦争犯罪者は、人権保護を目的とした国連機関には居場所がありません。関連する国連総会決議を支持し、歴史の正しい側面を選んだすべての加盟国に感謝します」とツイッターで述べた。対して、クレムリンのスポークスマンであるドミトリー・ペスコフは、この決定について遺憾の意を表明し、英国のスカイニュースとのインタビューで「私たちはあらゆる可能な法的手段を使って私たちの利益を守り続ける」と述べた。
なお、アルジャジーラのクリステン・サロミーは、「（ブラジルのように、人権委による）調査前にロシアを選び出しているという理由で」反対意見を表明した大使もいたと語っており、「（同様に、棄権票のうちには）決議案（の性急さ）に不快感を示している国も多くみられる」と分析している。

### 4月8日
- ウクライナドネツク州クラマトルスクの鉄道駅が早朝、ミサイル攻撃を受け、少なくとも子供5名を含む50名が死亡した。ウクライナ当局によると、負傷者も87人に達している。ドネツク州のパブロ・キリレンコ知事は、同駅に命中したのはクラスター弾を搭載したトーチカU短距離弾道ミサイルだったと述べた。米国防総省も、初期分析の結果として、ウクライナ国内にあるロシア軍の陣地からSS21 スカラベ（トーチカUのNATOコードネーム）短距離弾道ミサイルが使用されたとの見方を強めている。ミサイルの残骸の側面には「（これは）子どもたちのため」と書かれていた。このメッセージについて、欧州連合（EU）の執行機関である欧州委員会のウルズラ・フォン・デア・ライエン委員長は「血も凍るような振る舞いは類を見ない。信じ難い」と激しく非難した。

クラマトルスクは国内のより安全な場所に避難するための拠点の一つであり、クラマトルスク市長によると、攻撃された時、駅には女性や子ども、高齢者など4,000人程度がいたという。アレストビッチ・ウクライナ大統領府顧問は「（ロシア軍）は早朝で市民を攻撃するとわかったはずだ。現地には避難しようとする人が何千人もいた」と述べた。この地域では前日も避難民を乗せた列車が空爆で運行を妨げられたという。キリレンコ知事は同地域からの列車による避難は今後も継続するとした。
ゼレンスキー大統領は意図的に市民を狙った攻撃だと非難。「戦場でわれわれに立ち向かう力と勇気がないため、血も涙もなく民間人を殺害しようとしている」とし、「際限のない悪だ。罰をもって止めるしかない」と述べた。さらにその後行ったフィンランド議会でのオンライン演説で、攻撃当時、ウクライナ軍は駅にいなかったことも証言した。欧州連合外交・安全保障上級代表ジョセップ・ボレルとイギリスのベン・ウォーレス国防相も攻撃を非難。ホワイトハウスのケイト・ベディングフィールド広報部長は「ロシア軍がウクライナで戦争犯罪を犯しているという証拠が増えている」と述べた。国務省のポーター筆頭副報道官も記者団に対し「この残虐行為に恐怖を覚えている」と述べた。在ウクライナ米大使館は、ウクライナでのロシア軍による「新たな残虐行為」とし、「世界はロシアのプーチン大統領の責任を追及する」と言明した。
一方、RIA通信によると、ロシア国防省は攻撃への関与を否定、攻撃に使われたミサイルはウクライナ軍しか使用していないと指摘。ロシア軍は8日にクラマトルスクへの攻撃を指示されていないと説明した。ただしロシア軍がトーチカU短距離弾道ミサイルおよび9N123クラスター弾頭をいまだ所持・使用していることはヒューマン・ライツ・ウォッチの2月25日の公開報告の際に判明している。
- ユニセフはクラマトルスクへの弾道弾攻撃に対し、「クラマトルスクの駅が攻撃されたことを強く非難する。犠牲になった子どもの数はまだ分からないが、最悪の事態を恐れている。この駅は大きな被害が出ているドネツク州から人々が避難する主要なルートだった」と声明を発表、現地の人々がこの駅を避難のために使っていたことを強調した。

また「この1週間、ユニセフは急速に悪化する東部の状況に対応するためクラマトルスクに医薬品などおよそ50トンを届けてきた。攻撃があった時は駅から1キロ離れた場所で地域の保健当局に救命物資を届けているところだった」と明かし、今回の攻撃で現地の人道支援も脅かされたと訴えた。
- スロバキアは、ウクライナにS300地対空ミサイルを提供したと発表した。ウクライナが供与を要請し、ロイド・オースティン国防長官が3月中旬にスロバキアを訪問するなど米国が中心となってNATO内で調整を進めていた。バイデン米大統領はS300の受領を受けて声明を出し、スロバキアに謝意を表明。「ロシアが侵攻の次の段階に向けて態勢を整えている。ウクライナが必要な高度な兵器を提供するための努力を惜しまない」と強調した。この引き渡されたS300の代替兵器として、米国はスロバキアにパトリオットミサイルを一時的に配備する予定である。ロイター通信によると、スロバキアにはドイツとオランダからもパトリオット3基がすでに引き渡されている。

ウクライナは防空態勢を強化するため、上空への飛行禁止区域設定や旧ソ連製戦闘機の提供を米国やNATOに求めてきた。しかしロシアとの直接軍事衝突に発展する可能性があることから米国等が難色を示したため、ウクライナは次善の措置として自国も所有しており運用に習熟しているS300の供与を要請していた。なお、NATO加盟国ではスロバキアの他にギリシャ、ブルガリアがS300を保有している。
- EUのウルズラ・フォン・デア・ライエン欧州委員会委員長とジョセップ・ボレル欧州連合外務・安全保障政策上級代表はキーウを訪問し、ゼレンスキー大統領と会談。ブチャも訪問し、集団墓地から掘り起こされた20体の遺体を視察。フォン・デア・ライエンはロシア軍の「残酷な顔、無謀で冷淡な行動」が明示されたと述べ、ウクライナへの支援を確約した[566][567]。
- ロシア外務省のマリア・ザハロワ報道官は、記者会見で「彼ら（ウクライナ人）はボルシチのレシピを共有するつもりはありませんでした。それ（レシピ）は、一つの民族、一つの国家のものでなければなりませんでした。世界中の主婦が自分流に料理できるようになることに、彼らは耐えられなかったのです。これが私たちが話していることです。つまり外国人恐怖症、ファシズム、過激主義…」と奇妙な発言を行った。この会見はその後ツイッターなどでも拡散され話題となった[568][569]。
- ゼレンスキー大統領はウクライナ国民向け動画メッセージで、「今日、私たちは欧州委員会からアンケートを受け取った。このアンケートへの回答が欧州委員会がEU加盟協議へ向けたウクライナの準備についての結論を作成する基本書面となる。私たちは回答を1週間で行う。その後欧州委員会の結論が数か月後に作成され、次に加盟国の決定と加盟協議となる」と発言、ウクライナを待ち受けているのは成功だとの確信を表明し、ウクライナは長年の目標の実現であるEU加盟にようやく近付いたと発言した。

大統領は「ウクライナは欧州という家庭において平等な一員となる。ウクライナはEU加盟国となる。平和で、主権ある、復興した国となる。私たちは、それを確保する。一切の疑念はない」と強調した。その他、9日にはワルシャワでフォン・デア・ライエン欧州委員会委員長とカナダ首相ジャスティン・トルドーが主導する大型のウクライナ応援行事「スタンド・フォー・ウクライナ」が開催されると伝えた。
- ウクライナのエネルギー省大臣のハーマン・ガルシェンコ（Herman Galushchenko）は「チェルノブイリの立入禁止区域に侵入したすべてのロシア軍兵士は多量の放射線を浴びており、軍用装備も汚染されている」と報道向けレポートにおいて伝えた。

「ロシア兵のアホさは、連中が荒らしていった地域の汚染度を測定した線量計のメーターと同じくらい振り切れてる。奴らは素手で汚染された土壌を掘り、放射性物質を含有した土砂を、その土埃を吸い込みながら土嚢に詰めた。そんな曝露を一ヶ月も続けた以上、あいつらはせいぜい1年程度しか生きられない。むしろこれからじわじわ弱りながら死んでいくあたり、もうとっくに人生が終わっていると言ってもいい」とガルシェンコ大臣は述べた。また、ロシア軍が封鎖されていたはずの原発プラントや管理事務所から、食器からスペアパーツ、調度品に至るまであらゆるものを略奪していったことも告げた。
「汚染されているのは占領軍とその戦利品だけじゃない。チョルノーブィリの汚染区域を通過した1万個の軍用装備も同様だ。撤退していった奴らが帰路でくたばったとしても、『チョルノーブィリのかけら』は（遺品として）家まで送られるというわけだ」と語った。
大臣はまた、金属は特に放射線の影響を受けやすく、放射性同位体に変質しうるとも述べた（編注：チェルノブイリ原子力発電所内の什器や機械に接触することは人体への放射能汚染の点で極めて危険）。
「ロシア人はすべての人に死をもたらす。彼らは爆弾でウクライナ人を殺し、チェルノブイリ原発由来の放射能で身近な人々をも殺す」と大臣は結んだ。

### 4月9日
- イギリスの首相ボリス・ジョンソンがキーウを訪問し、ゼレンスキー大統領と会談した[572]。ジョンソン首相の訪問は事前に予告しておらず電撃訪問となった[573]。会談でジョンソン首相はウクライナに対し、120台の装甲車と新しい対艦ミサイルシステムの追加軍事支援を提示した。これは前日に発表された、防空システム「スターストリーク」の追加供与、対戦車ミサイル800個などへの支援に加えられるものだという。さらに、世界銀行のウクライナへの5億ドルの追加融資を保証することを確認、融資保証の総額が最大10億ドルとなることを認めた。加えて、英国はウクライナ政府の要請に応えて、ウクライナからの輸入関税を全て自由化し、関税緩和を提供すると伝えた[574]。

会談後に発表されたビデオ声明でジョンソン首相はプーチン大統領がブチャやイルピンなどで行ったことは戦争犯罪だと強調したうえで「ロシア軍が撤退しているのは一種の戦術で、ドンバス地域やウクライナ東部への圧力を強めようとしている」と指摘、ほかの国々と協力して今後ロシアへの経済制裁をさらに強化するとともに、軍事面での支援も行っていく考えを改めて示した。またゼレンスキー大統領もイギリスによる支援に謝意を示したうえで「制裁という形でロシアに圧力をかける必要がある。そして、いまこそロシアのエネルギー資源を完全に禁輸するときだ」と各国に強く呼びかけた。ジョンソン首相のキーウへの訪問は、ロシアによる軍事侵攻後、G7の首脳としては初めて。
- オーストリアのカール・ネハンマー首相はキーウを訪問し、ゼレンスキー大統領と会談。ネハンマーは記者会見で「戦争が終わるまでEUは制裁を強化し続ける」と述べた[576][577]。
- ヨーロッパのある当局者は、「ウクライナ侵攻に使用されたロシア軍は損耗と兵站の破綻のため4分の1が機能不能に陥っている」と語った。

侵攻に先立ち、CNNは「ロシアはウクライナ周辺に約120の大隊戦術群（BTG）を配置していた」と報告した。開戦から6週間が経過した現在、そのうちの29BTGが現在前線から消失していると当局者は述べた。現在ロシア軍は2ないし3のBTGの残存部隊を統合・再編することによって1個BTGの再構築を図っていると当局者は付け加えた。
なおCNNはウクライナで死亡したロシア軍兵員の数を現時点では確認できていない。先月、親プーチン派のタブロイド紙『コムソモリスカヤ・プラウダ』は「死亡者数はクレムリンの公式発表数の数倍となる9,861人」と伝えたが、後にこれはハッキングによる偽情報として撤回された。米国とNATOの当局者は先月の時点でロシアの死傷者数は3,000～10,000人の範囲であると推定したが、ウクライナ当局は、それ以上の人数を主張している。
- BBCは、ロシア軍の南部軍管区（司令部ロストフナドヌー）トップのアレクサンドル・ドヴォルニコフ上級大将が、ウクライナ侵攻の総司令官に任命されたと伝えた。これまでは調整役がおらず、各方面がそれぞれ作戦を担っていたとされる。

上級大将は、ショイグ国防相らと並ぶ階級。BBCによると、ドヴォルニコフは2015年からのシリア内戦軍事介入の総司令官として「豊富な経験」（欧米当局者）を有する。内戦で市民の犠牲を顧みず、弱体化したアサド政権の形勢挽回を指揮した。

### 4月10日
- 3月23日のCNNの記事の補足として、ウクライナ当局はロシア軍がチェルノブイリ原発占拠から撤退までの間に、併設された研究所に保管されていた核種サンプルのうち計133個を略奪していったとフェイスブックで明らかにした。この核種については扱い方によっては人を「死に追いやる可能性がある」と指摘している [580]。
- ジェイク・サリバン米大統領補佐官（国家安全保障担当）は、CNNテレビなどに対し、昨日プーチン政権がウクライナ侵攻の総司令官に任命したドヴォルニコフ上級大将について、「シリアで市民に残虐行為を行った過去がある」と述べ、ウクライナ市民にも同様の行為を行う恐れを警告した。サリバン補佐官は、侵攻後の最初の数週間でロシアがウクライナを支配できないことが明らかになったと指摘。総司令官任命に関し、「プーチン大統領が誰を任命しても（状況は）変わらない」と強調し、「（ドヴォルニコフ上級大将は）ウクライナ市民に対する犯罪と残虐行為の新たな当事者となる」とけん制した。ブチャなどで多数の民間人が殺害されたことについては「大規模に行われた戦争犯罪と残虐行為の問題はクレムリンとロシア大統領に責任がある」と語り、プーチン大統領らの責任を追及する考えを示した[581]。
- ウクライナのイリーナ・ベネディクトワ検事総長は英Sky Newsに対し、これまでに北部キーウ州で1222人の遺体が見つかったと明らかにした。東部では砲撃などで犠牲者が増えている。プーチン政権は5月9日の対ドイツ戦勝記念日を控え、「成果」を得る狙いとみられる[582]。
- ベラルーシのマズィルにある宅配サービス会社から、ロシア兵達がウクライナから略奪したとみられる荷物をロシアに送ろうとしている4月2日付の動画が、ベラルーシのメディア「ガユン・プロジェクト」により公開された。

この防犯カメラによる映像を公開した、ガユン・プロジェクトの代表であるアントン・モトルコは「なぜ略奪品をロシアに送ったと分かった？」という質問に、「マズィルの住民たちが宅配会社にトラックが来ていると連絡をくれた。もし、それほどの量や重い製品をベラルーシで買ったなら地元住民は気が付くはずだ」と答えている。このロシア兵10人以上が発送した荷物は2トン以上にも及び、多くはアルタイ地方のルブツォフスクに送られていたという。「これは“ジェノサイド”と呼べるもので、少なくとも戦争犯罪だ。ロシア軍のイメージ、ロシア軍の評判が…ちゃんとした軍だったら、こんなことは絶対にしない。ちゃんとした軍は規則を守る」（アントン・モトルコ談）。なお、送り先のうち16件に電話を掛けたところ、電話番号が公開された結果なのか、ブロックや留守番電話に切り替えられるなどの対応を受け、1件も電話に出ることはなかったという。動画の内容に対してはウクライナ政府も怒りをあらわにしており、ウクライナ外務省のオレグ・ニコレンコ報道官は「ロシア軍は一般市民の家に押し入って家財を略奪している。なんという侮辱か。軍人として、あるまじき行為だ。私たちはこのことを決して忘れないし、許さないだろう」とコメントした。
また、ベラルーシのホメリで撮影された4月5日付の映像では、ウクライナからの盗難車とみられるナンバープレートが外された一般車両・ウクライナの企業のロゴが付いたトラック等が記録されている。これらは国際法で禁じられた「戦時の略奪行為」として戦争犯罪に問われる可能性が高い。

### 4月11日
- 英紙『タイムズ』はフィンランドとスウェーデンが今夏にもNATOに加盟する見通しだと報じた。米当局者が同紙に明らかにしたところによると、フィンランドとスウェーデンも出席した先週のNATO外相会議で両国の加盟が議題に上ったという[584]。
- オーストリアのカール・ネハンマー首相はモスクワを訪問し、プーチン大統領と会談。ネハンマーはその後、米国のNBCテレビの取材に応じ、プーチンは「戦争に勝っていると信じている」との印象を受けたことを明らかにした[585][586]。
- 国連女性機関「UN Women」のシマ・サミ・バホス（英語版）事務局長は、安全保障理事会で、ウクライナにおけるレイプや性暴力に関する訴えが増えていると明らかにした。ウクライナの人権団体「ラ・ストラーダ・ウクライナ」のカテリーナ・チェレパカ代表は、安保理にオンラインで出席し、団体の緊急ホットラインにロシア兵によるレイプ事件9件（12人の女性と少女が被害）を訴える電話があったと述べ、「これは氷山の一角にすぎない。われわれはウクライナで暴力とレイプがロシア人侵略者によって戦争の武器として使われていることを知っているし、見ている。われわれの声を聞いてほしい」と訴えた。

一方、ロシアのドミトリー・ポリャンスキー次席国連大使は「ロシアはこれまで何度も述べてきたように、市民に対しては戦争を行っていない」と釈明、ウクライナとその同盟国が「ロシア兵をサディストやレイピストとして見せようとする明確な意図がある」と非難した。バホス事務局長は、正義と説明責任を果たすために全ての疑惑を独立して調査する必要があると述べた。
- イギリスのリズ・トラス外相は、マリウポリでロシア軍が化学兵器を使用したとのウクライナ側の主張[588]について、検証を進めていると明らかにした。トラス外相は「こうした兵器の使用は紛争の激化につながりかねない。われわれはプーチン大統領とその政権の責任を追及していく」とツイッターに投稿した。

ウクライナのイバナ・クリンプッシュ議員はツイッターで、ロシア軍はマリウポリで「属性不明の物質」を使用したと指摘。市民らが呼吸困難を訴えているとして、「（使われたのは）化学兵器である公算が大きい」との見方を示していた。ウクライナのアゾフ連隊も、Telegramで「ロシア軍が無人機を使ってマリウポリのウクライナ兵と市民に毒物を投下した」と主張。被害者は呼吸困難や神経障害を訴えていると説明した。連隊の創設者であるアンドリー・ビレツキーは、毒性物質に触れた症状を示している人が3人いると語った。
AFPはウクライナ側の主張について裏付けを取れていない。一方でRIAノーボスチによると、ドネツク州の一部を実効支配する親ロシア派武装勢力「ドネツク人民共和国」のエドゥアルド・バスリン人民民兵部大佐は同日、製鉄所の建物に残る兵士について「あそこは地下室だから、建物を急襲しても意味がない。モグラを穴からいぶりだす化学兵器部隊の協力を求めるべきだ」と化学兵器使用について言及した。
ロシア政府は、ウクライナ侵攻では戦争犯罪を一切していないと主張している。
- ロシアのセルゲイ・ラブロフ外相は、「今回の我々のウクライナにおける特別軍事作戦は、米国ならびにその支配下にある西側諸国による『世界の完全な支配』を目的とした無謀な勢力拡大および思想とに終止符を打つことを意図している」と述べた。

「国連ではコソボは投票なしで独立が認められたにもかかわらず、クリミアの独立は認められなかった。アメリカはイラク戦争の結果、攻撃に足る証拠を発見できなかったにもかかわらず謝罪すらしなかった。だが、ロシアのすぐ側にあるネオナチと過激派の領土ではペンタゴンの方針により生物兵器を生み出すための数十もの研究所が設立され、実験が繰り返されているという確実な証拠が見つかった。我々はこの国境付近の脅威に対し、断固たる否定を行う」とラブロフ外相は語った。
さらに『プラウダ』紙は「西側のこういった行動は国際法における重大な違反である」と報じた。
- ウクライナの第36独立海軍歩兵旅団はFacebookへの投稿で、「弾薬が尽きつつあるため、きょうの戦いが最後になるだろう」と説明。ロシア通信のRIAは、親ロ派武装勢力ドネツク人民共和国の指導者デニス・プシーリンが既にマリウポリの港を制圧したと語ったことを報じている[595]。
- マリウポリのワジム・ボイチェンコ市長はAP通信に対し、市内には最大約12万人が残っている一方、開戦以来の死者については2万人を超える可能性があると述べた。また、市長は市内の通りには「遺体が絨毯のように敷き詰められている」「何千人もが路上に横たわっていたが、全員を収容することはできなかった。死者は恐ろしい数で、言うのもはばかれるが1万人以上だ。2万人以上かもしれない。残念ながら」と惨状を表現した。市長によると、ロシア軍は移動型の火葬施設で遺体を処理しているほか、冷蔵施設のあるショッピングセンターにも遺体を運んでいるという。民間人殺害を隠す意図があるとみられる[596][591]。
- ロシア国防省は、市街へ車両で脱出しようとした、製鉄所に籠もるウクライナ軍の「残党」のうち約50人を深夜に殺害したと発表した。ドネツク人民共和国はウクライナ軍とアゾフ連隊最大3,000人が潜伏している製鉄所周辺を、マリウポリにおける事実上最後の拠点と認識しているという[591][596]。

### 4月12日
- ルハンスク州知事はSNSで、露軍が昨日夜から州内のセベロドネツクなどを広範囲に砲撃し、民家など17か所が被害を受けたことを明らかにした。ドンバス地方に隣接するハルキウ（ハリコフ）州でも11日の砲撃で8人が死亡したという[591]。
- NATO加盟を検討中の隣国フィンランドとの国境地帯にロシア側がミサイルシステムなどの軍事装備を移動していると報じられた[597]。
- 英タイムズ紙は、プーチン大統領が連邦保安局（FSB）所属の情報員約150人を「追放」したと報じた。同紙は、侵攻が難航していることに対するプーチンの怒りの表れで、スターリン的な大粛清と指摘した[598]。
- ゼレンスキー大統領は、SNS「テレグラム」で、親ロシアのウクライナの政治家で富豪のヴィクトル・メドヴェドチュクを「特別作戦」で拘束したと発表した[599]。
- 米国の防衛高官は、同日スロバキアによるウクライナへのMiG-29の供与に協力したことを公表、また諸外国からの同様の寄贈申し立てにも「拒みはしない」と発表した。これは、ポーランドからのMiG-29の供与計画が頓挫してから新たに発表された情報となる。

これまでアメリカ当局は、ウクライナへの戦闘機供与およびその仲介はロシアとの対立をよりエスカレートさせるリスクを踏まえ、ポーランドからの供与計画を打ち切っていた。一方で昨日、スロバキアのエドゥアルド・ヘーガー首相は昨日、自国のMiG-29をウクライナに送るという考えを浮かび上がらせ、そのような移管を行う前に特定の安全保障が必要であると付け加えた。スロバキア空軍は、今後数年の間にF-16C/Dを新規調達する見込みで、現在はMiG-29Sの改装機を装備している。同国が所有しているMiG-29のうち、何機がウクライナに対して供与されるのかは不明。また、スロバキア当局は既に引き渡し済のS-300地対空ミサイルの供与に関し、パトリオットミサイルを受領したことなど、詳細を説明した。このMiG-29の供与にあたっても、米軍およびNATO同盟国はスロバキアの空域防衛のため同様に航空機を優先配備する可能性がある。
- 米国政府は、ジョー・バイデン大統領が先月4月中旬までに発表した8億ドルの軍事支援パッケージの提供を本日完了する予定であることを発表した。国防総省高官によると、2機の貨物機が昨日、機関銃、手榴弾、防弾チョッキなどを積載しウクライナへの移送に入ったという。高官は100機のスイッチブレードが既に送付され、前線で使用されていると述べた[601]。

またこの会見で、ウクライナ東部での戦闘集中に備えてロシア軍がイジュームの北方60キロメートルまで進軍しているという報告に加え、米国政府はロシア軍が非致死性の暴動鎮圧剤と致死性の化学兵器を併用して化学兵器使用の隠蔽を試みている可能性についても調査しているとした。化学兵器の使用の有無については、ウクライナのハンナ・マリヤール副国防相も検証が困難だと述べている。同時に、副国防省は問題の弾薬が実際には白リン弾であった可能性があることについても言及した。昨日には英国国防省もロシア軍がマリウポリで白リン弾を使用する可能性について警告している。一方、ロシア当局は、「証拠なしに化学兵器使用をでっち上げようとしている」とウクライナ政府を非難した。ただし、複数の有識者は逆にロシアが「偽旗作戦」を流布して兵器使用のハードルを下げようとしている可能性について懸念を示している。以前よりロシア軍は第二次チェチェン戦争やシリア政府による化学兵器の使用に加担している疑いがもたれている。
- プーチン大統領はアレクサンドル・ルカシェンコ大統領と共にボストチヌイ宇宙基地を見学した。ここしばらくベラルーシがロシア政府と距離を取っていたことに関し、ルカシェンコ大統領は「私の兄（プーチン）が反ロシア路線へとベラルーシを傾けさせたままにする可能性も一時考えていたが、そうではなかったと今は思っている」と語った。また、プーチン大統領は、ウクライナで起きていることは悲劇だとしつつも、「ロシアにはほかに選択肢がなかった」というスタンスを改めて発言、そして、軍事作戦の終了時期は「戦闘の激しさ」次第だとした。大統領はさらに、ウクライナとの停戦協議について「行き詰まっている」と指摘し、ウクライナ側の主張が3月下旬の停戦協議から「後退している」と一方的に批判した[603][604]。両大統領は、「ロシア軍がウクライナ侵攻で無数の戦争犯罪を犯した」という国際社会からの糾弾を否定し、全て偽旗作戦であると無根拠に主張している[600]。
- Newsweekは、ロシア軍がフィンランドとの国境近くに軍用車両を移動させたことを報じた。11日にSNSに投稿された映像は、少なくとも2台のK-300Pと思われるロシア軍用車両がフィンランドとの国境に向かって移動していることを示している。米国当局によると、フィンランドは早ければ今年の夏にNATOに加盟することを目指しているが、ロシア政府は11日にもフィンランドとスウェーデンの両国に対し、加盟を行わないよう警告している。

クレムリンのドミトリー・ペスコフ報道官は「NATOはロシアとの対立を目的としており、そのさらなる拡大は欧州大陸に安定をもたらさないと繰り返し述べてきた」と語った。フィンランドのサンナ・マリン首相は既に今月初め、NATO加盟を申請するかどうかについて「春の終わりまでに決定を下す」と述べており、NATOのイェンス・ストルテンバーグ事務総長も同時期にCNNに対して「加盟するかどうかは最終的にフィンランドが決める」「我々はフィンランドの主権と領土保全の意志とを尊重し、フィンランドの加盟を審議する。それは現在ロシアがないがしろにしていることで、彼らはフィンランドがNATO加盟を決定した場合、何らかの結果が生じるだろうと威嚇している」と語った。
- ドイツの大統領フランク＝ヴァルター・シュタインマイアーは、ポーランド、エストニア、ラトビア、リトアニアの大統領と共に今週中に首都キーウを訪問することを要望したものの、ウクライナ側から拒否されたことを明らかにした。メルケル政権下で外相を務めた経歴を持つシュタインマイヤー大統領はノルド・ストリーム2建設推進など過去にロシアに友好的な姿勢を取ってきたことで国内外から批判が集中。最近になり、「プーチン大統領に対する親善的な姿勢は間違いだった」と認めていた。

独紙『ビルト』は匿名のウクライナ外交官の話として、「シュタインマイヤー氏がロシアと密接な関係にあることは誰もが知っており（中略）キーウでは現時点では同氏は歓迎されない。それが変わるかどうかはこれからだ」と伝えた。
- ラトビアのリンケーヴィチ外相は、ツイッター上で「ロシア軍がウクライナで実行したジェノサイド、軍事犯罪、人道に対する罪の多くの凄惨な場面を見た後では、世界で真の非ナチ化を必要としている唯一の国が、ロシア連邦であることは明らかである」と指摘した[607]。

### 4月13日

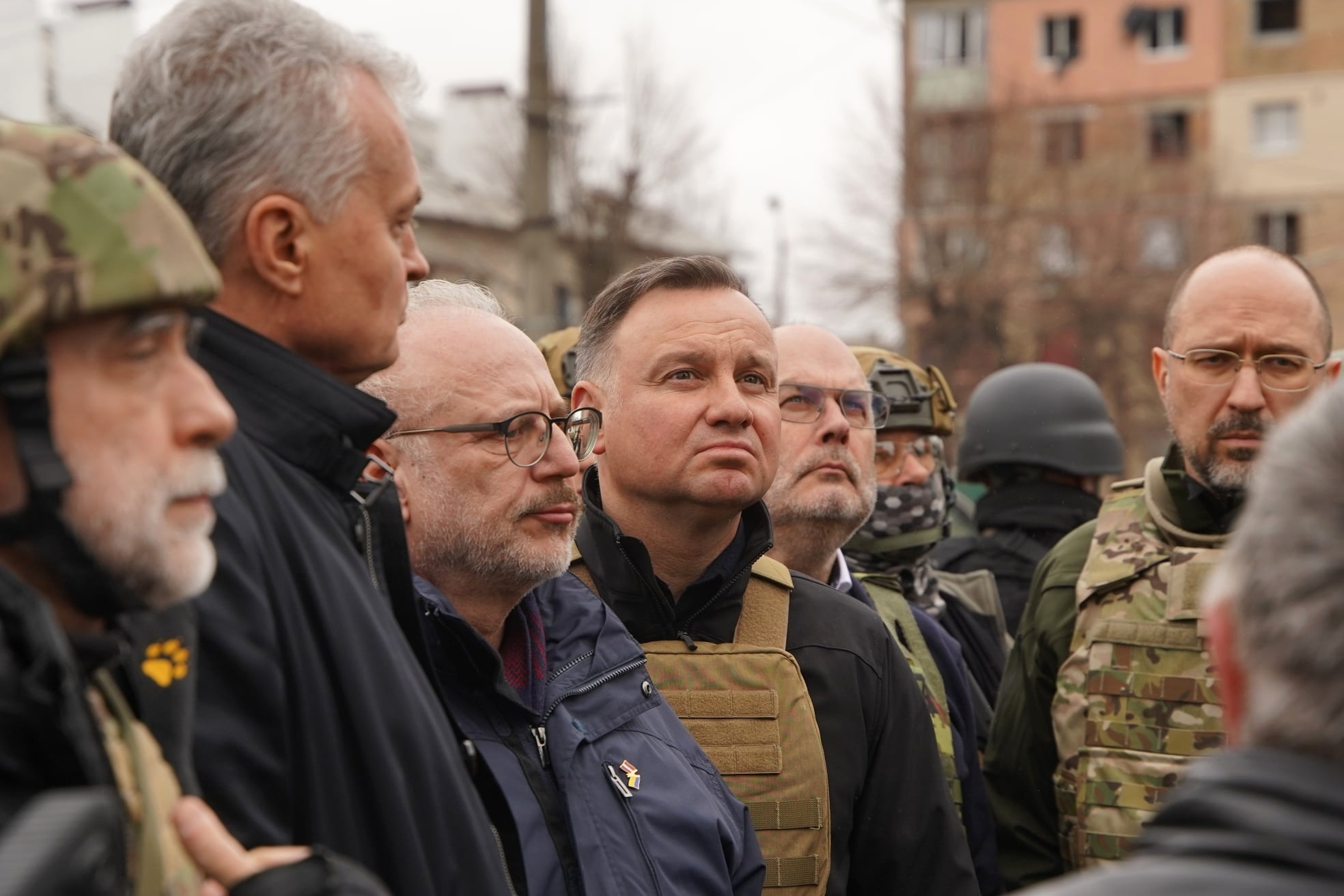
ボロディアンカを視察するポーランドのドゥダ大統領、エストニアのカリス大統領、ラトビアのレヴィッツ大統領、リトアニアのナウセダ大統領、ウクライナのシュミハリ首相（4月13日）

- フィンランドのサンナ・マリン首相とスウェーデンのマグダレナ・アンデション首相はストックホルムで共同記者会見を行い、中立の立場を離脱しNATO加盟への意欲を公表した[609][610]。
- ポーランドのアンジェイ・ドゥダ大統領、エストニアのアラル・カリス大統領、ラトビアのエギルス・レヴィッツ大統領、リトアニアのギタナス・ナウセダ大統領はボロディアンカを訪れ、黒焦げになった高層住宅を視察。ドゥダらは、戦争犯罪として訴追する必要性を訴えた。4人は視察後、キーウでゼレンスキー大統領と会談し、全面的な支援を表明した[608]。
- ドネツク州のキリレンコ知事はCNNの取材に対し、同州マリウポリでの民間人の死者を「2万～2万2000人」と推計していると明らかにした。同市で化学兵器が使われたとの情報については、まだ詳細は確認されていないという。一方、ロシアのウクライナ侵攻を巡る人権侵害を調査していた全欧安保協力機構の専門家グループは、ロシア軍による明確な国際法違反を確認したとする暫定報告書をまとめた[611]。

報告書では3月9日に発生したマリウポリの産科小児科病院への攻撃などを挙げて、これらをロシア軍による戦争犯罪にあたると指摘。「人命尊重」や「拷問の禁止」など最も基本的な人権に対する侵害行為の証拠が見つかったとし、その多くがロシアの支配地域で起きたと述べている。
- ロイター通信によると、ロシア国防省はマリウポリ港で1,000人近いウクライナ軍の海兵隊員が投降したと発表した。同通信はウクライナ側の抵抗が続く港湾地区を攻略すれば、市全体を制圧したことになると報じた。ウクライナ国防省の報道官は同日、海兵隊の投降について「情報がない」とした[612]。

### 4月14日
- ロシア国防省は、黒海艦隊旗艦「モスクワ」が「重大な損傷」を被り、乗組員全員が退避したことを明らかにした。艦内で火災が発生し、搭載していた弾薬が爆発したためと説明している。ウクライナ南部オデッサ州知事は、対艦ミサイル「ネプチューン」で深刻な打撃を与えたと述べた[613]。その後ロシア国防省は、モスクワが港への曳航中に船体の損傷が原因でバランスを崩し、荒波にもまれて沈没したと発表した[614][615]。

### 4月16日
- ロシア国防省は、マリウポリの市街地全域を完全に制圧したと発表した[616]。

### 4月18日
- ロシア大統領府は、プーチン大統領が、ブチャでの虐殺に関与したとされるロシア軍の第64独立自動車化狙撃旅団に対し、「親衛隊」の名誉称号を授与する大統領令に署名したと発表した。プーチンは同日付の書簡で、同狙撃旅団が「祖国を防衛し、ロシアの主権と国益を守る」ために示した「特別な功績、偉大な英雄行為と勇気」を称賛した[617][618]。

### 4月20日
- EUのシャルル・ミシェル欧州理事会議長はキーウを訪問し、ゼレンスキー大統領と会談した。ミシェルは会談後、ゼレンスキーとの共同記者会見で、侵攻終結までウクライナを全力で支援することを約束した。ゼレンスキー大統領はウクライナ軍にはマリウポリでロシア軍を撃退するだけの十分な「本格的な重兵器」がないと訴えた[619][620]。

### 4月21日
- ロシア政府は、ロシア軍がマリウポリを完全に掌握したと改めて発表。プーチン大統領は、ウクライナ兵がたてこもり徹底抗戦を続けるマリウポリのアゾフスタリ製鉄所への総攻撃を中止し、「ハエ1匹逃げられないよう」封鎖するよう命じた[621]。
- ゼレンスキー大統領は、ロシアがマリウポリを掌握したと発表したことについて、これを否定した[622]。
- デンマークのメッテ・フレデリクセン首相とスペインのペドロ・サンチェス首相はキーウを訪問。ゼレンスキー大統領と会談し、ウクライナに追加の軍事支援を約束した。サンチェスは共同記者会見で、スペインは新たに200トンの弾薬と軍事物資をウクライナに送ると述べた。フレデリクセンは、ウクライナへの武器供与を6億デンマーククローネ（8,760万ドル）増やすと述べた。また、フレデリクセンはボロディアンカも訪問した[623]。

### 4月23日
- ゼレンスキー大統領は、国連のアントニオ・グテーレス事務総長が26日にロシアを、28日にウクライナを訪問する予定となっていることについて、ウクライナの前にロシアを訪問するのは「間違い」だと批判した[624]。

### 4月24日
- アメリカ合衆国国務長官アントニー・ブリンケンとアメリカ合衆国国防長官ロイド・オースティンはキーウを訪問し、ゼレンスキー大統領と会談。7億ドル（約900億円）超の直接・間接的な追加軍事支援を約束した。うち3億ドル（約400億円）はウクライナの武器購入費に充てられる。また、同国に武器を供与した近隣の協力国に対しても、新規の武器購入費として充当される[625][626]。

### 4月25日
- ロシアのRIAノーボスチ通信は、モルドバの分離派支配地域トランスニストリアの「首都」とされるティラスポリにある国家保安省の建物周辺で爆発音が相次いだと報じた。ウクライナ国防省は、この爆発について、ロシアの秘密機関による「計画的な挑発」との見解を示した[627]。

### 4月26日

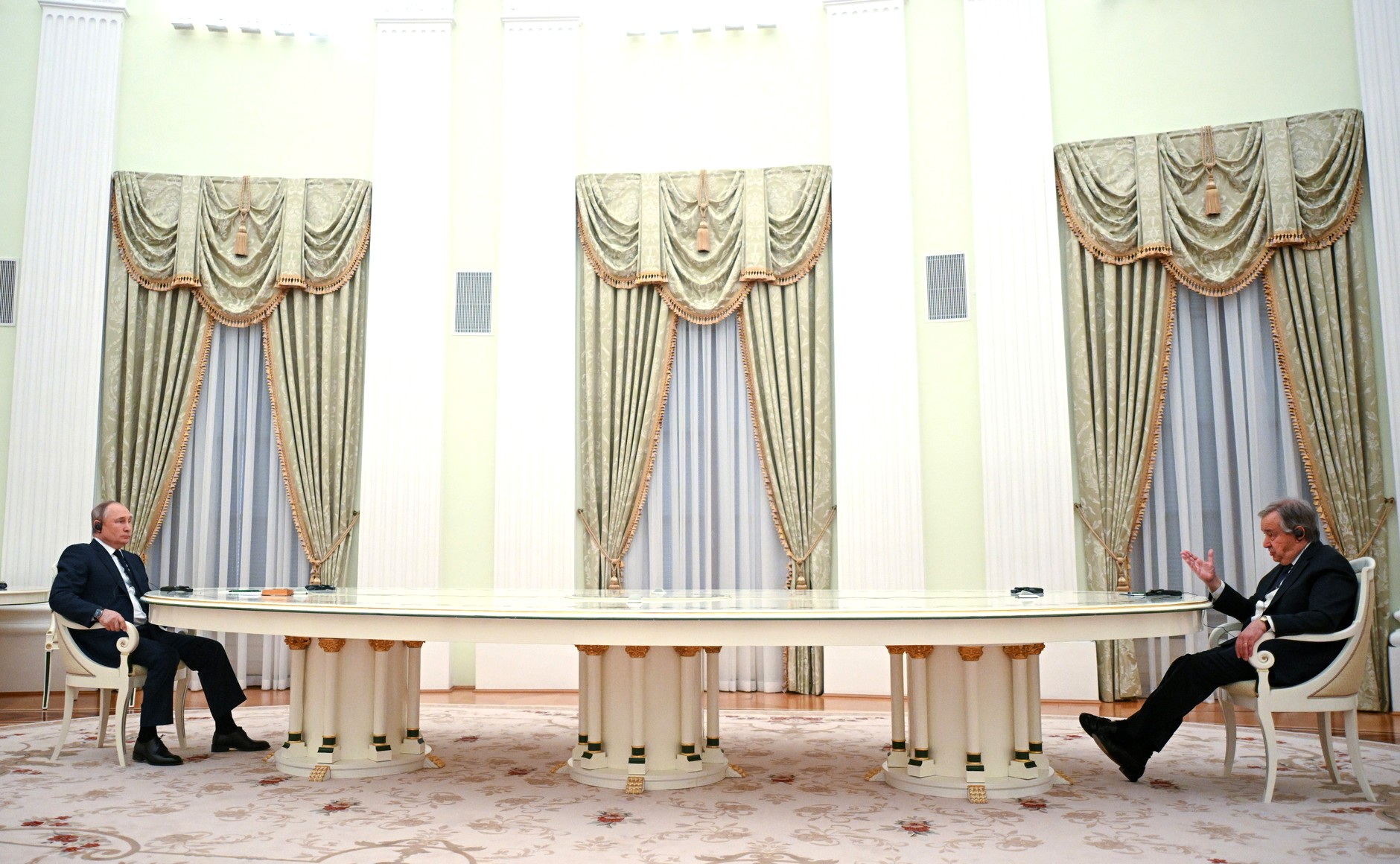
クレムリンで会談するアントニオ・グテーレス国連事務総長とプーチン大統領（4月26日）

- モルドバの大統領マイア・サンドゥは、国家保安省周辺の爆発を受け、緊急の安全保障会議を招集。会見で「現時点で入手された情報によると、地域の不安定化を狙うトランスニストリア域内の戦争推進派の企て」という認識を示した[628]。
- 早朝、トランスニストリアの中部の村で爆発があり2つのラジオ電波塔が壊された。トランスニストリア（沿ドニエストル共和国）の「大統領」を務めるクラスノセルスキーは、爆発などは「テロ」だとし、トランスニストリア側が事件を起こしたとするサンドゥ大統領を批判した。メディアは「モルドバで緊張高まる」と報じた[629]。
- アントニオ・グテーレス事務総長はモスクワを訪問し、プーチン大統領と会談。テレビ放送された会談の映像で、長テーブル越しにグテーレスと対面したプーチンは、軍事侵攻はウクライナ東部のロシア系住民を保護するためだと改めて正当性を強調した。ブチャで多くの市民が殺害されて見つかったことについても、「ロシア軍は関与しておらずウクライナ側による挑発だ」と主張した[630]。また、「軍事作戦が進行中だが、われわれは外交路線で合意に達することを望んでいる。われわれは交渉中であり、（協議を）拒否はしない」と述べた[631]。

### 4月28日
- グテーレス事務総長はボロジャンカ、ブチャ、イルピンを訪問し、キーウでゼレンスキー大統領、クレーバ外相と会談[632]。会談後の記者会見で、国連安全保障理事会がロシアのウクライナ侵攻を阻止できなかったと批判。「大きな失望といら立ち、怒りを覚えている」と語った[633]。

### 4月30日
- マリウポリのアゾフスタリ製鉄所で民間人25人が脱出したと、ロシア国営メディアのタス通信が報じた[634]。脱出した民間人の中には14歳未満の子ども6人が含まれる。アゾフ大隊の副司令官スヴィアトスラフ・パラマル（ウクライナ語版）は20人の女性と子供が製鉄所から脱出したことを確認し、「適切な場所へ移動させた。ウクライナが支配する領土の、ザポリージャへ避難できるよう期待している」と述べた。4月21日のプーチン大統領の製鉄所の封鎖命令以来初の脱出となった。まだ製鉄所の中に立て籠っている約1000人の民間人の解放についても、ロシアとウクライナで協議が続いている[635]。
- 米国のナンシー・ペロシ下院議長は予告なしでキーウを訪問。ゼレンスキー大統領と会談した。ウクライナへはグレゴリー・ミークス下院議員、アダム・シフ下院議員、ジェイソン・クロウ下院議員らも同行した。翌5月1日、ペロシは自身のオフィスを通じて「われわれの代表団は間違えようのないはっきりとしたメッセージを送るためにキーウを訪れた。米国は断固としてウクライナを支持するということだ」と述べた[636]。